# جورج بوش الأب
جورج هربرت ووكر بوش (بالإنجليزية: George Herbert Walker Bush)؛ (12 يونيو 1924 - 30 نوفمبر 2018) كان سياسيًا أمريكيًا والرئيسَ الحادي والأربعين للولايات المتحدة الأمريكية من عام 1989 إلى 1993، ونائب رئيس الولايات المتحدة الثالث والأربعين بين عامي 1981 إلى 1989. كان بوش عضواً في الحزب الجمهوري، وعضواً في الكونغرس وسفيراً ثُمّ مديراً المخابرات المركزية الأمريكية. منذ عام 2000، أصبح يشار إليه باسم «جورج هـ. و. بوش» أو «بوش 41» أو «بوش الأكبر» أو «جورج بوش الأب» لتمييزه عن ابنه الأكبر جورج دبليو بوش الذي أصبح الرئيس الثالث والأربعين الولايات المتحدة بعد انتخابات عام 2000.
ولد بوش في ميلتون، ماساتشوستس، وهو ابن بريسكوت بوش ودوروثي ووكر بوش. أجّل بوش دراسته الجامعية بعد الهجوم على بيرل هاربور في عام 1941، وانضم إلى البحرية الأمريكية في عيد ميلاده الثامن عشر، وأصبح أصغر طيار في البحرية الأمريكية في ذلك الوقت. خدم حتى نهاية الحرب، ثم دخل جامعة ييل. تخرج في عام 1948، وانتقل مع عائلته إلى غرب تكساس وعمل في مجال النفط، وأصبح مليونيرًا في سن الأربعين. دخل بوش مجال السياسة بعد فترة وجيزة من تأسيس شركته النفطية الخاصة، وفاز في انتخابات مجلس النواب في عام 1966. وعينه الرئيس ريتشارد نيكسون سفيراً لدى الأمم المتحدة في عام 1971، وأصبح رئيساً للجنة الوطنية للجمهوريين في عام 1973. في العام التالي، عينه الرئيس جيرالد فورد سفيراً في جمهورية الصين الشعبية، ثم عيّنه لاحقا في منصب مدير المخابرات المركزية. وكان بوش قد ترشح للرئاسة عن الحزب الجمهوري في عام 1980 لكن بطاقة الترشيح ذهبت للمرشح رونالد ريغان. قام ريغان باختيار بوش ليكون زميله في الترشح، وأصبح بوش نائباً للرئيس بعد فوزهما بالانتخابات. وخلال فترة نيابته للرئيس التي استمرت ثمانية أعوام، ترأس بوش فريق العمل الإداري حول رفع الضوابط و«الحرب على المخدرات».
ترشح بوش في انتخابات عام 1988 ليخلف الرئيس ريغان، وهزم خصمه الديمقراطي مايكل دوكاكيس. غطت السياسة الخارجية على رئاسة بوش:العمليات العسكرية في بنما وحرب الخليج الثانية؛ سقوط جدار برلين في عام 1989، وحل الاتحاد السوفيتي بعد عامين. وقع بوش أيضا اتفاقية التجارة الحرة لأمريكا الشمالية (نافتا) التي شكلت كتلة تجارية تضم الولايات المتحدة وكندا والمكسيك، رغم أن الاتفاق لم يصدّق إلا بعد تركه منصبه. على الصعيد المحلي، تراجع بوش عن وعده في حملته الانتخابية، ودخل في صراع مع الكونغرس حول زيادة الضرائب، وقام بالتوقيع على الزيادة بعد أن أقرها الكونغرس. شهدت رئاسته انتعاشا ضعيفا من الركود الاقتصادي، واستمرار العجز في الميزانية وتقليص دور السياسة الخارجية كقضية رئيسية بعد الحرب الباردة، فخسر الانتخابات الرئاسية عام 1992 أمام المرشح الديمقراطي بيل كلينتون.
غادر بوش منصبه في عام 1993. وأسس مكتبته الرئاسية في عام 1997، وكان نشطاً في مختلف الأنشطة الإنسانية، وأغلبها مع بيل كلينتون. ومع انتصار جورج دبليو بوش في انتخابات الرئاسة عام 2000، أصبح بوش وابنه ثاني أب وابن يتوليان منصب الرئيس، بعد جون آدمز وابنه جون كوينسي آدمز. وتولى ثاني أبنائه جيب بوش منصب الحاكم الثالث والأربعين لولاية فلوريدا (1999-2007) وسعى لنيل ترشيح الحزب الجمهوري للرئاسة فى عام 2016 فلم يفلح. توفي يوم الجمعة 30 نوفمبر في عام 2018.

## النشأة والتعليم

جورج ه. و. بوش حوالي عام 1925.

ولد جورج هيربرت ووكر بوش في 173 شارع آدامز في مدينة ميلتون في ولاية ماساتشوستس في 12 يونيو 1924 لبريسكوت شيلدون بوش ودوروثي بوش (سابقا دوروثي ووكر). انتقلت عائلة بوش من ميلتون إلى مدينة غرينيتش في ولاية كونيتيكت بعد ولادته بوقت قصير. في طفولته أطلق عليه لقب «بوبي» (اللون الأحمر الغامق).
درس بوش في مدرسة مقاطعة غرينيتش النهارية في غرينيتش. في عام 1938 التحق بأكاديمية فليبس في أندوفر في ماساتشوستس حيث شغل عددًا من المناصب القيادية التي شملت رئيسًا للصف الأول وسكرتير مجلس الطلاب ورئيس مجموعة جمع الأموال وعضوًا في هيئة تحرير صحيفة المدرسة وقائد فريقي كرة القاعدة وكرة القدم.

### الحرب العالمية الثانية

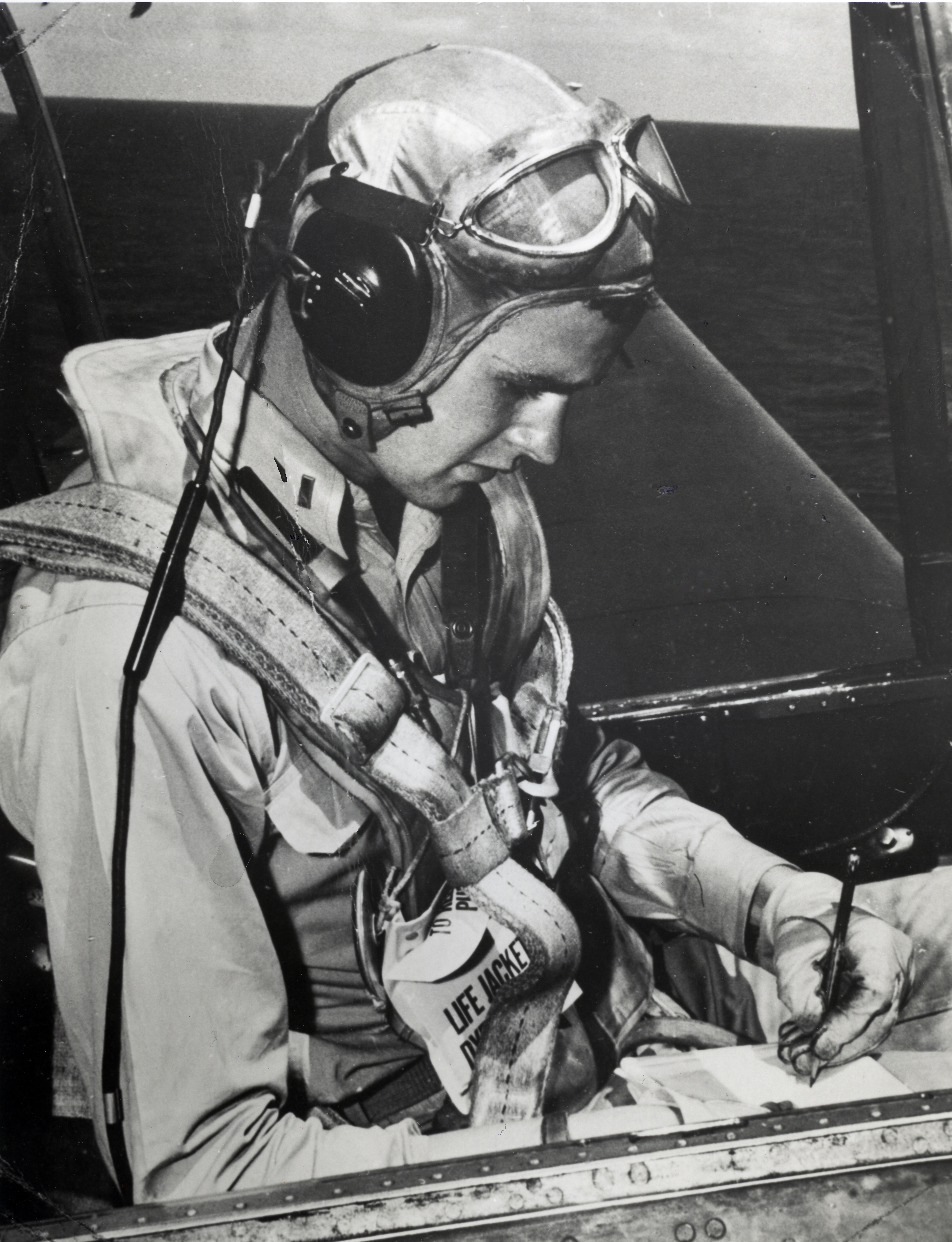
بوش في طائرته على متن سفينة سان جاسينتو عام 1944.

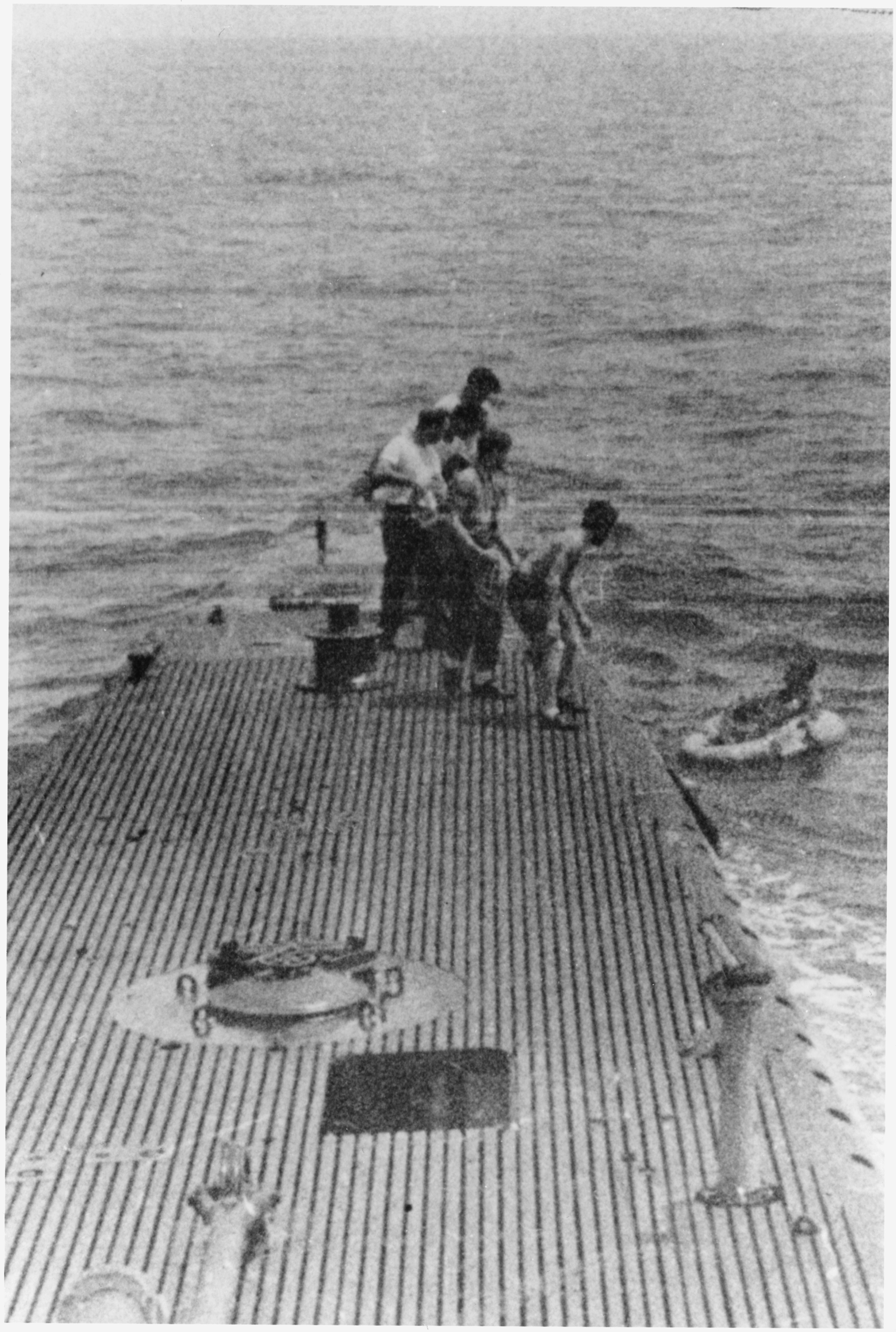
طاقم غواصة يو اس اس فينباك ينقذون بوش.

دخلت الولايات المتحدة رسمياً الحرب العالمية الثانية في ديسمبر 1941 بعد الهجوم المفاجئ الذي شنته اليابان على بيرل هاربور في هاواي. بعد ستة أشهر انضم بوش إلى بحرية الولايات المتحدة فور تخرجه من أكاديمية فليبس في عيد ميلاده الثامن عشر. أصبح طيار بحري حيث تدرب على عمليات حاملة الطائرات على متن يو إس إس سابل. بعد الانتهاء من الدورة التي مدتها 10 أشهر كُلِّفَ كحامٍ في محمية البحرية الأمريكية في محطة الطيران البحرية كوربوس كريستي في 9 يونيو 1943 (قبل ثلاثة أيام فقط من عيد ميلاده التاسع عشر) مما جعله أصغر طيار بحري في ذلك التاريخ.
في سبتمبر 1943 عُيِّنَ في سرب الطوربيد 51 كمسؤول التصوير الفوتوغرافي. في العام التالي كان مقر سربه في يو إس إس سان جاسينتو كعضو في مجموعة 51 الجوية وبسبب جسمه النحيل فقد اكتسب لقب «النحيل». خلال هذا الوقت انتصر السرب الجوي الذي ينتمي إليه في إحدى أكبر المعارك الجوية في الحرب العالمية الثانية: معركة بحر الفلبين.
بعد ترقية بوش إلى رتبة ملازم في 1 أغسطس 1944 بدأ سرب سان جاسينتو القيام بضربات جوية ضد اليابانيين في جزر بونين. قام بوش بتجربة إحدى أربعة طائرات غرومان تي بي إم أفينجرز من سرب 51 الجوي التي هاجمت المنشآت اليابانية في تشي تشي جيما. اشتمل طاقم البعثة التي ثامت بالضربة الجوية في 2 سبتمبر 1944 على المخابر من الدرجة الثانية جون ديلاني والملازم وليام وايت. خلال هجومهم واجهت البعثة نيران مكثفة مضادة للطائرات. تعرضت طائرة بوش للضرب بالأعيرة النارية واشتعلت النيران في محركه. على الرغم من الحريق في طائرته أكمل بوش هجومه وأطلق قنابل فوق هدفه وسجل عدة ضربات مدمرة. ومع اشتعال محركه حلق بوش عدة أميال من الجزيرة حيث قفز من طائرته مع شخص آخر وبينما انفتحت مظلة هبوطه فإن مظلة هبوط الشخص الآخر لم تفتح. انتظر بوش لمدة أربع ساعات في طوف ضخم في حين أن العديد من المقاتلين حلقوا بحماس فوقه حتى أُنْقِذَ من قبل الغواصة يو إس إس فينباك. حتى الشهر التالي بقي في فينباك وشارك في إنقاذ الطيارين الآخرين. أُعْدِمَ العديد من أولئك الذين سقطوا أثناء الهجوم وأُكِلَتْ أكبادهم من قبل آسريهم. هذه التجربة شكّلت شخصية بوش بعمق وقادته إلى التساؤل:
«لماذا كنت قد نجوت وماذا يخبأ لي الله»؟
في نوفمبر 1944 عاد بوش إلى سان جاسينتو وشارك في ضربات جوية على الفلبين حتى اُسْتُبْدِلَ سربه وإرساله إلى الولايات المتحدة. خلال عام 1944 حلق في 58 مهمة قتالية وحصل منها على وسام الصليب الطائر المميز وثلاث ميداليات جوية ورسالة الوحدة الرئاسية الممنوحة إلى سان جاسينتو. ثم نُقِلَ بوش إلى قسم التدريب لأطقم قاذفات الطوربيد في قاعدة نورفولك البحرية بولاية فرجينيا. كانت مهمته الأخيرة في سرب طوربيد جديد رقم 153 ومقره في المحطة الجوية البحرية جروس إيلي في ميشيغان. أُنْهِيَتْ خدمة بوش بشرف من البحرية الأمريكية في سبتمبر 1945 بعد شهر واحد من استسلام اليابان.

## الزواج والدراسة الجامعية
عندما كان بوش لا يزال في البحرية تزوج من باربرا بيرس (1925 - 2011) في ري في 6 يناير 1945. أثمر الزواج ستةَ أطفال: جورج دبليو (مواليد 1946) روبن (1949-1953) جيب (مواليد 1953) نيل (مواليد 1955) مارفن (مواليد 1956) دورو (مواليد 1959). عند وفاة زوجته في 17 أبريل 2018 كان جورج بوش الأب متزوج من باربارا لمدة 73 عام وهذا هو أطول زواج رئاسي في التاريخ الأمريكي. في عام 2000 عندما تجاوزت فترة زواجهما زواج جون وأبيجيل آدامز الذي دام 54 سنة (1764-1818)، أصبح بوش الأب وباربرا الزوجين الرئاسيين الأطول زواجا.
بعد أن إنهاء بوش خدمته العسكرية التحق بجامعة ييل. حصل على شهادة البكالوريوس في الاقتصاد على برنامج متسارع مكنه من التخرج في سنتين ونصف السنة بدلا من الأربع سنوات المعتادة. كان عضوا في أخوية دلتا كابا إبسيلون وانتخب رئيسا لها. كما قاد فريق ييل لكرة القاعدة ولعب في أول بطولتين من بطولة الكليات العالمية في مركز رجل القاعدة الأول الأيسر. كان بوش قائد الفريق خلال سنته الأولى في عام 1948 والتقى بيب روث قبل المباراة. حدث اللقاء قبل أسابيع فقط من وفاة روث. مثل والده كان أيضا عضوا في فرقة تشجيع ييل. في أواخر السنة الأولى صار عضوا في التنظيم السري الجمجمة والعظام. كان والده بريسكوت شيلدون بوش عضوا في نفس التنظيم في عام 1917. اُنْتُخِبَ لأخوية فاي بيتا كابا عندما تخرج من جامعة ييل في عام 1948 حاصلا على شهادة البكالوريوس في الاقتصاد.

## مسيرته التجارية
بعد تخرجه من جامعة ييل انتقل بوش مع عائلته الصغيرة إلى ويست تكساس. أثبتت علاقات أعمال والده أنها مفيدة عندما غامر في أعمال النفط بدءا من بائع معدات حقول النفط لصالح شركة دريسر للصناعات وهي شركة تابعة لبراون برذرز هاريمان (حيث خدم بريسكوت بوش في مجلس الإدارة لمدة 22 عام). بينما كان يعمل في «دريسر» عاش بوش في أماكن مختلفة مع عائلته: أوديسا وفينتورا وبيكرسفيلد وكومبتون ومدلاند. (وبحسب ابنه الأكبر جورج دبليو بوش الذي كان عمره آنذاك عامين كانت العائلة تعيش في أحد المنازل ذو الطابقين القلائل في أوديسا مع حمام داخلي والذي «تقاسموه مع مومستين اثنتين».) أسس بوش شركة بوش-أوفربي لتطوير النفط في عام 1951 وفي عام 1953 شارك في تأسيس شركة زاباتا البترولية التعاونية وهي شركة نفط تنقب عن النفط في بيرميان باسين في تكساس. في عام 1954 عُيِّنَ رئيسًا لشركة زاباتا أوفشور وهي شركة فرعية متخصصة في الحفر البحري.
بعد فترة وجيزة من استقلال الشركة الفرعية في عام 1959 نقل بوش الشركة وعائلته من مدلاند إلى هيوستن. استمر في العمل كرئيس للشركة حتى عام 1964 وبعد ذلك أصبح رئيس مجلس الإدارة حتى عام 1966 عندما فاز في انتخابات مجلس النواب الأمريكي. بحلول ذلك الوقت أصبح بوش مليونيرا.

## المسيرة السياسية المبكرة (1963–1980)

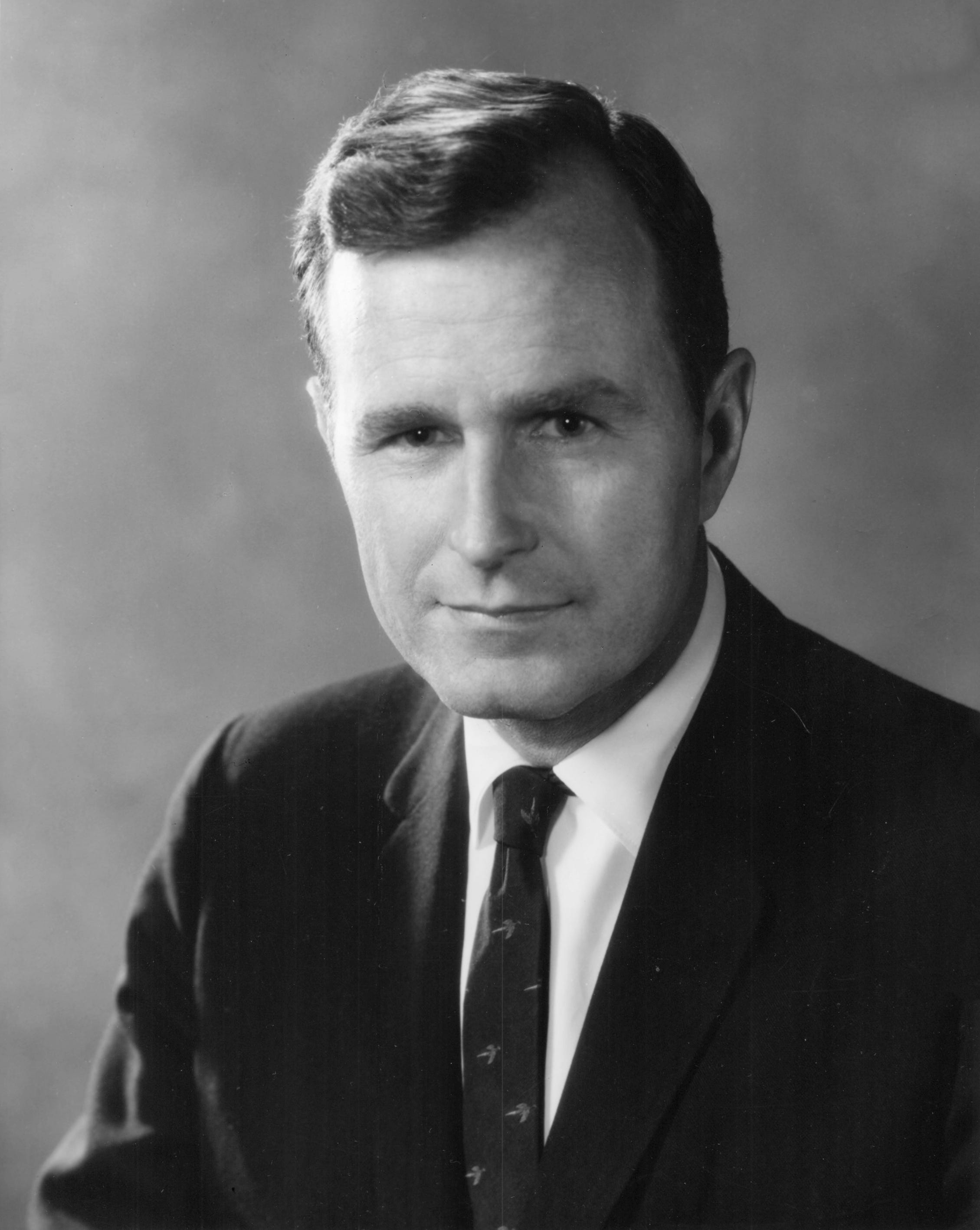
بوش في 1969.

بدأت مسيرة بوش في السياسة في عام 1963 عندما اُنْتُخِبَ رئيسًا لمقاطعة هاريس في تكساس عن الحزب الجمهوري. في العام التالي خاض الانتخابات ضد المرشح الديموقراطي رالف و. ياربورو في انتخابات مجلس الشيوخ الأمريكي. قدم بوش نفسه على أنه جمهوري من المحافظين الشباب على النقيض من الديمقراطي الليبرالي المتقاعد ياربورو. قام بحملة ضد تشريعات الحقوق المدنية المؤجلة مشيراً إلى أنه يعتقد أنها أعطت الكثير من السلطة للحكومة الفدرالية. خسر بوش الانتخابات بفارق بسيط بنسبة 56٪ إلى 44٪ من المرشح الجمهوري للرئاسة باري جولدواتر الذي خسر بفارق ساحق من قبل ليندون جونسون.
لعب بوش وجمهوريو مقاطعة هاريس دورًا في تطوير الحزب الجمهوري الجديد في أواخر القرن العشرين. أولاً عمل بوش على استيعاب أعضاء جمعية جون بيرش الذين كانوا يحاولون السيطرة على الحزب الجمهوري. ثانياً أثناء حركة الحقوق المدنية وبعدها ترك الديمقراطيون في الجنوب الذين التزموا بالتمييز العنصري حزبهم وعلى الرغم من أن «جمهوريو النادي القُطري» لديهم معتقدات أيديولوجية مختلفة فقد وجدوا أرضية مشتركة آملين طرد الديموقراطيين من السلطة.

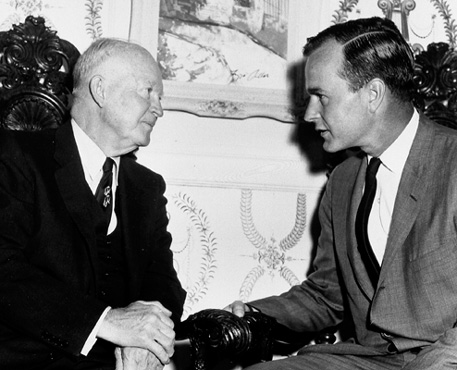
الرئيس السابق دوايت أيزنهاور مع بوش.

في عام 1966 اُنْتُخِبَ بوش لعضوية مجلس النواب الأمريكي عن دائرة تكساس السابعة. حصل على 57 في المائة من الأصوات المُدلى بها في الانتخابات ضد الديمقراطي فرانك بريسكو الذي كان النائب العام لمقاطعة هاريس. كان بوش أول جمهوري يمثل هيوستن في مجلس النواب. تضم دائرة بوش الانتخابية تانغلوود وهو حي في هيوستن الذي كان مقر إقامته وانتقلت عائلته إلى تانغلوود في الستينيات. كان سجل تصويته في مجلس النواب محافظاً بشكل عام: فقد صوت بوش لصالح قانون الحقوق المدنية لعام 1968 على الرغم من أنه لا يتمتع بشعبية في مقاطعته. دعم سياسات حرب فيتنام في إدارة ريتشارد نيكسون لكنه اختلف مع الجمهوريين بشأن مسألة تحديد النسل الذي أيده. على الرغم من كونه عضو مجلس النواب لأول مرة فقد عُيِّنَ بوش في لجنة الطرق والوسائل القوية حيث صوت على إلغاء مسودة التجنيد الإجباري. اُنْتُخِبَ لفترة ثانية في عام 1968.
في عام 1970 أقنع نيكسون بوش بالتخلي عن مقعده في مجلس النواب من أجل الترشح لمجلس الشيوخ ضد رالف ياربورو الذي كان ناقدًا شرسًا لنيكسون. في الانتخابات التمهيدية الجمهورية هزم بوش بسهولة المحافظ روبرت ج. موريس بنسبة 87.6٪ إلى 12.4٪. ذهب نيكسون إلى لونغفيو في تكساس لمساندة بوش في حملته الانتخابية لمجلس الشيوخ ومساندة بول إيجيرز لمنصب حاكم الولاية وهو محام من دالاس كان صديقاً مقرباً للسيناتور الأمريكي جون تاور. هزم عضو الكونجرس السابق لويد بنتسن وهو ديمقراطي أكثر اعتدالا الذي يعود مسقط رأسه إلى ميشن في جنوب تكساس ياربورو في الانتخابات التمهيدية للحزب الديمقراطي. أيد ياربورو بنتسن الذي هزم بوش بنسبة 53.4% إلى 46.6٪.

### سفير لدى الأمم المتحدة (1971-1973)

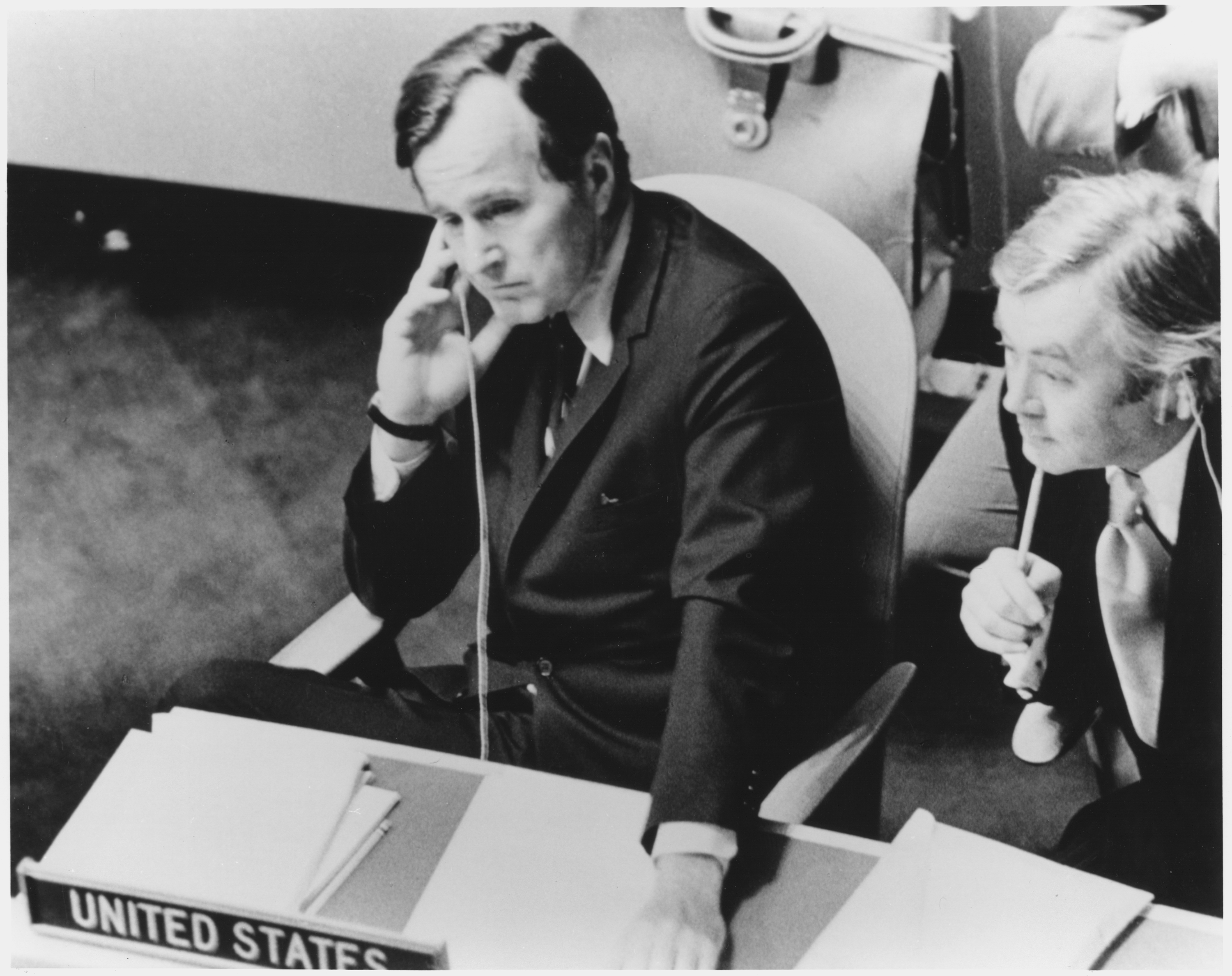
بوش كسفير لدى الأمم المتحدة في عام 1971.

بعد خسارته في عام 1970 كان بوش معروفًا بكونه رجل أعمال جمهوري بارز من الحزام الشمسي للولايات المتحدة الأمريكية وهي مجموعة من الولايات في الجزء الجنوبي من البلاد. لاحظه نيكسون وقدر التضحية التي قدمها بوش من موقعه في الكونغرس فقام بترشيحه لشغل منصب سفير الولايات المتحدة لدى الأمم المتحدة. وبعد موافقة مجلس الشيوخ بالإجماع بدأ العمل اعتبارا من عام 1971 والذي استمر لمدة سنتين.
تميزت مهمته الدبلوماسية بهزيمته في مسألة الصين. في 25 أكتوبر 1971 صوتت الجمعية العامة على طرد جمهورية الصين واستبدالها بجمهورية الصين الشعبية. كان العديد من المندوبين استهجنوا موقف بوش عندما وقف للحديث ثم هتفوا ورقصوا بعد هزيمته بطلب أغلبية الثلثين. فاز القرار بعد ذلك بأغلبية ثلثي الأغلبية العظمى على أي حال حيث فقدت الولايات المتحدة دعم كل دولة من دول حلف شمال الأطلسي. على الرغم من أن بوش أدان «القبح اللطيف» للمناقشة فقد دافع عن العلاقات الودية مع الوفد الصيني. بعد شهرين وضع بوش نفسه في موقف يعتمد على الفيتو الصيني في اختيار الأمين العام لعام 1971. ومع ذلك لم يخبر الصينيين الذين امتنعوا عن التصويت بشكل غير متوقع وسمحوا باختيار كورت فالدهايم ليكون الأمين العام المقبل للأمم المتحدة.

### رئيس اللجنة الوطنية الجمهورية (1973-1974)
بعد استقالة بوب دول كرئيس للجنة الوطنية للحزب الجمهوري في عام 1972 عين نيكسون بوش لهذا المنصب. تولى بوش منصبه في يناير 1973 وتولى هذا المنصب لأن فضيحة ووترغيت أصبحت أكثر ضرراً لنيكسون.
طلب منه نيكسون وأغنيو المساعدة في محاولة إيقاف التحقيق مع سبيرو أغنيو عن طريق الضغط على نائب ماريلند جون غلين بيل الابن لإجبار شقيقه رئيس نيابة ماريلند جورج بيل الذي كان يشرف على التحقيق مع أغنيو.
في البداية دافع عن نيكسون بثبات ولكن عندما أصبح تورط نيكسون واضحًا ركز بشكل أكبر على الدفاع عن الحزب الجمهوري. كرئيس للجنة طلب بوش رسمياً في نهاية المطاف من نيكسون تقديم استقالته وذلك للحفاظ على الحزب. عندما استقال نيكسون في 9 أغسطس 1974 كتب بوش في مذكراته: «كانت هناك هالة من الحزن مثل موت شخص ما... سدد خطاب استقالة نيكسون ركلة أو اثنتين للصحافة. لا يسع المرء إلا أن ينظر للحزب والمسألة برمتها والتفكير في إنجازاته ثم يفكر في العار... [أدى اليمين الدستورية للرئيس جيرالد فورد] حقًا إنها روح جديدة ورفع (معنويات) جديد».

### رئيس مكتب الاتصال الأمريكي في الصين (1974-1975)

بوش كممثل للولايات المتحدة في الصين حوالي عام 1975.

عين الرئيس جيرالد فورد بوش رئيسًا لمكتب الاتصال الأمريكي في جمهورية الصين الشعبية. وبما أن الولايات المتحدة حافظت على علاقات دبلوماسية مع جمهورية الصين (تايوان) بدلاً من جمهورية الصين الشعبية فإن بوش لم يحمل مسمى سفير. ومع ذلك قام بوش بأداء دور السفير متجاهلاً تعليمات هنري كيسنجر بالابتعاد عن المهام الدبلوماسية. فترة الأربعة عشر شهرا التي قضاها في الصين كانت تعتبر مفيدة للعلاقات بين الولايات المتحدة والصين.
بعد أن تولى فورد الرئاسة كان بوش تحت النظر بشكل جدي لترشيحه لمنصب نائب الرئيس. في نهاية المطاف قام فورد بتضييق قائمته إلى نيلسون روكفلر وبوش. ورد أن رئيس موظفي البيت الأبيض دونالد رامسفيلد فضل روكفلر على بوش. تم أخيرا تسمية روكفلر نائبا للرئيس وتأكيده.
قرر فورد تجاهل بوش للمرة الثانية بتسمية السيناتور بوب دول نائبا للرئيس ليحل محل روكفلر في انتخابات الرئاسة لعام 1976.

### مدير المخابرات المركزية (1976-1977)

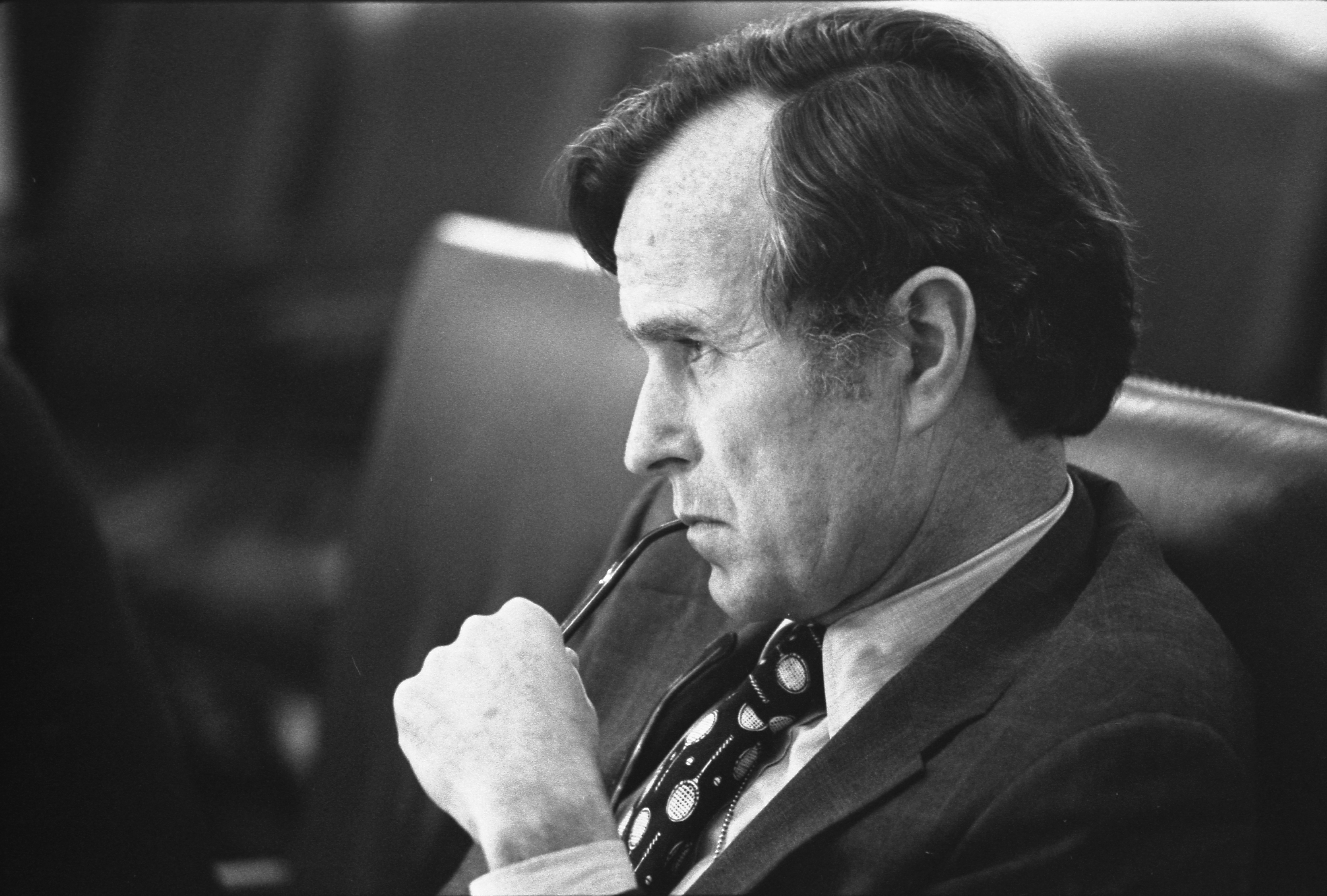
يستمع بوش بصفته مدير وكالة الاستخبارات المركزية إلى اجتماع في أعقاب اغتيال فرنسيس إدوارد ميلوي في بيروت وروبرت أولاف في عام 1976.

في عام 1976 أعاد فورد بوش إلى واشنطن ليصبح مديرًا للمخابرات المركزية ليحل محل وليام كولبي. خدم في هذا المنصب لمدة 357 يومًا من 30 يناير 1976 إلى 20 يناير 1977. تعرضت وكالة المخابرات المركزية إلى سلسلة من الإفشاء بما في ذلك تلك التي تستند إلى تحقيقات لجنة الكنيسة فيما يتعلق بالأنشطة غير القانونية وغير المصرح بها من قبل وكالة المخابرات المركزية وكان الفضل لبوش في المساعدة على استعادة معنويات الوكالة. بصفته مدير وكالة الاستخبارات المركزية قدم بوش إحاطات أمنية وطنية إلى جيمي كارتر كمرشح رئاسي وكرئيس منتخب وناقش إمكانية البقاء في هذا المنصب في إدارة كارتر لكنه لم يفعل ذلك. وخلفه نائب مدير المخابرات المركزية إينو هنري كنوش الذي شغل منصب المدير التنفيذي للمخابرات المركزية حتى عُيِّنَ ستانسفيلد تيرنر.
خلال فترة بوش كمدير لوكالة المخابرات المركزية الأمريكية دعم جهاز الأمن القومي الأمريكي عملية كوندور والدكتاتوريات العسكرية اليمينية في أمريكا اللاتينية.

### مناصب أخرى (1977-1981)
بعد أن تولى الديموقراطي جيمي كارتر الرئاسة في عام 1977 أصبح بوش رئيسًا للجنة التنفيذية للبنك الدولي الأول في هيوستن. قضى لاحقاً سنة كأستاذ غير متفرغ للعلوم الإدارية في كلية جونز لإدارة الأعمال بجامعة رايس بداية من عام 1978 وهو العام الذي افتتحت فيه. قال بوش عن وقته هناك: «أحببت وقتي القصير في العالم الأكاديمي». بين عامي 1977 و 1979 شغل منصب مدير مجلس السياسة الخارجية بمجلس العلاقات الخارجية.

## انتخابات الرئاسة 1980

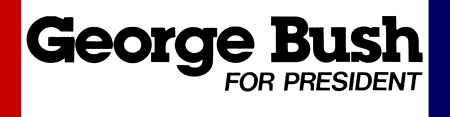
شعار حملة عام 1980.

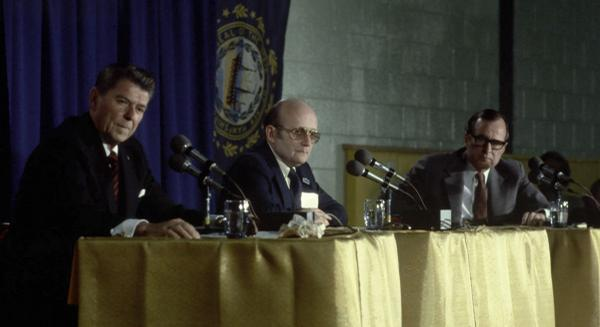
يشارك رونالد ريجان والمشرف جون برين وبوش في مناظرة نوشوا في نيو هامبشاير الرئاسية في عام 1980.

كان بوش قد قرر في أواخر السبعينيات أنه سيخوض انتخابات الرئاسة عام 1980. في عام 1979 حضر 850 حدثًا سياسيًا («دعوات الماشية») وسافر أكثر من 250,000 ميل (400,000 كيلومتر) لحملة من أجل أعلى منصب في البلاد. في منافسة ترشيح الحزب الجمهوري شدد بوش على نطاق واسع من خبرته الحكومية في الوقت الذي تنافس فيه المنافسين السناتور هوارد بيكر من تينيسي والسيناتور بوب دول من كنساس وعضو الكونغرس جون أندرسون من ولاية إلينوي (الذي سيترشح لاحقاً كمستقل) وعضو الكونغرس فيل كرين من ولاية إلينوي والحاكم السابق جون كونالي من تكساس وحاكم مينيسوتا السابق هارولد ستاسن والمرشح الرئيسي رونالد ريغان الممثل السابق وحاكم كاليفورنيا.
في بداية السباق الأساسي عام 1980 ركز بوش بشكل كبير على الفوز في انتخابات 21 يناير في مجالس أيوا الانتخابية بما في ذلك 31 زيارة إلى الولاية. قبل خمسة أشهر كان قد فاز في استطلاع أيوا سترو. ومع ذلك فإن ريغان قبل الانتخابات الرئاسية بكثير لم يقم بحملة تذكر. لقد مثل بوش الجناح الوسطي في الحزب الجمهوري في حين مثل ريغان المحافظين. وصف بوش خطط ريغان للتأثير الجانبي للتخفيضات الضريبية «اقتصاديات الفودو». أثبتت استراتيجيته فائدتها إلى حد ما حيث فاز في ولاية أيوا بنسبة 31.5 في المائة لريغان بنسبة 29.4 في المائة. بعد الفوز ذكر بوش أن حملته كانت مليئة بالزخم.
نتيجة للخسارة استبدل ريغان مدير حملته وأعاد تنظيم موظفيه وركز على الانتخابات التمهيدية في نيو هامبشاير. اتفق الرجلان على نقاش في الولاية نظمته ناشوا تلغراف ولكن دفعت من قبل حملة ريغان. كما دعا ريغان المرشحين الأربعة الآخرين لكن بوش رفض مناقشته وغادر في نهاية المطاف. أثبت النقاش أنه لحظة محورية في الحملة عندما أمر مدير الجلسة جون برين بميكروفون ريغان برده الغاضب: «أنا أدفع ثمن هذا الميكروفون» ضرب الوتر مع الجمهور. وانتهى بوش بخسارة الانتخابات التمهيدية لنيو هامبشاير بنسبة 23٪ مقابل 50٪ لريغان. لقد خسر بوش معظم الانتخابات الأولية المتبقية وانسحب رسميا من السباق في مايو من ذلك العام.
مع مستقبله السياسي المشكوك فيه باع بوش منزله في هيوستن واشترى عقار جده في كينبونكبورت بولاية مين والمعروفة باسم «نقطة ووكر». في مؤتمر الحزب الجمهوري اتخذ ريغان القرار في اللحظة الأخيرة باختيار بوش كمرشح لمنصب نائب الرئيس مما وضعه على التذكرة الرئاسية الجمهورية الفائزة في عام 1980.

## نائب الرئيس (1981–1989)

### الفترة الأولى 1981-1985
بوصفه نائب الرئيس حافظ بوش بشكل عام على البقاء بعيدا عن الأضواء مدركا الحدود الدستورية لمنصبه. تجنب اتخاذ القرار أو انتقاد ريغان بأي شكل من الأشكال. كما أصبح من المعتاد انتقل هو وزوجته إلى مقر نائب الرئيس في المرصد رقم واحد على بعد حوالي ميلين من البيت الأبيض. بعد بيع المنزل في تنغلووود أعلنت عائلة بوش عن غرفة في فندق هيوستنيان في هيوستن كعنوانهم الرسمي للتصويت. حضر بوش عددًا كبيرًا من المناسبات العامة والاحتفالية في مواقعهم بما في ذلك العديد من الجنازات الرسمية والتي أصبحت نكتة شائعة للكوميديين. وقد وجدت السيدة بوش أن الجنازات كانت مفيدة إلى حد كبير قائلة: «التقى جورج بالعديد من رؤساء الدول الحاليين أو المستقبليين في الجنازات التي حضرها مما مكنه من إقامة علاقات شخصية مهمة مع الرئيس ريغان». وبوصفه رئيس مجلس الشيوخ بقي بوش على اتصال بأعضاء الكونغرس وأبقى الرئيس على علم بالأحداث في الكونجرس.

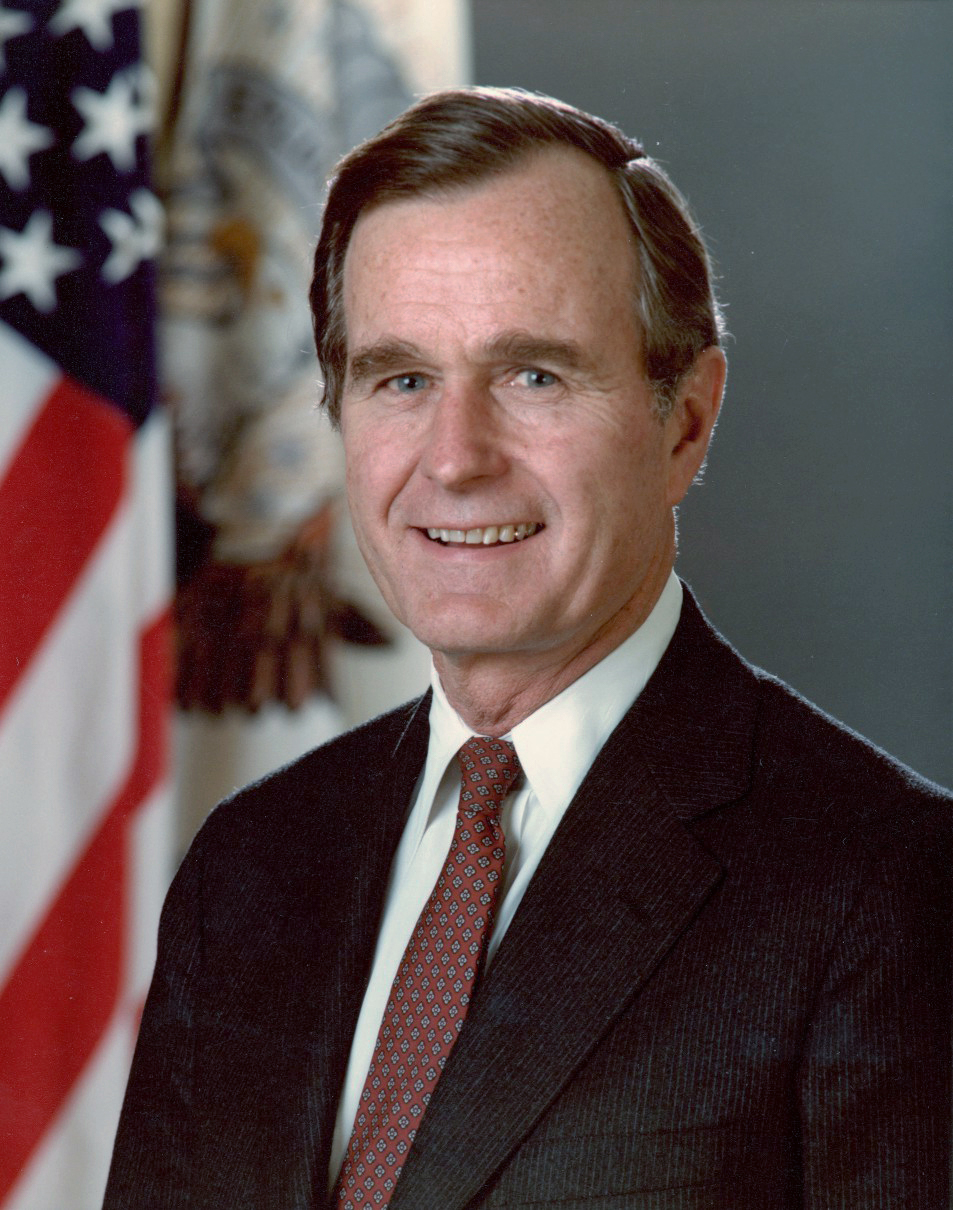
صورة رسمية لنائب الرئيس بوش (1981).

في 30 مارس 1981 (في وقت مبكر من الإدارة) أصيب رونالد ريغان بجروح خطيرة وأصيب بجروح خطيرة من قبل جون هينكلي جونيور في واشنطن العاصمة. كان بوش في فورت وورث (تكساس) في تكساس وعاد على الفور إلى واشنطن لأنه كان في الصف التالي في الرئاسة. اجتمعت حكومة ريغان في غرفة العمليات في البيت الأبيض حيث ناقشوا مختلف القضايا بما في ذلك توافر كرة القدم النووية. عندما هبطت طائرة بوش أُبْلِغَ من قبل مساعديه بالانتقال مباشرة إلى البيت الأبيض بواسطة طائرة مروحية كصورة للحكومة لا تزال تعمل على الرغم من الهجوم. رفض بوش الفكرة قائلا على ذلك: «فقط الرئيس يهبط في الحديقة الجنوبية». وهذا ترك انطباعًا إيجابيًا على ريغان والذي استعاد صحته وعاد إلى العمل في غضون أسبوعين. من الآن فصاعدا كان الرجلان يتناولان وجبات غداء منتظمة يوم الخميس في المكتب البيضاوي.
في حملة لجمع تبرعات للحزب الجمهوري في تلسا في أوكلاهوما في يونيو 1981 صرح بوش أن الرئيس ريغان كان غير راغب في تقديم المزيد من التسويات الضريبية مع الكونغرس.
في سبتمبر 1981 سافر بوش إلى المكسيك للمشاركة في احتفالات يوم الاستقلال هناك. وقال في بيان أن الرئيس ريغان «ملتزم بشدة بتعزيز الصداقة والتعاون بين بلدينا».
في نوفمبر 1981 قام بوش بجولة في غرب تكساس لتقديم الدعم للمدير المحبط لمكتب الإدارة والميزانية ديفيد ستوكمان الذي كان يعتقد أنه ذكي ولكنه بحاجة إلى التكيف مع إدارة الصحفيين.
خلال مقابلة أجريت معه في ديسمبر 1981 قال بوش أنه مقتنع بأن تسريبات الأخبار التي أدلى بها مسؤولون في الإدارة لم تُحددهم كانت صحيحة ونجحوا في إلحاق الأذى بالرئيس ريغان: «أشعر حقًا أننا غير منضبطين في هذا البيت الأبيض. نحن لم نخدم الرئيس بشكل جيد بسبب هذه التسريبات».
في 28 أبريل 1982 التقى بوش مع رئيس وزراء سنغافورة لي كوان يو لمناقشة واسعة النطاق شملت التحدث عن الأمن الإقليمي والاقتصاد العالمي والتوسع السوفييتي في جنوب شرق آسيا وفي وقت لاحق من ذلك الشهر أكد بوش أنه كان يفكر في السفر إلى الصين خلال رحلته الوشيكة إلى آسيا والمحيط الهادئ وسط مؤتمر صحفي في سول في كوريا الجنوبية.

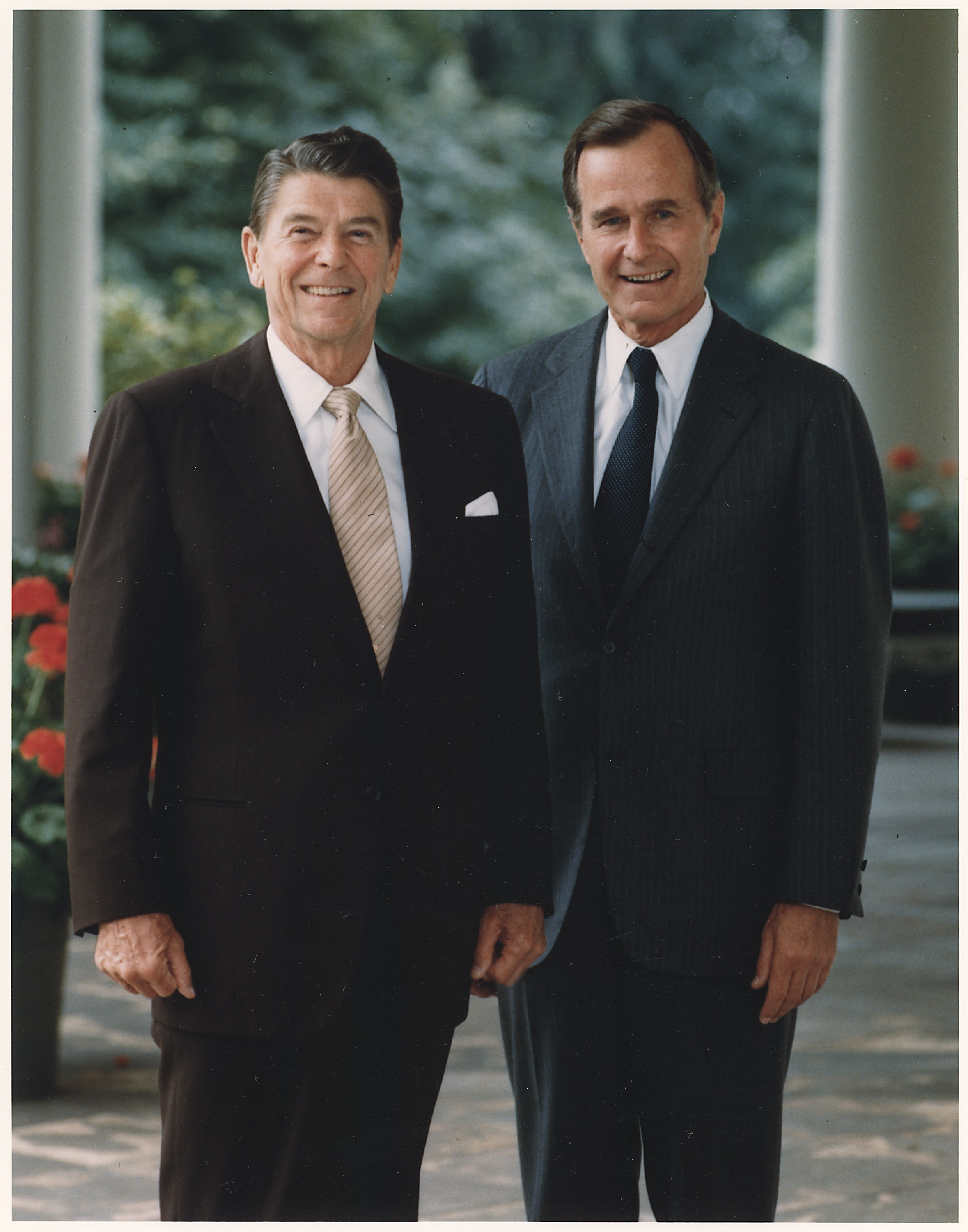
الرئيس رونالد ريغان مع بوش.

في نوفمبر 1982 قام بوش بجولة في أفريقيا وهي أول حكومة أمريكية يزورها هناك منذ بدء إدارة ريغان. وقال بوش للصحفيين أنه في الوقت الذي يسمح فيه لرؤساء الدول بأن يمليوا كيف سيتحقق كل اجتماع كان هناك توقع من جانبه لإجراء مناقشات حول استقلال ناميبيا مضيفًا أن الولايات المتحدة سوف تحتفظ بموقف عدم التسوية في ناميبيا. حتى سُحِبَتْ القوات الكوبية في أنغولا. في 15 نوفمبر التقى بوش بوزير الخارجية الأمريكي جورج شولتز ويوري أندروبوف في موسكو في روسيا لمناقشة حقوق الإنسان وتخفيضات الأسلحة. وقال بوش في وقت لاحق: «كان الاجتماع صريحا ووافدا وموضوعيا. أعطى الجانبين الفرصة لتبادل وجهات النظر حول حالة علاقاتهما».
في نهاية يناير 1983 بدأ بوش جولة استغرقت سبعة أيام في أوروبا الغربية تهدف إلى تعزيز الالتزام بخفض الأسلحة الذي تدعو إليه إدارة ريغان. خلال مؤتمر صحفي في 8 فبراير في باريس قال بوش أن دعوات الولايات المتحدة إلى الاتحاد السوفياتي بالموافقة على تخفيض الصواريخ المتوسطة المدى كانت مدعومة من قبل أوروبا الغربية والتي ذكر أنها وافقت أيضًا على نشر صواريخ أمريكية جديدة تبدأ في الجزء الأخير من السنة. في اليوم التالي دافع بوش عن سياسة الأسلحة النووية الأمريكية عند الإجابة على الأمين العام البريطاني للجنة نزع السلاح النووي بروس كينت.
في سبتمبر 1983 التقى بوش برئيس رومانيا نيكولاي تشاوتشيسكو وأصر خلال الاجتماع على أن الرئيس ريغان كان ينوي الدفع باتجاه تخفيض الأسلحة في محادثات جنيف مع الاتحاد السوفيتي. بعد ذلك بفترة وجيزة قال بوش أن الولايات المتحدة تريد علاقات أفضل مع جميع الدول داخل الكتلة الشرقية على الرغم من التأكيد على أن الناتو سوف ينتقم في حال تعرض أي تهديد للاستقرار العسكري الأوروبي من قبل السوفييت وهاجم نائب الرئيس الاتحاد السوفييتي من أجل جدار برلين وتدمير طائرة الخطوط الجوية الكورية.

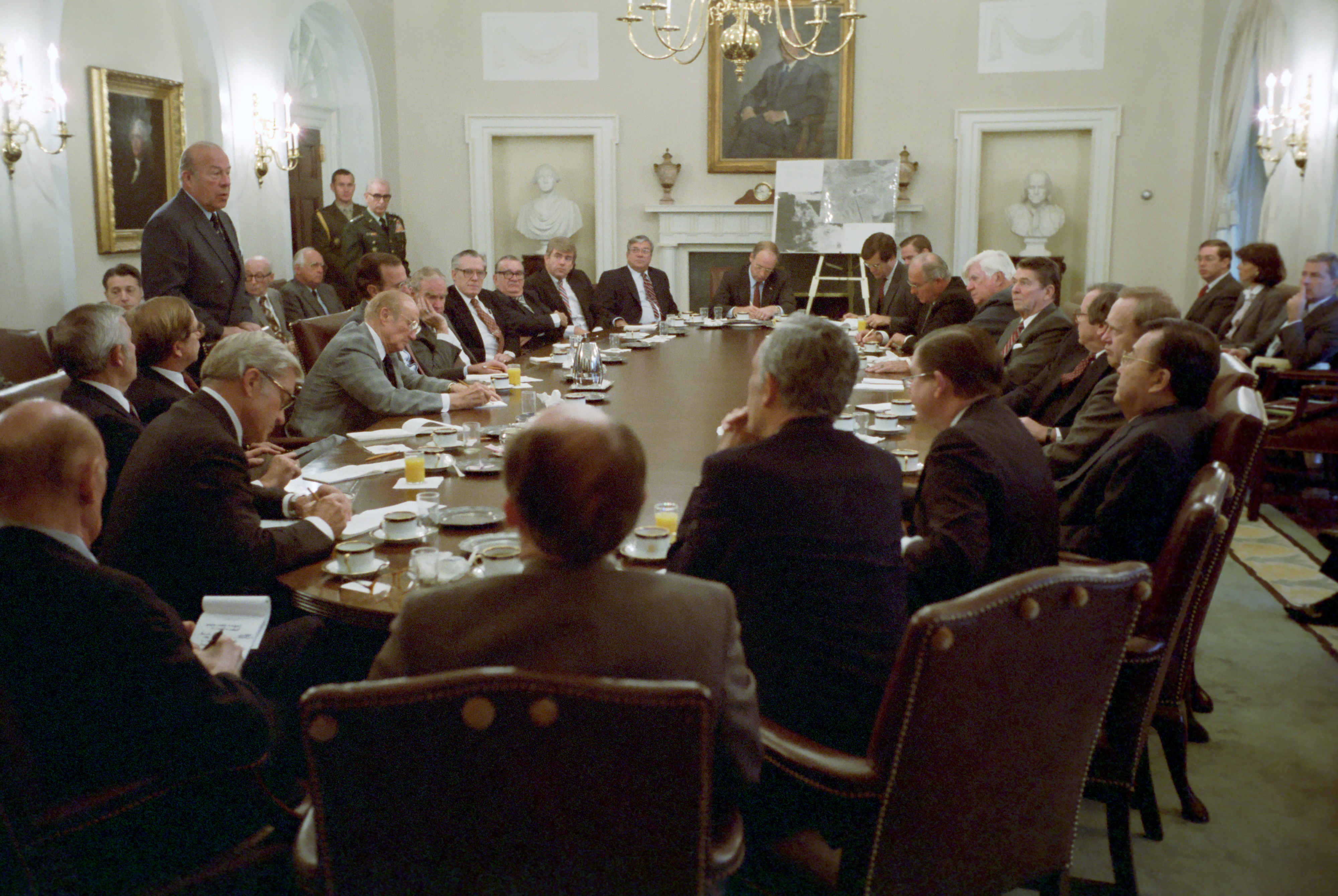
ريغان وبوش في اجتماع لمناقشة غزو الولايات المتحدة لغرينادا مع مجموعة من أعضاء الحزبين في الكونغرس في أكتوبر 1983.

في ديسمبر 1983 سافر بوش إلى السلفادور وحذر القادة العسكريين في البلاد من إنهاء فرق الموت الخاصة بهم وإجراء انتخابات حرة بالكامل أو مواجهة فقدان المساعدات الأمريكية. قال: «إن الأمر لا يتعلق فقط بالرئيس بل هو ليس أنا أو الكونغرس وحده. إذا استمرت جرائم القتل هذه فسوف تفقد دعم الشعب الأمريكي وسيكون ذلك مأساة». مساعدو بوش خافوا على سلامته وفكرته في الدعوة إلى الاجتماع عندما اكتشفوا بقع دم واضحة على أرضية القصر الرئاسي لألفارو ماغانيا. لم يُخْبَرْ بوش أبداً بمخاوف مساعديه وعقد اجتماع متوتر ألقى فيه بعض جنود ماغانيا أسلحة شبه أوتوماتيكية ورفضوا طلبات بإخراجهم من الخارج.
كان ريغان قد كلف بوش برئاسة فريقين مهمين خاصين بشأن رفع القيود وتهريب المخدرات الدولية. واستعرضت فرقة العمل المعنية بإزالة الضوابط التنظيمية المئات من القواعد وقدمت توصيات محددة بشأن أي منها يتم تعديلها أو تنقيحها من أجل الحد من حجم الحكومة الفيدرالية. قامت فرقة عمل بتهريب المخدرات بتنسيق الجهود الفيدرالية للحد من كمية المخدرات التي تدخل الولايات المتحدة. كلاهما كانا من القضايا الشعبية مع المحافظين وبوش المعتدل إلى حد كبير بدأ يلاحقهم من خلال عمله.
في يناير 1984 أعلن بوش أن موقف ريغان تجاه موسكو قد أظهر صورة قوية تجاه السوفييت بالإضافة إلى زيادة إمكانية التوصل إلى اتفاقية أسلحة.
في 10 فبراير 1984 عين الرئيس ريغان بوش لقيادة الوفد الأمريكي إلى جنازة يوري أندروبوف ونقل «أمل الولايات المتحدة في تحسين الحوار والتعاون الذي يمكن أن يؤدي إلى علاقة بناءة أكثر بين بلدينا». في 24 فبراير تحدث بوش عن التقدم المحرز في غرينادا نتيجة لإدارة ريغان التي دخلت حيز التنفيذ بعد فيتنام وووترجيت ورئاسة جيمي كارتر أثناء حديثه مع جمعية فول الصويا الأمريكية: «عندما واجه الرئيس هذه الأزمة في غرينادا لم ينتظر حتى أخذنا الرهائن وتصرف قبل أن تصبح الأزمة إهانة».
في 14 يونيو 1984 قام بوش بالتصويت في مجلس الشيوخ لصالح عشر صواريخ إم إكس.
في سبتمبر 1984 قال بوش أن الرئيس ريغان قد يعلن على الأرجح مسؤوليته عن الفشل في حماية السفارة الأمريكية في بيروت من القصف لكنه شدد على صعوبة الضغط.

### الفترة الثانية 1985-1989

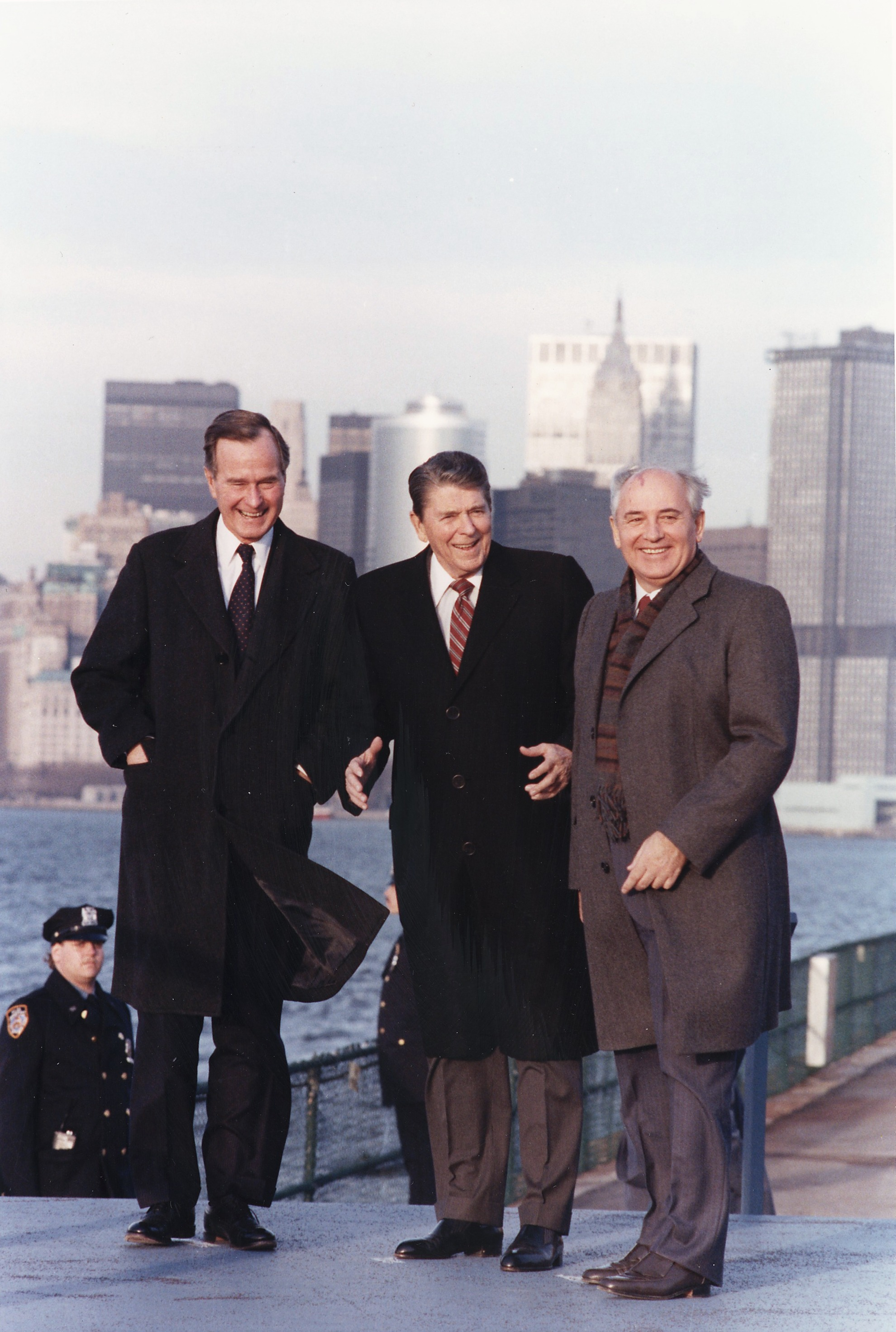
كانت السياسة الدولية مع الاتحاد السوفياتي عنصرا حاسما في المشهد السياسي في أواخر الثمانينات. يمكن رؤية نائب الرئيس بوش هنا مع الرئيس رونالد ريغان والزعيم السوفيتي ميخائيل جورباتشوف على واجهة نيويورك المائية في عام 1988.

ترشح ريغان وبوش لإعادة انتخابه في عام 1984. دخل المعارض الديموقراطي والتر مونديل التاريخ من خلال اختيار امرأة وهي ممثلة نيويورك جيرالدين فيرارو لمنصب نائب الرئيس. خاضت فيرارو وبوش في مناظرة نائبة رئاسية متلفزة. ظهرت فيرارو بمظهر الساذجة في مواجهة بوش المثقف والتي مثلت دائرة «ذوي الياقات الزرقاء» في كوينز في نيويورك. هذا التمييز وشعبيتها بين الصحفيات تركت بوش في وضع غير موات. وبغض النظر عن ذلك فإن بطاقة ريغان وبوش فازت في انهيار أرضي ضد مونديل-فيرارو. في وقت مبكر من ولايته الثانية كنائب للرئيس كان بوش ومساعدوه يخططون للترشح للرئاسة في عام 1988. وبحلول نهاية عام 1985 أُنْشِئَتْ لجنة وزادت أكثر من مليوني دولار لبوش.
في منتصف مارس 1985 حضر بوش جنازة قسطنطين تشيرنينكو وأخبر المراسلين في جنيف في سويسرا بأنه «أتيت برسالة معي إلى موسكو من الرئيس ريغان. إنها رسالة سلام». خلال هذه الرحلة تعهد بوش بأن الولايات المتحدة ستمضي في الانسحاب العسكري المخطط من غرينادا خلال مسيرة التقى فيها مع رئيس نيكاراغوا دانييل أورتيغا لإجراء مناقشات حول خطة النقاط الأربع للسلام من حكومة الساندينستا في البرازيل ستلتزم أمريكا بمكافحة نظام الساندينستا في نيكاراغوا خلال خطاب في هندوراس.
في 13 يوليو 1985 أصبح بوش أول نائب للرئيس يعمل كرئيس بالوكالة عندما خضع ريغان لعملية جراحية لإزالة الزوائد من القولون. شغل بوش منصب الرئيس بالإنابة لما يقرب من ثماني ساعات.
في أكتوبر 1985 قام بوش بجولة في بيرل هاربر في حين تلقى إحاطة بشأن عمليات أسطول المحيط الهادئ. وقال للصحفيين عن تحسن في العلاقات الصينية الأمريكية وكشف عن تايوان كموضوع رئيسي في مناقشاته مع المسؤولين الصينيين.
في عام 1986 اهتزت إدارة ريغان بسبب فضيحة عندما كُشِفَ عن أن مسؤولي الإدارة رتبوا سرا مبيعات الأسلحة لإيران. وقد استخدم المسؤولون عائدات تمويل الكونترا المعادية للشيوعية في نيكاراغوا وهو ما يعد انتهاكا مباشرا للقانون. أصبحت الفضيحة معروفة باسم قضية إيران - كونترا. عندما اندلعت أخبار الحرج العام أمام وسائل الإعلام قال بوش مثل ريغان أنه كان جاهل وغير مدرك لتحويل الأموال على الرغم من أن هذا كان موضع تساؤل في وقت لاحق. يومياته من ذلك الوقت صرّحت: «أنا واحد من الأشخاص القلائل الذين يعرفون التفاصيل بالكامل» ونتيجة لستة إعفاءات من بوش أشار التقرير النهائي للمحامي المستقل حول قضية إيران كونترا: «التحقيق الجنائي في بوش للأسف غير مكتمل».
في مارس 1986 حدد بوش سياسة الحكومة في مكافحة الإرهاب. في تقرير فريق العمل المشترك بين الوكالات الذي قدم إلى الرئيس ريغان صرح بوش علناً بأن إستراتيجية الحكومة الفيدرالية كانت هي الرد دون «إنهاء» حياة البشر. في أوائل أبريل 1986 كان بوش يأمل في الحفاظ على السلام عندما سافر إلى الخليج العربي.
في شهر مايو خضع بوش لإجراء لإزالة ورم خبيث من خده الأيسر. وقال المتحدث باسمه مارلن فيتزواتر أن الأطباء قد وجدوا النمو قبل ذلك بأسابيع.

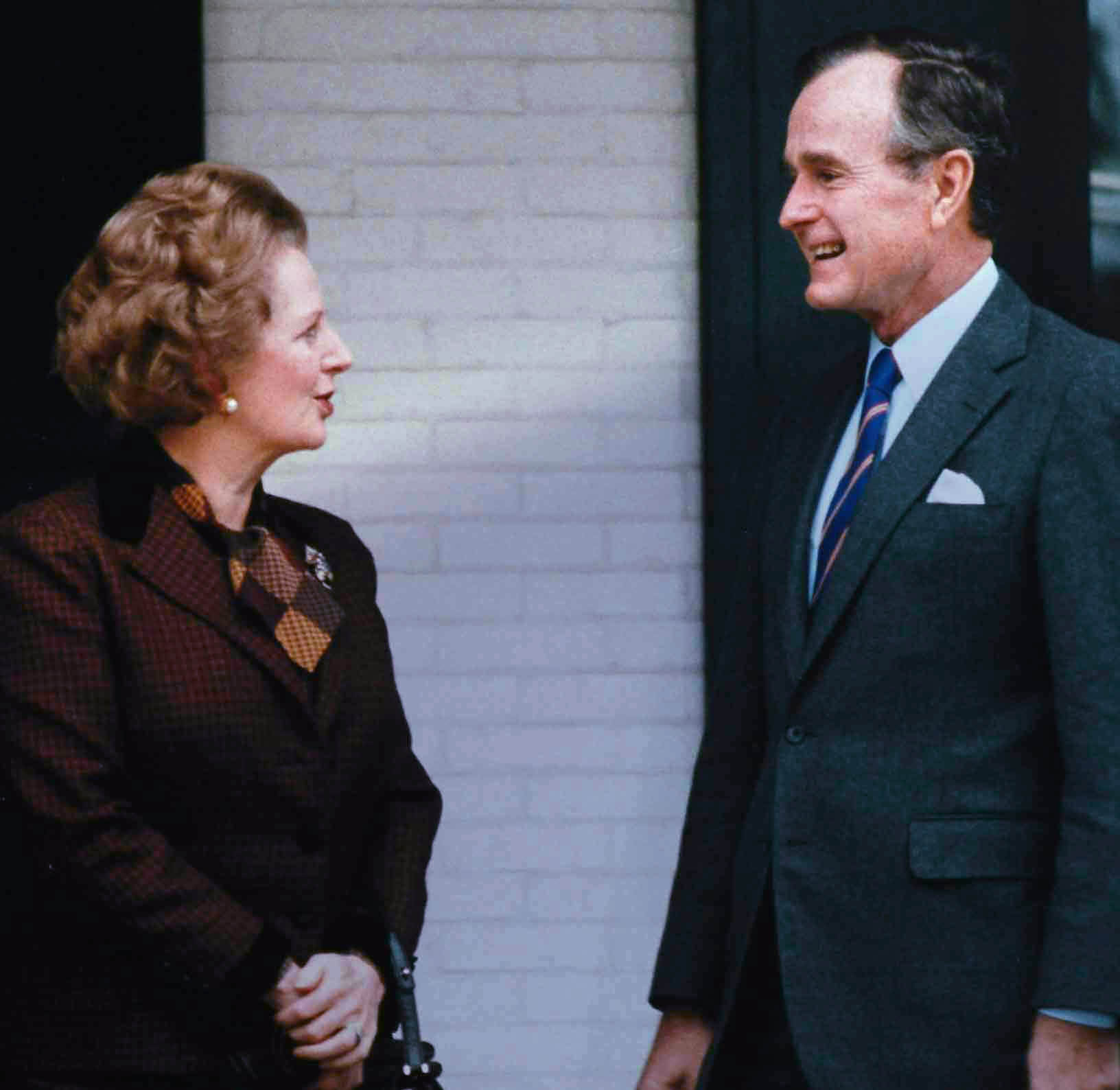
رئيسة الوزراء البريطانية مارغريت ثاتشر وبوش في عام 1986.

أثناء ظهوره في مؤتمر عُقد في يناير 1987 أكد بوش التعذيب والقتل اللاحق لعميل وكالة المخابرات المركزية ويليام فرانسيس باكلي من قبل جماعة الجهاد الإسلامية اللبنانية.
في فبراير 1987 خاطب بوش الإذاعات الدينية الوطنية محذراً المجموعة من أن التعصب غير مقبول ودعا على وجه الخصوص إلى التسامح العرقي. وقال: «يجب أن ندع أطفالنا يعرفون أن الكراهية لا مكان لها في أمريكا. إن كو كلوكس كلان هو إحراج للمسيح الذي هو إنجيله محبة وإحراج لأمتنا التي يكون إنجيلها حرية».
في مارس 1987 أعلن بوش استقالة المستشار فريد خضوري وكذلك حلول تشارلز غرينليف في نفس الدور وزار مركز إعادة تأهيل مدمني المخدرات خلال جولة استغرقت يومين عبر ولاية فلوريدا معربا عن رأي مفاده أن التعليم كان الوسيلة الوحيدة لإنهاء قضايا المخدرات في جميع أنحاء الولايات المتحدة.
افتتح بوش دورة الألعاب الأمريكية 1987 في إنديانابوليس في 8 أغسطس حيث أدى وجوده إلى تأخيرات أمنية.
في سبتمبر 1987 شرع بوش في رحلة لمدة شهر إلى بولندا والدول الحليفة الأوروبية. في 22 سبتمبر ألقى بوش تعديلاً كاسحًا في مجلس الشيوخ لإنقاذ مبادرة الدفاع الاستراتيجي من أجل الحصول على تمويل بقيمة 800 مليون دولار. في 25 سبتمبر أعاد بوش توظيف بيتر تيلي كمدير للاتصالات في مكتبه والحملة الرئاسية. في 28 سبتمبر ألقى بوش خطابًا متلفزًا تعهد فيه بأن الولايات المتحدة ستتماشى دائمًا مع بولندا.
وكان مدير حملة بوش روجر أيلز وآخرين قلقين من أن بوش كان يُنظر إليه على أنه «مذنب». وضع بوش تلك الصورة ليريح عندما أظهر غضبا واضحا خلال مقابلة مع دان راذير.
في 3 يوليو عام 1988 أسقط طراد القذائف الموجهة يو إس إس فينسنز الطائرة الإيرانية رقم 655 بطريق الخطأ مما أسفر عن مقتل 290 راكبًا. قال بوش أنه «لن يعتذر أبدًا عن الولايات المتحدة الأمريكية من أي وقت مضى ولا يهمني ما هي الحقائق».

## الحملة الرئاسية 1988

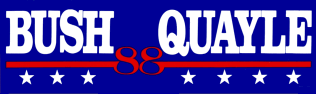
شعار الحملة.

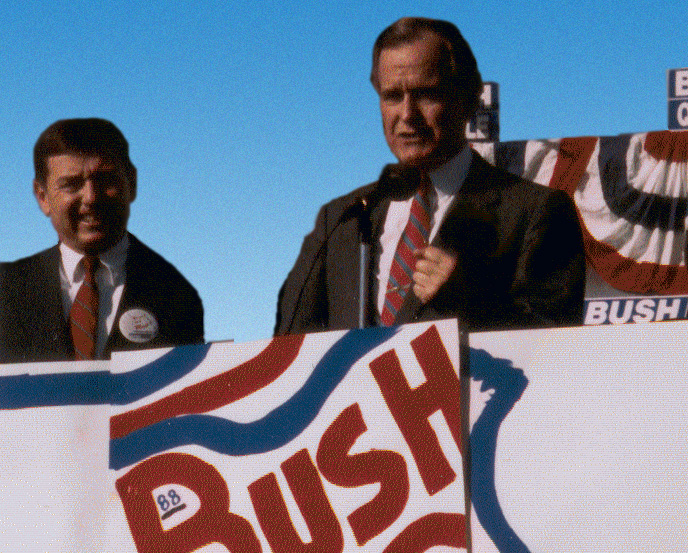
جون آشكروفت ونائب الرئيس بوش أثناء الحملة في سانت لويس في ميزوري في عام 1988.

في وقت مبكر من عام 1985 كان بوش يخطط للترشح لانتخابات الرئاسة. دخل في الانتخابات التمهيدية للحزب الجمهوري لرئيس الولايات المتحدة في أكتوبر 1987. وتضمن منافسيه على ترشيح الحزب الجمهوري للرئاسة السناتور الأمريكي بوب دول من كانساس والممثل الأمريكي جاك كمب من نيويورك والحاكم السابق بيت دو بونت من ديلاوير والناشط المسيحي المحافظ في مجال التلفزيون بات روبرتسون.
واعتبر بوش المرشح الأوفر حظًا للفوز بالترشيح لكنه جاء في المركز الثالث في مؤتمر أيوا خلف الفائز دول وصاحب المركز الثاني روبرتسون. مثلما فعل ريغان في عام 1980 أعاد بوش تنظيم فريقه وركز على الانتخابات التمهيدية في نيو هامبشاير. مع ظهور دول في نيوهامبشاير كان بوش يدير إعلانات تلفزيونية تصور السناتور على أنه من جامعي الضرائب وارتد من أجل الفوز بالدرجة الأولى في الولاية. في أعقاب الانتخابات التمهيدية ظهر كل من بوش ودول في شكل إعلامي مشترك عندما سأل المحاور دول إذا كان لديه أي شيء يقوله لبوش قال ردا على الإعلانات: «نعم، توقف عن الكذب حول سجلاتي!» بنبرة غاضبة. ويعتقد أن هذا قد أضر بحملة دول لصالح بوش. استمر بوش في رؤية النصر حيث فاز بالعديد من الانتخابات التمهيدية الجنوبية. وبمجرد أن بدأت الانتخابات التمهيدية متعددة الولايات مثل يوم الثلاثاء الكبير كان من المستحيل أن يقيد المرشحون الآخرون قوتهم التنموية وريادتها لجمع الأموال وكان الترشيح له هو.
مع اقتراب موعد انعقاد المؤتمر الوطني الجمهوري عام 1988 كان هناك الكثير من التكهنات حول اختيار بوش لمنصب نائب الرئيس. لقد اختار السناتور الأمريكي دان كويل من ولاية إنديانا والذي كان معروفًا لدى المحافظين. على الرغم من شعبية ريغان فقد تراجع بوش عن المرشح الديمقراطي مايكل دوكاكيس الذي كان آنذاك حاكم ولاية ماساتشوستس في معظم استطلاعات الرأي.
كان بوش يتعرض لانتقادات من حين لآخر بسبب افتقاره إلى البلاغة عند مقارنته بريغان لكنه ألقى خطابًا استُقبل بشكل جيد في المؤتمر القومي للحزب الجمهوري عام 1988. وقد وصف العرض الذي كان يعرف باسم «ألف نقطة من الضوء» رؤية بوش لأمريكا. وأيد التعهد بالولاء وعقوبة الإعدام وحقوق السلاح واستند إلى معتقداته المسيحية القائمة منذ زمن طويل لدعم الصلاة في المدارس ومعارضة الإجهاض. تضمن الخطاب في المؤتمر تعهد بوش الشهير: «اقرأ شفتي: لا توجد ضرائب جديدة».

الأصوات انتخابات الرئاسة لعام 1988 حسب الولاية.

وُصِفَتْ الحملة الانتخابية العامة بين الرجلين في عام 2008 كواحدة من الأقذر في العصر الحديث. وألقى بوش باللوم على دوكاكيس بتلويثه ميناء بوسطن كحاكم لماساتشوستس. كما أشار بوش إلى أن دوكاكيس يعارض قانونًا يتطلب من جميع الطلاب قول تعهد الولاء وهو موضوع غُطِّيَ بشكل جيد في خطاب قبول ترشيح بوش.
أدت معارضة دوكاكيس غير المشروطة لعقوبة الإعدام إلى طرح سؤال محدد خلال المناقشات الرئاسية. طلب مدير الجلسة بيرنارد شو من دوكاكيس ما إذا كان سيدعم عقوبة الإعدام افتراضياً إذا تعرضت زوجته كيتي للاغتصاب والقتل. ساهم رد دوكاكس بكلمة لا بالإضافة إلى إعلان استفزازي حول المجرم المدان ويلي هورتون في توصيف بوش لدوكاكيس بأنه «ناعم على الجريمة».
هزم بوش دوكاكيس ونائبه لويد بنتسن في المجمع الانتخابي من 426 إلى 111 (حصل بنتسن على صوت واحد من ناخب غير مؤمن). في التصويت الشعبي على مستوى البلاد حصل بوش على 53.4٪ من الأصوات بينما حصل دوكاكيس على 45.6٪. أصبح بوش أول نائب للرئيس اُنْتُخِبَ رئيسًا منذ مارتن فان بيورين عام 1836 بالإضافة إلى أول شخص يخلف شخصًا من حزبه في الرئاسة عن طريق الانتخاب للمكتب منذ هربرت هوفر في عام 1929.

## الرئاسة (1989–1993)

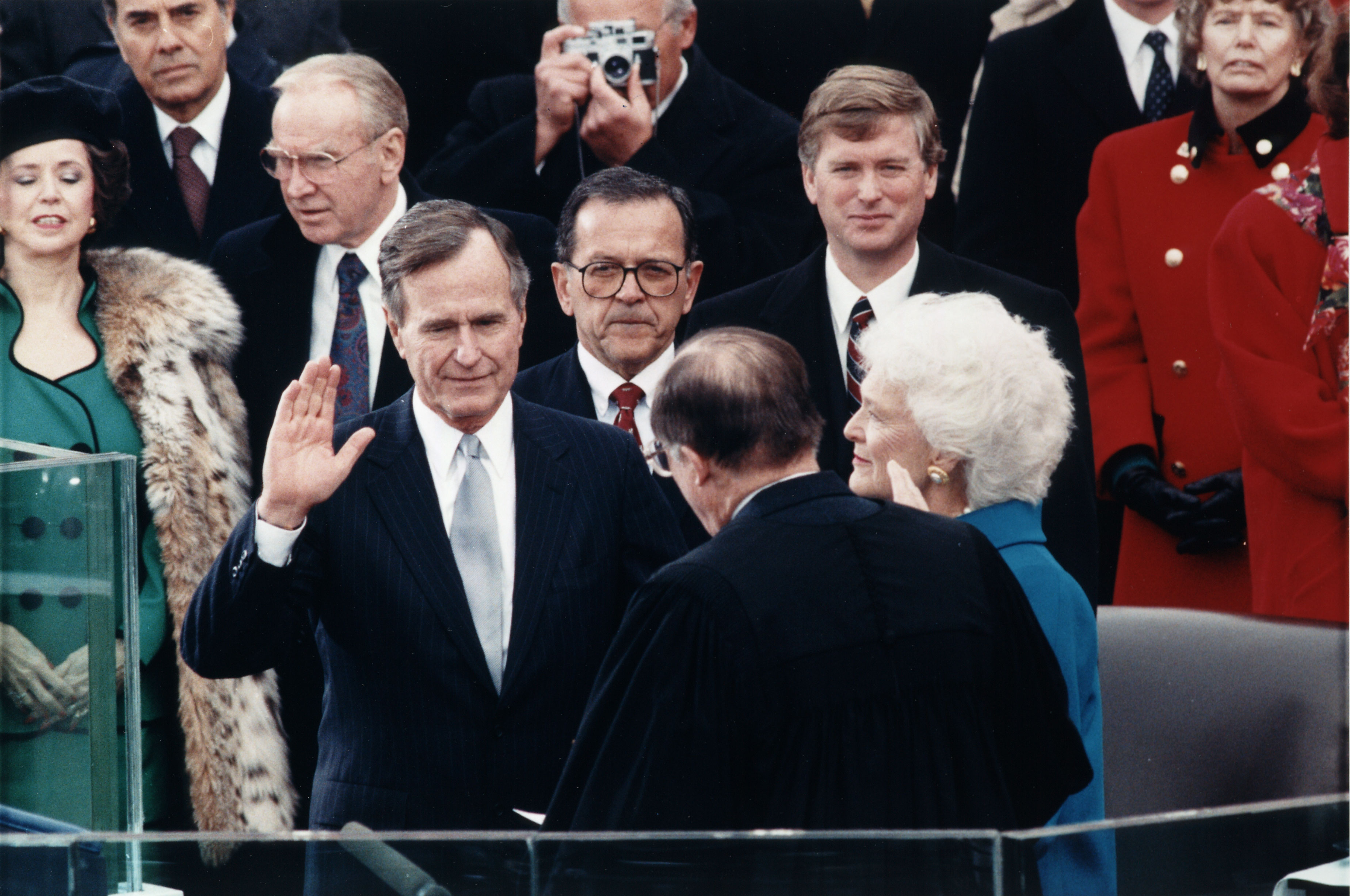
رئيس المحكمة العليا وليام رينكويست يدير القسم الرئاسي للرئيس جورج بوش خلال حفل تنصيبه في 20 يناير 1989 في مبنى كابيتول الولايات المتحدة.

نُصِّبَ بوش في 20 يناير 1989 خلفا لرونالد ريغان. دخل المكتب في فترة تغيير في العالم. جاء سقوط جدار برلين في وقت مبكر من رئاسته وجاء انهيار الاتحاد السوفيتي في عام 1991. وأمر بالعمليات العسكرية في بنما والخليج العربي وفي وقت من الأوقات حطم الرقم القياسي بحصوله على نسبة تأييد قياسية عالية بلغت 89٪.
في خطابه الافتتاحي قال بوش:

### السياسة المحلية

#### الاقتصاد
في وقت مبكر من فترة ولايته واجه بوش مشكلة ما يجب القيام به مع عجوزات متبقية ظهرت خلال سنوات ريغان. عند 220 مليار دولار في عام 1990 تضاعف العجز ثلاث مرات منذ عام 1980. كان بوش متفانيا للحد من العجز معتقدين أن أمريكا لا يمكن أن تستمر في كونها رائدة في العالم دون القيام بذلك. بدأ جهدًا لإقناع الكونغرس الذي يسيطر عليه الحزب الديمقراطي بالتصرف وفقًا للميزانية. مع اعتقاد الجمهوريين أن أفضل طريقة هي خفض الإنفاق الحكومي والديمقراطيون مقتنعون بأن الطريقة الوحيدة هي زيادة الضرائب واجه بوش مشاكل عندما يتعلق الأمر ببناء الإجماع.
في أعقاب صراع مع الكونغرس أجبرت الأغلبية الديمقراطية بوش على زيادة عائدات الضرائب. ونتيجة لذلك شعر العديد من الجمهوريين بالخيانة لأن بوش وعد «بعدم فرض ضرائب جديدة» في حملته الانتخابية عام 1988. إدراكاً من وسائل الانتقام هزم أعضاء الكونغرس الجمهوريون اقتراح بوش الذي من شأنه أن يشرع في تخفيض الإنفاق وزيادة الضرائب التي من شأنها أن تقلل العجز بمقدار 500 مليار دولار على مدى خمس سنوات. وقد وافق بوش على مطالبة الديمقراطيين بزيادة الضرائب وزيادة الإنفاق الأمر الذي أبعده عن الجمهوريين وأفسح المجال أمام انخفاض حاد في شعبيته. وفي وقت لاحق قال بوش أنه يتمنى لو لم يوقع على مشروع القانون. قرب نهاية الكونغرس الـ101 توصل الرئيس وأعضاء الكونغرس إلى حل وسط بشأن حزمة الميزانية التي زادت من معدل الضريبة الهامشية والتخلص التدريجي من إعفاءات دافعي الضرائب ذوي الدخل المرتفع. على الرغم من أنه طالب أصلاً بتخفيض الضريبة على أرباح رأس المال إلا أن بوش أبدى رضاه عن هذه القضية أيضاً. أثبت هذا الاتفاق مع القيادة الديمقراطية في الكونغرس أنه نقطة تحول في رئاسة بوش. شعبيته بين الجمهوريين لم تسترد عافيتها بالكامل.
وفي نفس الوقت الذي دخلت فيه صفقة الميزانية دخلت أمريكا في ركود معتدل استمر لمدة ستة أشهر. العديد من البرامج الحكومية مثل الرفاهية زادت. ومع ارتفاع معدل البطالة في عام 1991 وقع بوش على مشروع قانون يقدم مزايا إضافية للعمال العاطلين عن العمل. تميز عام 1991 بالعديد من عمليات إعادة تنظيم الشركات التي قامت بتسريح عدد كبير من العمال. العديد من العاطلين عن العمل الآن هم من الجمهوريين والمستقلين الذين كانوا يعتقدون أن وظائفهم آمنة.
في السنة الثانية التي أمضاها في منصبه أخبر مستشاروه الاقتصاديون بوش بأن يتوقفوا عن التعامل مع الاقتصاد لأنهم يعتقدون أنه فعل كل ما هو ضروري لضمان إعادة انتخابه. بحلول عام 1992 كانت معدلات الفائدة ومعدلات التضخم هي الأدنى منذ سنوات ولكن بحلول منتصف العام وصل معدل البطالة إلى 7.8٪ وهو أعلى معدل منذ 1984. وفي سبتمبر 1992 أفاد مكتب الإحصاء أن 14.2٪ من الأمريكيين يعيشون في فقر. في مؤتمر صحفي في عام 1990 أخبر بوش المراسلين أنه وجد السياسة الخارجية أكثر متعة.

#### التعليم
في 5 أبريل 1989 قدم بوش إلى الكونغرس قانون التميز التعليمي لعام 1989 وهو اقتراح تشريعي لبرامج التعليم السبعة بقصد تحقيق «أمريكا أفضل تعليما». عارض الاقتراح الجمهوريين تقلص دور الحكومة في التعليم وقابلها نقص في الحماس من جانب الديمقراطيين. وبعد أسبوع من تقديم الاقتراح قال بوش أن إدارته تسعى إلى تقديم تنازلات بشأن «بعض اللوائح الخاصة بالمجتمعات الأكثر فقراً» وإنشاء «نوع من التحرر الجزئي للتعليم القائم على الأداء» يمنح التمويل الفيدرالي عندما تظهر المدارس مستويات عالية من المساءلة بالإضافة إلى الأداء الأكاديمي. في وقت لاحق من العام من 27 إلى 28 سبتمبر عقد بوش قمة لمدة يومين مع حكام أميركيين مكرسين فقط لإصلاح التعليم في جامعة فرجينيا وهي المجموعة التي تشكل إجماعًا لإصلاح النظام التعليمي الأمريكي لطلاب البلاد ليكونوا أقرب في درجات الاختبار في العلوم والرياضيات ومعرفة القراءة والكتابة.

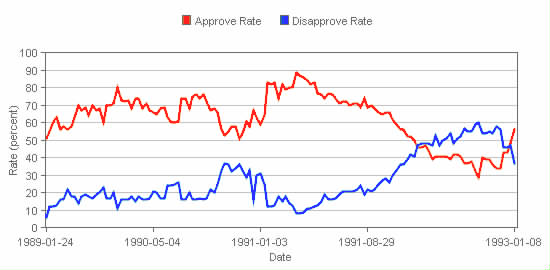
معدلات موافقة بوش (الحمراء) مقارنة بمعدلات الرفض (الأزرق) لرئاسته التي استمرت أربع سنوات.

في خطاب حالة الاتحاد لعام 1990 كشف بوش عن اهتمامه بإدارته التي قادت الزيادة في معدلات التخرج من المدارس الثانوية الأمريكية إلى 90٪ مع جعل الطلاب الأمريكيين «في المقدمة في العالم» في موضوعات الرياضيات والعلوم بحلول عام 2000.
في خطاب ألقاه في غرفة البيت الأبيض الشرقية في 18 أبريل 1991 دعا بوش المواطنين من القطاعين العام والخاص للانخراط في إصلاح التعليم: «بالنسبة لأولئك الذين يريدون أن يروا تحسنًا حقيقيًا في التعليم الأمريكي أقول أنه لن تكون هناك نهضة. من دون ثورة لقد حان الوقت لأن نحمل مدارسنا ونخضع أنفسنا للمساءلة عن النتائج». في 3 يونيو دعا بوش إلى المشاركة المجتمعية في إصلاح نظام التعليم الوطني والإصرار على أن أمريكا 2000 ستفشل إذا حاولنا القيام بذلك من واشنطن. في 4 أكتوبر التقى بوش بممثلي شركة تطوير المدارس الأمريكية الجديدة في كامب ديفيد حيث سعت المنظمة للحصول على 200 مليون دولار أمريكي لإصلاح التعليم للمساعدة في تشكيل «بيئات تعلم جديدة». في 25 نوفمبر في كولومبوس انضم بوش إلى حاكم ولاية أوهايو جورج فوينوفيتش بإعلانه رسمياً نسخة من سياسة تعليمه «أوهايو 2000». أعلن بوش في وقت واحد أنه سيشارك في إصلاح المدارس المضطربة واتهم الكونغرس الذي يسيطر عليه الديمقراطيون «بالقتال ضد أخطر إصلاحاتنا».
في 23 يوليو 1992 وقع بوش على تعديلات التعليم العالي لعام 1992 وهو استئناف «العديد من البرامج في قانون التعليم العالي لعام 1965».

#### المبادرات الكبرى
في خطاب ألقاه بمناسبة الاحتفال بالذكرى السنوية العشرين لهبوط أبولو 11 على سطح القمر أعلن بوش عن رؤيته لاستكمال حرية المحطة الفضائية واستئناف استكشاف القمر والبدء في استكشاف المريخ. على الرغم من إنشاء محطة فضائية في نهاية المطاف - بدأ العمل في محطة الفضاء الدولية في عام 1998 - أُرْبِكَتْ أعمال أخرى بقضايا الميزانية الخاصة بوكالة ناسا. في عام 1998 حصل بوش على جائزة الروتاري الوطنية لكأس الفضاء للإنجازات الفضائية عن قيادته الرائدة لبرنامج الفضاء الأمريكي.

يشارك الرئيس بوش في اجتماع كامل لمجلس الوزراء في قاعة مجلس الوزراء في يوليو 1992.

خلال فترة رئاسته وقع بوش عددا من مشاريع القوانين الرئيسية في القانون بما في ذلك قانون الأمريكيين ذوي الإعاقة لعام 1990. كانت هذه واحدة من أكثر مشاريع قوانين الحقوق المدنية منذ عقود. كما كان الرئيس الوحيد الذي قام بنجاح باستخدام حق النقض ضد قانون الحقوق المدنية بعد أن استخدم حق النقض ضد قانون الحماية ضد التمييز الوظيفي لعام 1990. كان بوش يخشى من فرض حصص عرقية لكنه وافق فيما بعد على قانون الحقوق المدنية الصادر عام 1991. وقد عمل على زيادة الإنفاق الفيدرالي من أجل التعليم ورعاية الأطفال وأبحاث التكنولوجيا المتقدمة. كما وقع التعرض للإشعاع قانون التعويض الذي ينص على تعويض مالي من الناس الذين أصيبوا بالسرطان وعدد من الأمراض الأخرى المحددة نتيجة مباشرة لتعرضهم لتجارب الأسلحة النووية في الغلاف الجوي التي تقوم بها الولايات المتحدة خلال الحرب الباردة أو تعرضهم إلى مستويات عالية من غاز الرادون أثناء القيام بتخصيب اليورانيوم. في تعامله مع البيئة أعاد بوش تفويض قانون الهواء النظيف الذي يتطلب وقودًا أكثر نظافة. تشاجر مع الكونغرس حول مشروع قانون وقع في النهاية لمساعدة الشرطة في القبض على المجرمين ووقع في القانون إجراء لتحسين نظام الطرق السريعة في البلاد. وقع بوش على قانون الهجرة لعام 1990 مما أدى إلى زيادة في الهجرة القانونية إلى الولايات المتحدة بنسبة 40٪.
أصبح بوش عضوًا مدى الحياة في الاتحاد القومي للأسلحة في أوائل عام 1988 وقام بحملة كمرشح «مؤيد للبنادق» بتأييد هيئة تنظيم الاتصالات. في مارس 1989 فرض حظرًا مؤقتًا على استيراد بعض البنادق شبه الآلية. تكلف هذا العمل له تأييد من سلطة المصادر الطبيعية في عام 1992. استقال بوش علنا عضوية حياته في المنظمة بعد تلقيه بريد إلكتروني من الاتحاد القومي للأسلحة تصور عناصر من مكتب الكحول والتبغ والأسلحة النارية والمتفجرات ب«جاك البلطجي». ووصف خطاب الاتحاد بأنه «افتراء شرير على الناس الطيبين».

### نقاط الضوء
لقد أولى الرئيس بوش اهتمامًا للخدمة التطوعية كوسيلة لحل بعض المشكلات الاجتماعية الأكثر خطورة في أمريكا. وكثيراً ما استخدم شعار «ألف نقطة من الضوء» لوصف قدرة المواطنين على حل مشاكل المجتمع. في خطابه الافتتاحي في عام 1989 قال الرئيس بوش: «لقد تحدثت عن ألف نقطة من الضوء من كل منظمات المجتمع التي تنتشر مثل النجوم في جميع أنحاء الأمة وفعل الخير».

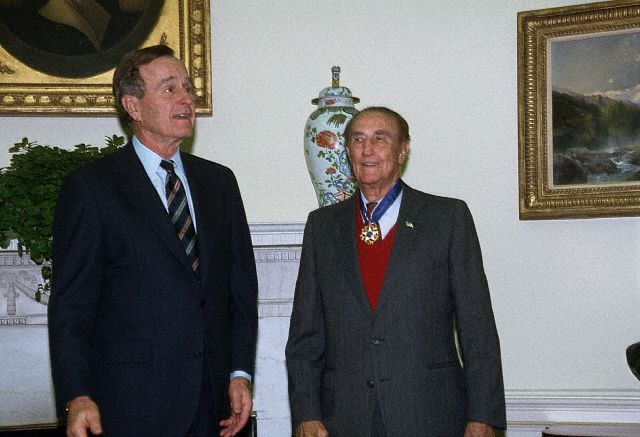
الرئيس بوش يقدم السيناتور ستروم ثورموند مع وسام الحرية الرئاسي في احتفال في المكتب البيضاوي.

بعد أربع سنوات في تقريره إلى الأمة حول حركة "نقاط الضوء" قال الرئيس بوش: "نقاط الضوء هي روح أميركا. إنهم أناس عاديون يتجاوزون حدود حياة المحتاجين ويخلقون الأمل. من خلال إعطائهم بسخاء من أنفسهم فإن هؤلاء الأفراد المميزين يظهرون لنا ليس فقط ما هو الأفضل في تراثنا بل ما ندعو إليه جميعًا.
في عام 1990 أُنْشِئَتْ مؤسسة نقاط الضوء كمنظمة غير ربحية في واشنطن لتعزيز روح العمل التطوعي هذه. في عام 2007 اندمجت مؤسسة نقاط الضوء مع أيدي على الشبكة بهدف تعزيز العمل التطوعي وتبسيط التكاليف والخدمات وتعميق الأثر. نقاط الضوء المنظمة التي أُنْشِئَتْ من خلال هذا الاندماج لديها ما يقرب من 250 شركة تابعة في 22 دولة والشراكات مع الآلاف من المنظمات غير الربحية والشركات المخصصة لخدمة التطوع في جميع أنحاء العالم. في عام 2012 حشدت نقاط الضوء 4 ملايين متطوع في 30 مليون ساعة خدمة بقيمة 635 مليون دولار.
في 16 أكتوبر 2009 عقد الرئيس باراك أوباما منتدى رئاسي حول الخدمة استضافه الرئيس السابق جورج دبليو بوش ونقاط الضوء في المكتبة الرئاسية ومتحف جورج بوش الأب في حرم جامعة تكساس إيه اند إم. احتفل هذا الحدث بمساهمات أكثر من 4500 من الفائزين بجائزة نقاط الضوء اليومية وتكريم إرث الرئيس بوش في الخدمة والمشاركة المدنية.
في عام 2011 أشادت نقاط الضوء بالرئيس جورج دبليو بوش والخدمة التطوعية في مركز جون ف. كينيدي للفنون المسرحية في واشنطن العاصمة. انضم الرئيس بوش إلى الرؤساء جيمي كارتر وبيل كلينتون وجورج دبليو بوش لإلقاء الضوء على دور الخدمة التطوعية في حياة الناس.

### جائزة نقاط الضوء اليومية
أنشأ الرئيس بوش جائزة نقاط الضوء اليومية في عام 1989 للاعتراف بالأميركيين العاديين من جميع مناحي الحياة وذلك باتخاذ إجراءات تطوعية مباشرة ومتبعة في مجتمعاتهم المحلية لحل المشاكل الاجتماعية الخطيرة. وركز الرئيس اهتمامًا كبيرًا على هؤلاء الأفراد والمنظمات وذلك لتكريمهم على عملهم الهائل ودعوة الأمة إلى الانضمام إليهم ومضاعفة جهودهم. بحلول نهاية إدارته اعترف الرئيس بوش بأن هناك 1020 نقطة يومية من الضوء تمثل جميع الولايات الخمسين وتتناول قضايا تتراوح من رعاية الرضع والمراهقين المصابين بالإيدز إلى أمية البالغين ومن عنف العصابات إلى التدريب المهني للمشردين. تستمر جائزة نقاط الضوء اليومية في الحصول على نقاط الضوء وحتى وفاته واصل الرئيس بوش توقيع جميع الجوائز.
في 15 يوليو 2013 رحب الرئيس باراك أوباما بالرئيس بوش في البيت الأبيض للاحتفال بجائزة نقاط الضوء اليومية رقم 5000. وقد منحوا الجائزة لفلويد هامر وكاثي هاميلتون من يونيون لعملهم في تأسيس «التوعية» وهي منظمة غير ربحية تقدم وجبات مجانية للأطفال الجياع في 15 دولة.

### التعيينات القضائية
قام بوش بتعيين اثنين في المحكمة العليا للولايات المتحدة ديفيد سوتر في عام 1990 وكلارنس توماس في عام 1991. بالإضافة إلى ذلك عين 42 قاضيا في محاكم الاستئناف في الولايات المتحدة و 148 قاضيا في محاكم المقاطعات في الولايات المتحدة. من بين هؤلاء كان فون ووكر وهو رجل مثلي الجنس الذي حكم بأن تعديل اقتراح كاليفورنيا رقم 8 كان غير دستوري. كما شهد بوش عددا من الخلافات حول التعيينات القضائية حيث لم تتم معالجة 11 مرشحا لعشرة من محاكم الاستئناف الفيدرالية من قبل اللجنة القضائية في مجلس الشيوخ الأمريكي التي يسيطر عليها الديمقراطيون.

### السياسة الخارجية

#### بنما

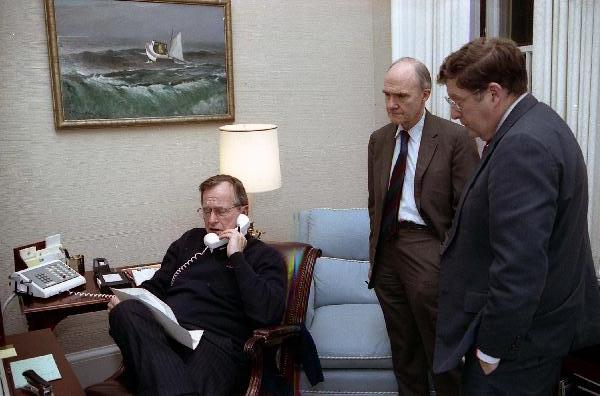
بوش يتحدث عبر الهاتف في ما يتعلق بعملية "مجرد سبب" بينما ينظر الجنرال برنت سكوكروفت ورئيس الأركان جون سنونو في عام 1989.

في الثمانينيات من القرن الماضي كان الزعيم البنمي مانويل نورييغا الذي كان في يوم من الأيام قائداً داعماً للولايات المتحدة واتُهم لاحقاً بالتجسس لصالح فيدل كاسترو ويستخدم بنما لنقل المخدرات إلى الولايات المتحدة واحداً من أكثر الأسماء المعروفة في أمريكا وكان باستمرار في الصحافة. بدأ الصراع لإزالته من السلطة في إدارة ريغان عندما فرضت عقوبات اقتصادية على البلاد. وشمل هذا حظر الشركات الأمريكية والحكومة من دفع الأموال إلى بنما وتجميد 56 مليون دولار في الصناديق البنمية في البنوك الأمريكية. أرسل ريغان أكثر من 2000 جندي أمريكي إلى بنما أيضًا. على عكس ريغان تمكن بوش من إزالة نورييغا من السلطة لكن تخطيط حكومته غير الناجح بعد الغزو عرقل احتياجات بنما خلال تأسيس الحكومة الديمقراطية الشابة.
وفي مايو 1989 أجرت بنما انتخابات ديمقراطية وانتخب فيها غييرمو إندارا رئيسا وأُلْغِيَتْ النتائج بعد ذلك من قبل حكومة نورييغا. ردا على ذلك أرسل بوش 2000 جندي إضافي إلى البلاد حيث بدأوا في إجراء تدريبات عسكرية منتظمة في الأراضي البنمية (في انتهاك للمعاهدات السابقة). ثم أزال بوش سفارة وسفيرة من البلاد وأرسل قوات إضافية إلى بنما لإعداد الطريق لغزو قادم. قمع نورييغا محاولة الجيش انقلاب أكتوبر واحتجاجات حاشدة في بنما ضده ولكن بعد أن أطلق النار على جندي أمريكي من قوات بنما في ديسمبر 1989 أمر بوش 24000 جندي إلى البلاد بهدف إزالة نورييغا من السلطة في عملية أطلق عليها «مجرد سبب» التي كانت عملية عسكرية أمريكية واسعة النطاق والأولى في أكثر من 40 عامًا لم تكن مرتبطة بالحرب الباردة.
كانت المهمة مثيرة للجدل لكن القوات الأمريكية حققت السيطرة على البلاد وتولى إندارا الرئاسة. استسلم نورييغا للولايات المتحدة وتمت إدانته وسجنه بتهمة الابتزاز والاتجار بالمخدرات في أبريل 1992. قام الرئيس بوش والسيدة الأولى باربرا بوش بزيارة بنما في يونيو 1992 لتقديم الدعم لأول حكومة بنمية بعد الغزو. وشابت الزيارة الاحتجاجات التي فُرِّقَتْ بإطلاق النار والغاز المسيل للدموع مما أجبر بوش على مغادرة التجمع.

#### الاتحاد السوفيتي

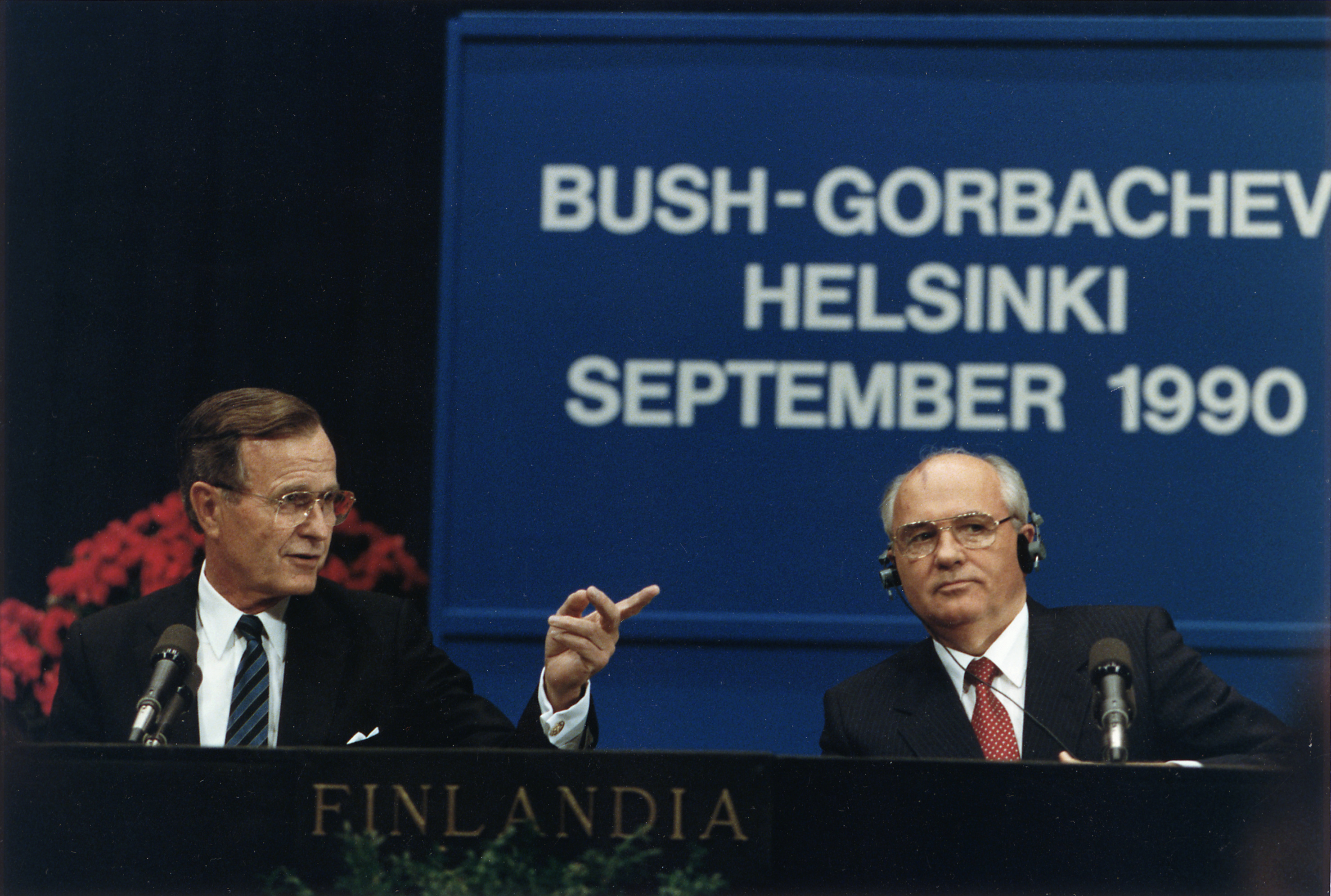
بوش وميخائيل غورباتشوف في قمة هلسنكي في عام 1990.

في عام 1989 بعد سقوط جدار برلين التقى بوش مع السكرتير العام للحزب الشيوعي السوفييتي ميخائيل غورباتشوف في مؤتمر حول جزيرة مالطا في البحر الأبيض المتوسط. كانت الإدارة تخضع لضغوط مكثفة للقاء السوفييت ولكن لم يجد الجميع في البداية قمة مالطا كخطوة في الاتجاه الصحيح. وكان الجنرال برنت سكوكروفت من بين آخرين متخوفًا من الاجتماع قائلاً أنه قد يكون «سابقًا لأوانه» بسبب المخاوف من كونه وفقًا لكونداليزا رايز «ستحدد التوقعات أن شيئًا ما سيحدث حيث قد يكون السوفييت مدرجًا». ويجبرون [الولايات المتحدة] على إبرام اتفاقيات لن تكون في نهاية المطاف جيدة للولايات المتحدة. "لكن القادة الأوروبيين بمن فيهم فرنسوا ميتران ومارغريت ثاتشر شجعوا بوش على الاجتماع مع غورباتشوف وهو ما فعله في 2 و 3 ديسمبر 1989. وعلى الرغم من عدم توقيع أي اتفاقيات كان ينظر إلى الاجتماع على أنه مهم. عندما سئل غورباتشوف عن الحرب النووية أجاب: "أكدت لرئيس الولايات المتحدة أن الاتحاد السوفييتي لن يشن حربا ساخنة على الولايات المتحدة الأمريكية. ونود أن تتطور علاقاتنا بطريقة تجعلهم فتح إمكانيات أكبر للتعاون ... هذه هي البداية فقط ونحن فقط في بداية طريقنا وطريق طويل إلى فترة سلمية طويلة الأمد. تُلُقِّيَ الاجتماع كخطوة مهمة جدًا نهاية الحرب الباردة.

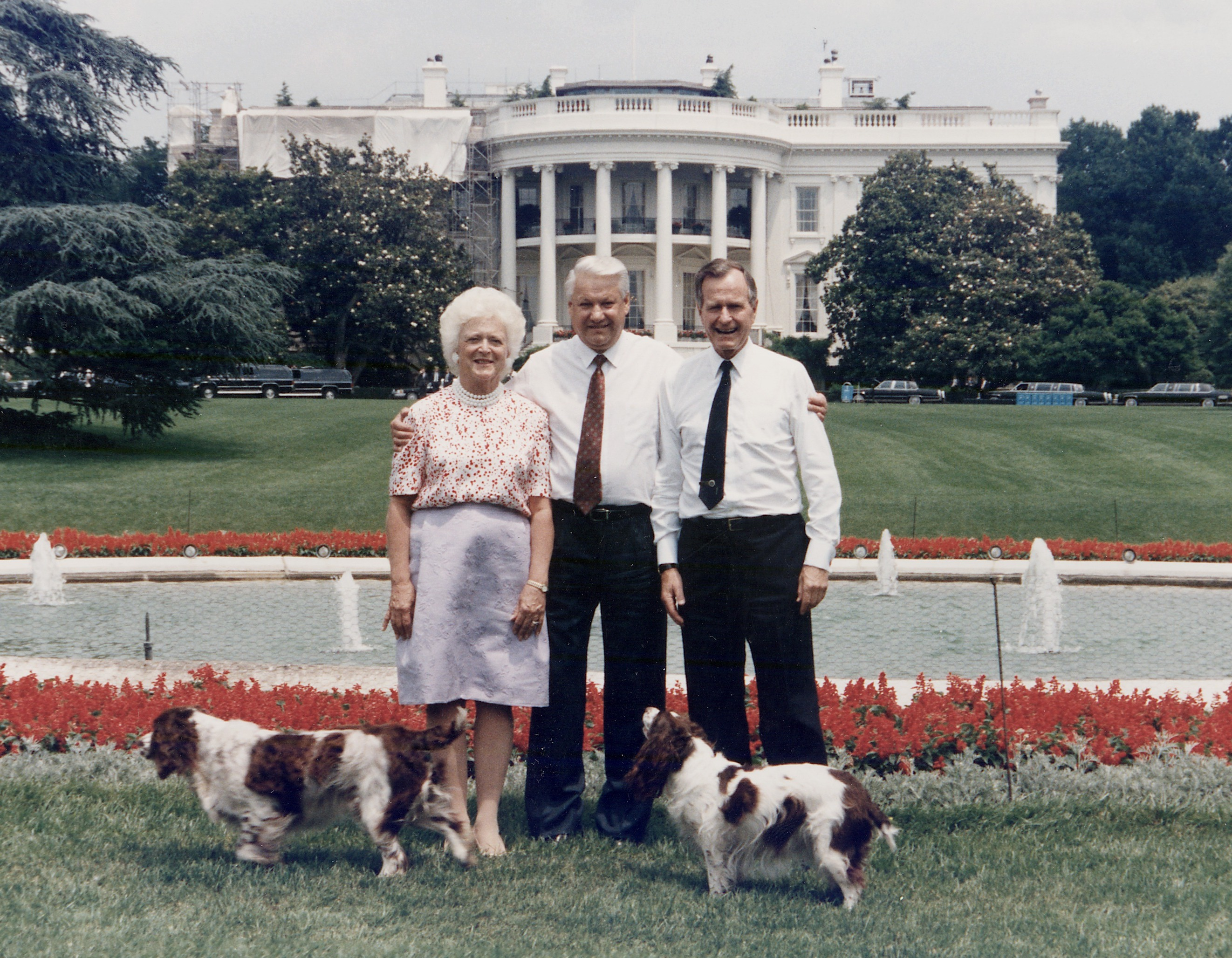
جورج و باربرا بوش مع الرئيس بوريس يلتسن أول رئيس روسي منتخب بحرية بعد الحقبة السوفياتية في البيت الأبيض في واشنطن العاصمة عام 1992.

وعقدت قمة أخرى في يوليو 1991 حيث وقع فيها بوش وجورباتشوف في موسكو معاهدة تخفيض الأسلحة الاستراتيجية (ستارت 1). وقد استغرقت المعاهدة تسع سنوات وكانت أول اتفاقية رئيسية للأسلحة منذ توقيع معاهدة الصواريخ النووية متوسطة المدى من قبل ريغان وجورباتشوف في عام 1987. وسوف تخفض الاعتراضات في معاهدة ستارت 1 الأسلحة النووية الاستراتيجية للولايات المتحدة والاتحاد السوفياتي. بنحو 35٪ على مدى سبع سنوات وسيتم قطع الصواريخ الباليستية العابرة للقارات للاتحاد السوفياتي بنسبة 50٪. ووصف بوش ستارت 1 بأنها «خطوة مهمة إلى الأمام في تبديد نصف قرن من عدم الثقة». بعد تفكك الاتحاد السوفييتي في عام 1991 أعلن الرئيس بوش والرئيس الروسي بوريس يلتسن عن شراكة إستراتيجية بين الولايات المتحدة وروسيا والتي كانت بمثابة نهاية الحرب الباردة.

#### حرب الخليج الثانية

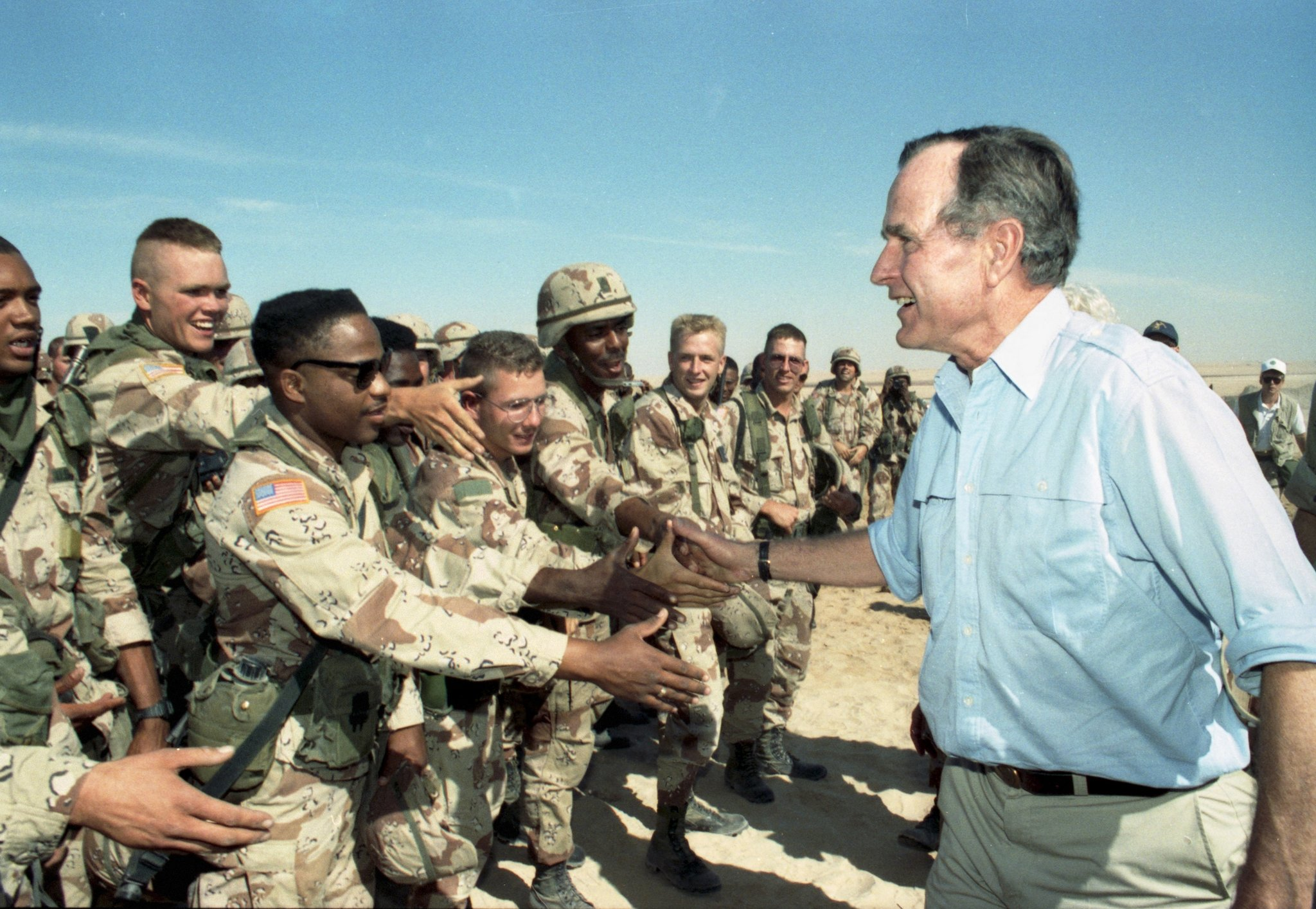
الرئيس بوش يزور القوات الأمريكية في المملكة العربية السعودية في عيد الشكر في عام 1990.

في 2 أغسطس 1990 غزا العراق بقيادة صدام حسين جاره الغني بالنفط في الجنوب الكويت. أدان بوش الغزو وبدأ في حشد المعارضة للعراق في الولايات المتحدة وبين الحلفاء الأوروبيين والآسيويين والشرق أوسطيين. سافر وزير الدفاع ديك تشيني إلى السعودية للقاء الملك فهد. طلب فهد مساعدة الولايات المتحدة العسكرية في هذه المسألة خوفا من غزو محتمل لبلاده أيضا. وقد لُبِّيَ الطلب في البداية بالطائرات المقاتلة التابعة للقوات الجوية. حاول العراق التفاوض على صفقة تسمح للبلاد بالسيطرة على نصف الكويت. رفض بوش هذا الاقتراح وأصر على الانسحاب الكامل للقوات العراقية. بدأ التخطيط لعملية برية من قبل قوات التحالف بقيادة الولايات المتحدة في سبتمبر 1990 برئاسة الجنرال نورمان شوارتسكوف. تحدث بوش قبل جلسة مشتركة لكونغرس الولايات المتحدة بشأن التفويض بالهجمات الجوية والبرية حيث وضع أربعة أهداف فورية: «يجب على العراق الانسحاب من الكويت بشكل كامل وفوري وبدون شروط ويجب إعادة حكومة الكويت الشرعية ويجب ضمان الاستقرار في الخليج العربي ويجب حماية المواطنين الأمريكيين في الخارج». ثم حدد هدفاً خامساً طويل الأمد: «من هذه الأوقات المضطربة يمكن تحقيق هدفنا الخامس - نظام عالمي جديد - عصر جديد - أكثر حرية من تهديد الإرهاب وأقوى في السعي إلى تحقيق العدالة والمزيد من الأمن في البحث عن السلام وعصر تستطيع فيه دول العالم الشرق والغرب والشمال والجنوب أن تنعم بالعيش في انسجام ... عالم يحل فيه حكم القانون محل حكم الغاب. حيث تعترف الدول بالمسؤولية المشتركة عن الحرية والعدالة وعالم يحترم فيه القوي حقوق الضعفاء». مع معارضة مجلس الأمن التابع للأمم المتحدة للعنف في العراق أذن الكونجرس باستخدام القوة العسكرية لهدف محدد يتمثل في إعادة السيطرة على الكويت لصالح الحكومة الكويتية وحماية مصالح أمريكا في الخارج.

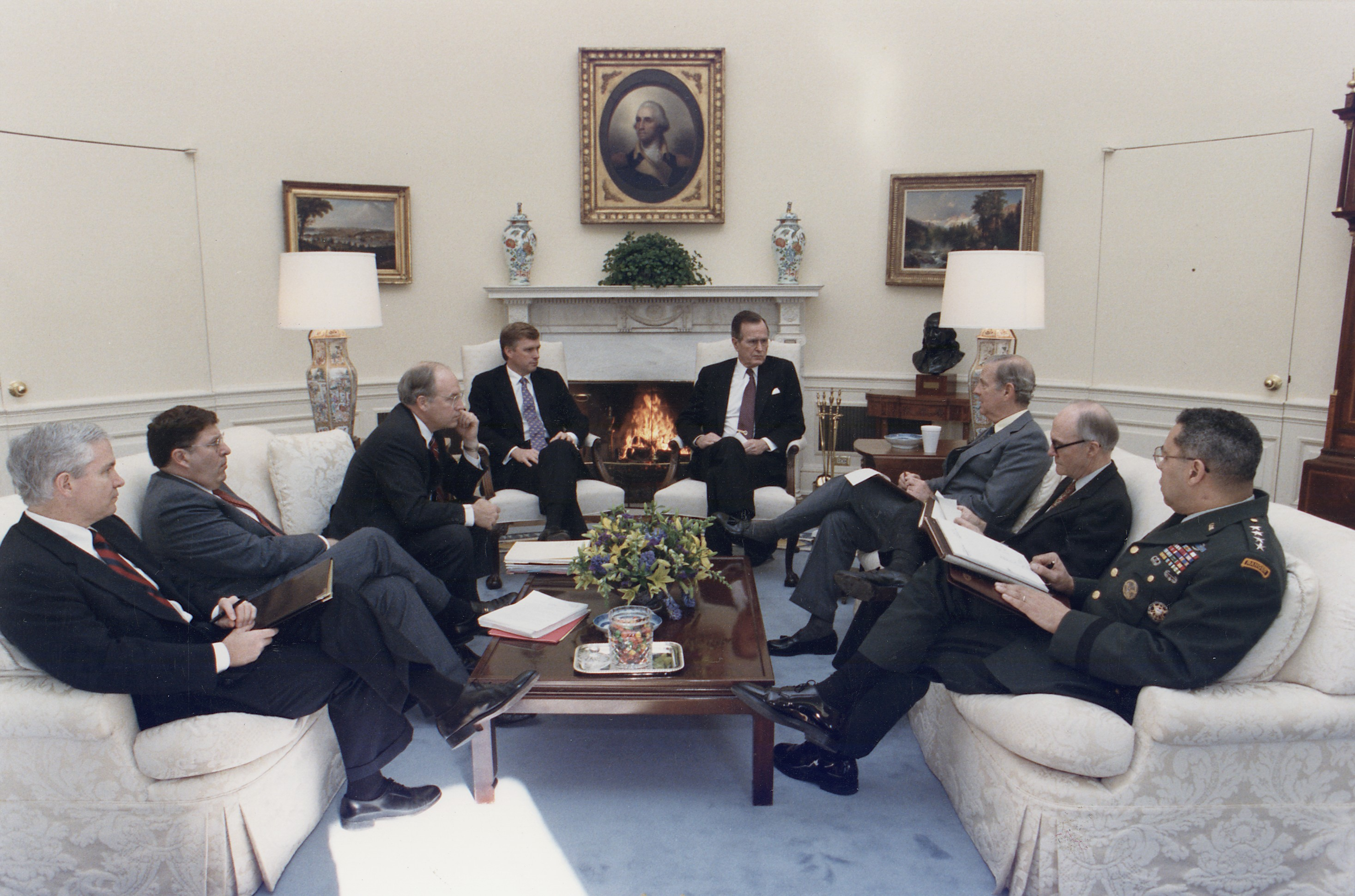
بوش يلتقي روبرت غيتس والجنرال كولن باول والوزير ديك تشيني وآخرين حول الوضع في الخليج العربي وعملية درع الصحراء في 15 يناير 1991.

في وقت مبكر من صباح يوم 17 يناير 1991 شنت قوات التحالف أول هجوم والذي شمل أكثر من 4000 عملية قصف تقوم بها طائرات التحالف. وستستمر هذه الوتيرة في الأسابيع الأربعة المقبلة إلى أن تم إطلاق غزو بري في 24 فبراير 1991. اخترقت قوات الحلفاء الخطوط العراقية ودفعت نحو مدينة الكويت بينما كانت القوات في الجانب الغربي من البلاد تعترض الجيش العراقي المتراجع. اتخذ بوش قرار وقف الهجوم بعد 100 ساعة فقط. ووصف النقاد هذا القرار بأنه سابق لأوانه حيث تمكن مئات من القوات العراقية من الفرار. ورد بوش بالقول أنه يريد تقليل الخسائر الأمريكية. كما اتهم المعارضون بأن على بوش مواصلة الهجوم ودفع جيش صدام إلى بغداد ثم إبعاده عن السلطة. وأوضح بوش أنه لم يعط أمرا بالإطاحة بالحكومة العراقية لأنه «تكبد تكاليف بشرية وسياسية لا يمكن تقديرها ... كنا سنضطر إلى احتلال بغداد وفي الواقع حكم العراق».
ارتفعت شعبية بوش بعد الهجوم الناجح. بالإضافة إلى ذلك شعر الرئيس بوش ووزير الخارجية بيكر بأن نصر الائتلاف قد زاد من مكانة الولايات المتحدة في الخارج واعتقد أن هناك فرصة سانحة لاستخدام رأس المال السياسي المتولد عن نصر التحالف لإنعاش عملية السلام العربية الإسرائيلية. عادت الإدارة على الفور إلى عملية صنع السلام العربية الإسرائيلية بعد نهاية حرب الخليج الثانية. أدى ذلك إلى مؤتمر مدريد في وقت لاحق في عام 1991.

#### الحرب الأهلية الصومالية
في مواجهة كارثة إنسانية في الصومال تفاقمت بسبب الانهيار الكامل للنظام المدني أنشأت الأمم المتحدة بعثة عملية الأمم المتحدة في الصومال في أبريل 1992 لمساعدة الحالة من خلال الجهود الإنسانية رغم فشل البعثة. اقترحت إدارة بوش المساعدة الأمريكية للمنطقة من خلال المساعدة في خلق بيئة آمنة للجهود الإنسانية واعتمد قرار مجلس الأمن التابع للأمم المتحدة رقم 794 بالإجماع من قبل مجلس الأمن في 3 ديسمبر 1992. رئيس البطة العرجاء أطلق بوش عملية استعادة الأمل في اليوم التالي والتي بموجبها ستتولى الولايات المتحدة القيادة وفقا للقرار 794. القتال سيتصاعد ويستمر في إدارة كلينتون.

#### اليابان
خلال 28 أبريل 1989 في غرفة الصحافة في البيت الأبيض أعلن بوش أن الولايات المتحدة ستواصل صفقة مع اليابان لإنتاج طائرة مقاتلة إف إس إكس المتقدمة. وقال بأنه قُدِّمَتْ وعود بأن الوظائف والتكنولوجيا الأمريكية ستكون آمنة وأن الاقتراح سيعزز الأمن لكل من الولايات المتحدة واليابان.
في 21 نوفمبر 1989 وقع بوش على إجراء يضمن التعويضات للأميركيين اليابانيين الذين نُقِلُوا إلى معسكرات الاعتقال خلال الحرب العالمية الثانية. سمح الكونجرس بمبلغ 20,000 دولار أمريكي (أي ما يعادل 39,485 دولارًا أمريكيًا في 2017) لكل ناجٍ.
في 12 مارس 1990 التقى بوش لمدة ساعة مع رئيس وزراء اليابان السابق نوبورو تاكه-شيتا لمناقشة القضايا الاقتصادية المشتركة و«حقيقة أن حلها سيتطلب جهودًا غير عادية على كلا جانبي المحيط الهادئ».
في 6 ديسمبر 1991 اعتذر رئيس الوزراء الياباني كييتشي ميازاوا للولايات المتحدة عن الهجوم على بيرل هاربر. في اليوم التالي - الذكرى الخمسون للهجوم - قبل بوش اعتذار اليابان عن الحدث الذي جذب الولايات المتحدة إلى الحرب العالمية الثانية. وحث بوش على إحراز تقدم في تحسين العلاقات بين الولايات المتحدة واليابان.

#### إسرائيل
في 18 يونيو 1990 أكدت السكرتير الصحفي للبيت الأبيض مارلن فيتزواتر أن الرئيس بوش أرسل رئيس وزراء إسرائيل إسحاق شامير رسالة هنأ فيها الأخير على انتخابه وحثه على دعم «مبادرة شامير للسلام» المقترحة وإشراك الفلسطينيين في الانتخابات المحلية. في 20 يونيو أوقف بوش الحوار الأمريكي مع منظمة التحرير الفلسطينية لرفض الأخيرة إدانة غارة حرب العصابات الفلسطينية على شاطئ إسرائيلي في الشهر السابق.
في 11 أغسطس 1992 في أعقاب لقاء بين الرئيس بوش ورئيس الوزراء إسحاق رابين أعلن بوش أنه سيسعى للحصول على موافقة الكونغرس على منح إسرائيل ضمانات قروض تصل إلى 10 مليارات دولار لمساعدة البلاد في استيعابها لمهاجري الاتحاد السوفييتي.

### اتفاقية التجارة الحرة لأمريكا الشمالية

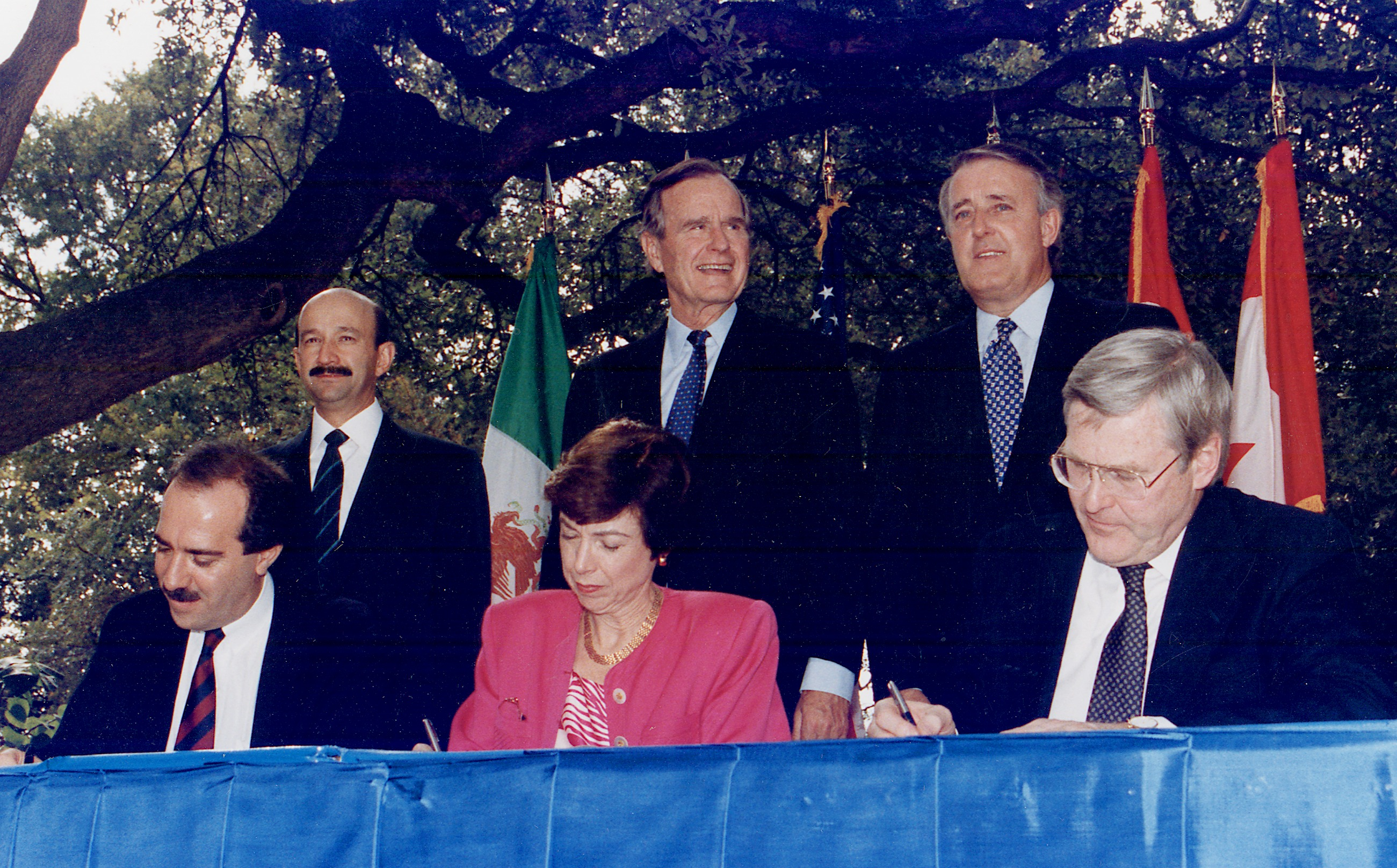
وقوفا: الرئيس كارلوس ساليناس دي غورتاري والرئيس بوش ورئيس الوزراء مارتن مولروني. جلوسا: جايمي سيرا بوتشي وكارلا هيلز أندرسون ومايكل ويلسون في حفل افتتاح نافتا في أكتوبر 1992.

قادت إدارة بوش ورئيس وزراء كندا التقدمي مارتن مولروني المفاوضات الخاصة باتفاقية التجارة الحرة لأمريكا الشمالية (نافتا). ستؤدي الاتفاقية إلى إلغاء معظم الرسوم الجمركية على المنتجات التي تُدُووِلَتْ بين الولايات المتحدة وكندا والمكسيك. وهذا من شأنه تشجيع التجارة بين الدول. كما تقيد المعاهدة براءات الاختراع وحقوق النشر والعلامات التجارية وتوضح إزالة قيود الاستثمار بين الدول الثلاث. أعلن الرئيس بوش عن الانتهاء من نافتا خلال الظهور في حديقة الورود في 12 أغسطس 1992 واصفاً إياه بـ «بداية حقبة جديدة».
وقع الاتفاق تحت رقابة شديدة بين معظم الديمقراطيين الذين اتهموا بأن نافتا أسفرت عن فقدان الوظائف الأمريكية. نافتا أيضا لم تتضمن أي أحكام لحقوق العمال. وفقا لإدارة بوش فإن اتفاقية التجارة سوف تولد الموارد الاقتصادية اللازمة لتمكين حكومة المكسيك من التغلب على مشاكل التمويل وإنفاذ قوانين العمل الخاصة بها. كان بوش بحاجة إلى تجديد سلطة التفاوض للمضي قدما في محادثات التجارة مع نافتا. ومن شأن هذه السلطة أن تمكن الرئيس من التفاوض على اتفاق تجاري قُدِّمَ إلى الكونغرس للتصويت عليه وبذلك يتجنب الموقف الذي سيُطلب من الرئيس إعادة التفاوض مع الشركاء التجاريين على تلك الأجزاء من الاتفاق الذي يرغب الكونغرس في تغييره. وبينما كان من الممكن التوقيع الأولي خلال فترة رئاسته إلا أن المفاوضات أحرزت تقدمًا بطيئًا ولكنه ثابت. وسيستمر الرئيس كلينتون في جعل مرور اتفاقية التجارة الحرة لأميركا الشمالية أولوية لإدارته على الرغم من جذورها المحافظة والجمهوريية - مع إضافة اتفاقيتين جانبيتين - لتحقيق المرور في عام 1993.
ومنذ ذلك الحين دُوفِعَ عن هذه المعاهدة بالإضافة إلى انتقادات أخرى. نما الاقتصاد الأمريكي بنسبة 54٪ منذ اعتماد اتفاقية التجارة الحرة لأميركا الشمالية في عام 1993 مع خلق 25 مليون فرصة عمل جديدة وقد اعتبر البعض ذلك دليلاً على أن اتفاقية التجارة الحرة للولايات المتحدة كانت مفيدة للولايات المتحدة. مع الحديث في أوائل عام 2008 بشأن انسحاب أمريكي محتمل من المعاهدة كتب كارلوس جوتيريز وزير التجارة الأمريكي الحالي: «إن الانسحاب من نافتا من شأنه أن يرسل موجات صادمة اقتصادية في جميع أنحاء العالم وسيبدأ الضرر هنا في الداخل». لكن جون ج. سويني رئيس الاتحاد الأمريكي للعمل والكونغرس للمنظمات الصناعية كتب في صحيفة بوسطن غلوب أن «العجز التجاري الأمريكي مع كندا والمكسيك قد تضخم إلى 12 ضعف حجم ما قبل نافتا ووصل إلى 111 مليار دولار في عام 2004».

### العفو
تمشيا مع التقاليد أصدر بوش سلسلة من العفو خلال أيامه الأخيرة في منصبه. في 24 ديسمبر 1992 منح الرأفة التنفيذية لستة موظفين حكوميين سابقين متورطين في فضيحة إيران-كونترا في أواخر الثمانينات وأبرزهم وزير الدفاع السابق كاسبار واينبرغر. ووصف بوش واينبرغر الذي كان من المقرر أن يمثل أمام المحكمة في 5 يناير 1993 بتهم جنائية تتعلق بإيران كونترا «وطني أمريكي حقيقي».
بالإضافة إلى واينبرغر أصدر بوش عفواً عن دوان ر. كلاريدج وكلير إ. جورج وروبرت ماكفرلين وإليوت أبرامز وآلان ج. فيرس الابن. جميعهم كانوا قد اتهموا و/أو أدينوا بتهم جنائية من قبل مستشار مستقل برئاسة لورانس والش.

### الشهادات الفخرية
حصل جورج بوش الأب على شهادات فخرية من عدة جامعات أمريكية وعالمية بما في ذلك:
| العام | الجامعة والموقع                          | الشهادة                             |
| ----- | ---------------------------------------- | ----------------------------------- |
| 1981  | جامعة هوارد، واشنطون العاصمة             | دكتوراه في القانون                  |
| 1981  | جامعة القلب المقدس، فيرفيلد              | دكتوراه في القانون                  |
| 1982  | جامعة ميامي، أوكسفورد                    | دكتوراه في القانون                  |
| 1983  | جامعة ولاية أوهايو، كولومبوس             | دكتوراه في الرسائل الإنسانية        |
| 1989  | جامعة تكساس إيه اند إم، كوليج ستيشن      | دكتوراه                             |
| 1990  | جامعة ولاية أوكلاهوما، ستيلووتر          | دكتوراه في الاقتصاد                 |
| 1990  | جامعة ليبرتي، لينشبرغ                    | دكتوراه في الإنسانيات               |
| 1991  | جامعة برنستون، برينستون                  | دكتوراه في القانون                  |
| 1995  | كلية وليام وماري، ويليامزبرغ             | دكتوراه في القانون                  |
| 1999  | جامعة ولاية كونيتيكت المركزية، نيو بريتن | دكتوراه في القانون                  |
| 1999  | كلية واشنطن، تشيسترتاون                  | دكتوراه في الخدمة العامة            |
| 2009  | جامعة ماكاو، ماكاو، الصين                | دكتوراه في العلوم الاجتماعية        |
| 2011  | كلية دارتموث، هانوفر                     | دكتوراه في القانون                  |
| 2014  | جامعة هارفارد، كامبريدج                  | دكتوراه في القانون                  |
| 2016  | جامعة الاستخبارات الوطنية، بيثيسدا       | دكتوراه في الاستخبارات الاستراتيجية |

### الجوائز والتكريمات
في عام 1990 اختارته مجلة تايم بأنه شخصية العام. في عام 1991 منحت مؤسسة النصب التذكاري البحري الأمريكية جائزة البحار الوحيد لبوش لخدمته في القوات البحرية والخدمة الحكومية اللاحقة له. في عام 1993 قام استلم وسام الفارس الفخري الكبير وسام الحمام من قبل الملكة إليزابيث الثانية. في عام 2009 حصل على جائزة الإنجاز مدى الحياة وأُدْرِجَ في قاعة مشاهير الجولف العالمية بعد ذلك بعامين.

### الحملة الرئاسية 1992
في أوائل عام 1992 أعلن بوش أنه سيسعى لولاية ثانية. انتصار التحالف في حرب الخليج الثانية ورفع معدلات الموافقة جعل إعادة الانتخابات تبدو مرجحة. ونتيجة لذلك رفض العديد من كبار الديمقراطيين السعي للحصول على ترشيح حزبهم للرئاسة. على الجانب السلبي انخفضت شعبية بوش بسبب الركود الاقتصادي والشكوك حول ما إذا كان قد أنهى حرب الخليج الثانية بشكل صحيح.
تحدى كاتب العمود السياسي المحافظ بات بوكانان بوش من أجل ترشيح الحزب الجمهوري. صدم الخبراء السياسيين من خلال احتلاله المركز الثاني بنسبة 37٪ من الأصوات في الانتخابات التمهيدية في نيو هامبشاير. ورد بوش بتبنيه مواقف أكثر تحفظًا بشأن القضايا في محاولة لتقويض قاعدة بوكانان. بمجرد حصوله على الترشيح واجه بوش منافسه الديمقراطي حاكم أركنساس بيل كلينتون. هاجم كلينتون بوش كسياسي لم يكن يفعل ما يكفي لمساعدة الطبقة العاملة وكونه «بعيد عن الاتصال» مع الرجل العادي وهي فكرة عززها التقرير الخاطئ للمراسل أندرو روزنتال بأن بوش «مندهش» لرؤية مظاهرة قارئ الباركود سوبر ماركت.

الأصوات الانتخابية الرئاسية لعام 1992 حسب الولاية.

في أوائل عام 1992 حدث في سباق الترشح تطور غير متوقع عندما أطلق الملياردير من تكساس روس بيروت عرضاً من طرف ثالث مدعياً أنه لا جمهوري ولا ديمقراطي يمكنهم القضاء على العجز وجعل الحكومة أكثر كفاءة. ناشدت رسالته الناخبين من جميع أنحاء الطيف السياسي بخيبة أمل مع عدم إدراك المسئولين الماليين للطرفين. في وقت لاحق انحسر بيروت من السباق لفترة قصيرة ثم أعيد إدخاله مرة أخرى.
كان كلينتون في الأصل في الصدارة حتى دخل بيروت مرة أخرى مما أدى إلى تشديد السباق بشكل كبير. مع اقتراب يوم الانتخابات أشارت استطلاعات الرأي إلى أن السباق كان فاترًا لكن كلينتون انسحب من القمة مع 370 صوتًا انتخابيًا مقابل 168 صوتًا لبوش. فازت بيروت بنسبة 19٪ من الأصوات الشعبية وهي واحدة من أعلى المجاميع لمرشح خارجي في تاريخ الولايات المتحدة مستمدة بالتساوي من المرشحين الرئيسيين وفقا لاستطلاعات الرأي.
العديد من العوامل الرئيسية أدت إلى هزيمة بوش. ربما كان الاقتصاد المتعثر الذي نشأ من الركود هو العامل الرئيسي في خسارة بوش. في يوم الانتخابات قال 7 من 10 ناخبين أن الاقتصاد إما «ليس جيدًا» أو «ضعيفًا». عشية انتخابات عام 1992 بعد ظهور تقارير بطالة بلغت 7.8٪ (وهي أعلى نسبة منذ عام 1984) كان الركود الاقتصادي قد ساهم في انخفاض حاد في معدل قبوله - إلى 37٪ فقط.
وأشار الجمهوريون المحافظون إلى أن اتفاق بوش لعام 1990 لزيادة الضرائب يتناقض مع تعهداته الشهيرة «اقرأ شفتي: لا ضرائب جديدة». وبفعله هذا أدى إلى نفور العديد من أعضاء قاعدته المحافظة عنه حيث فقد دعمه لإعادة انتخابه. وفقا لأحد الاستطلاعات من الناخبين الذين استشهدوا تعهد بوش «لا ضرائب جديدة» بأنه «مهم جدا» صوت ثلثا لصالح بيل كلينتون. وكان بوش قد رفع الضرائب في محاولة لمعالجة عجز متزايد في الموازنة والذي يعزى إلى حد كبير إلى التخفيضات الضريبية التي فرضها ريغان والإنفاق العسكري في الثمانينات. لم تؤد زيادة عائدات الضرائب إلى إلحاق الضرر بتصديقه لدرجة أنه منعها من الوصول إلى أعلى مستوى لها 89٪ بحلول فبراير 1991 أثناء حرب الخليج الثانية وبعد أربعة أشهر من التصويت الضريبي.

### الصورة العامة

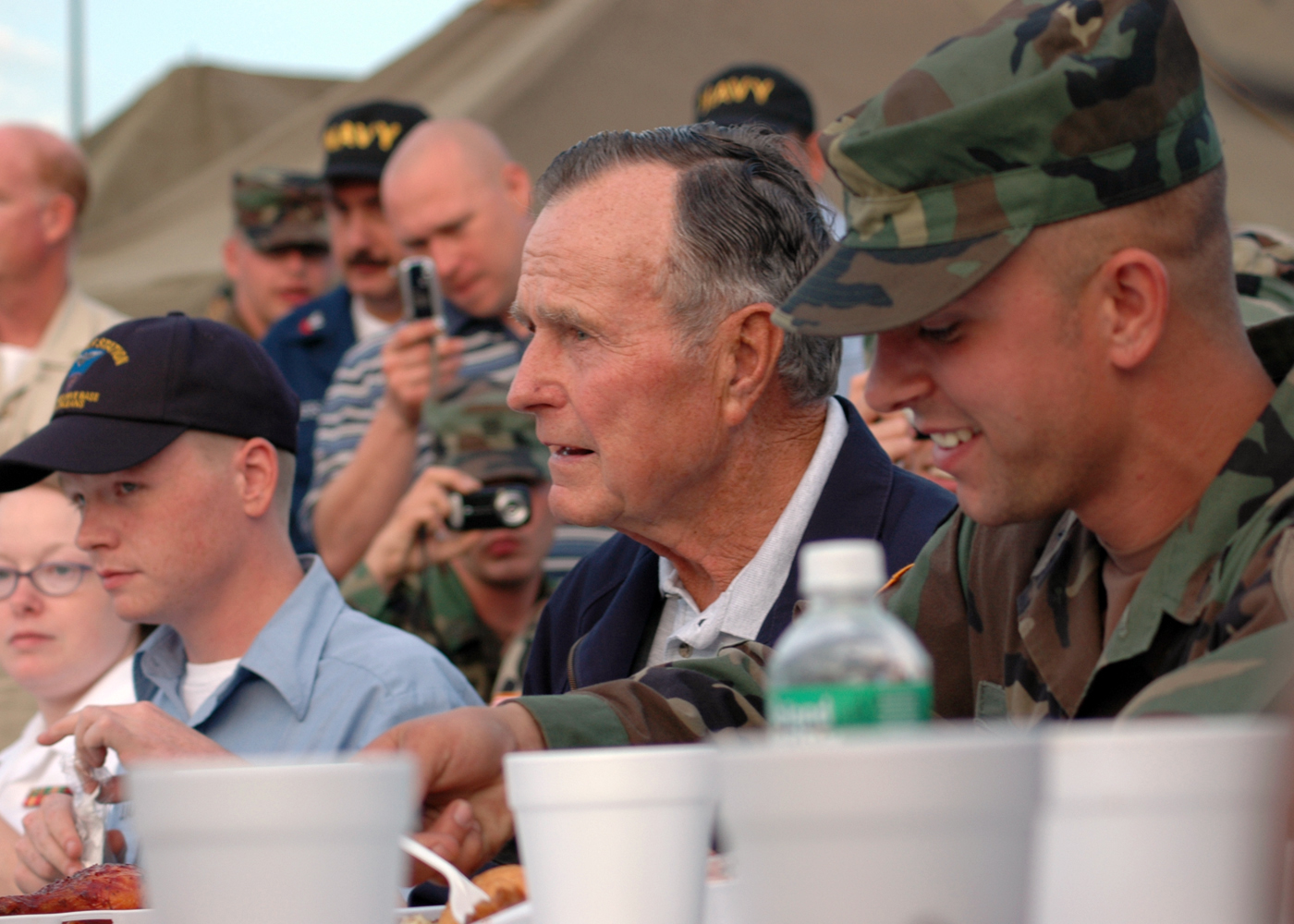
بوش يزور موظفي قاعدة الاحتياط الجوية البحرية المشتركة في نيو أورليانز قبل أن يتلقى موجزات عن حالة جهود الإغاثة لفريق العمل المشترك في كاترينا في أكتوبر 2005.

كان ينظر إلى جورج بوش على نطاق واسع على أنه الرئيس «المؤقت» البراغماتي الذي كان يفتقر إلى موضوع موحّد وملزم على المدى الطويل في جهوده. وبالفعل فإن لدغة بوش السليمة حيث يشير إلى موضوع الغاية الشاملة «كأمر الرؤية» أصبحت رمزًا يُطبق على شخصيات سياسية أخرى متهمة بمصاعب مشابهة. قال الكاتب جورج ويل: «لا يقول لماذا يريد أن يكون هناك. لذلك لا يعرف الجمهور لماذا يجب أن يهتم إذا كان في طريقه».
وقد أدى كتابه رابطة اللبلاب والتعليم ما قبل المدرسة إلى تحذيرات من قبل المستشارين بأن صورته كانت «مزدحمة» للغاية في عام 1980 مما أدى إلى جهود متعمدة في حملته عام 1988 للتخلص من الصورة بما في ذلك مقابلة الناخبين في المصانع ومراكز التسوق والتخلي عن الخطابات التي أقيمت. وكان مدير حملة بوش روجر أيلز وآخرين قلقين من أن بوش كان يُنظر إليه على أنه «مذنب». وضع بوش تلك الصورة للراحة عندما أظهر غضبا واضحا خلال مقابلة مع دان راذير في 25 يناير 1988.
وقد اعتبرت قدرته على الحصول على دعم دولي واسع لحرب الخليج الثانية ونتائج الحرب انتصارا دبلوماسيا وعسكريا على حد سواء موقفا موافقة الحزبين على الرغم من قراره الانسحاب دون إزالة صدام حسين ترك مشاعر مختلطة والانتباه عاد إلى الجبهة الداخلية والاقتصاد المتوتر. وصفت مقالة في صحيفة نيويورك تايمز بوش عن طريق الخطأ عندما فوجئت برؤية قارئ الباركود في السوبرماركت وقد أدى تقرير رد فعله إلى تفاقم الفكرة القائلة بأنه كان «خارج الاتصال». في خضم ركود أوائل التسعينيات تحولت صورته من «البطل المنتصر» إلى «السياسي الذي أزعجته المسائل الاقتصادية».
على الرغم من أن بوش أصبح أول رئيس جمهوري منتخب منذ هوفر في عام 1932 ليخسر محاولة إعادة الانتخاب (التي تواجه نسبة تأييد تبلغ 34٪ قبل انتخابات 1992) فإن المزاج لم يدم. على الرغم من هزيمته تراجع بوش عن مستويات الموافقة يوم الانتخابات لتخلي عن منصبه في عام 1993 حيث حصل على نسبة موافقة على الوظائف 56٪. وبحلول ديسمبر 2008 أعطى 60٪ من الأمريكيين رئاسة بوش تصنيفًا إيجابيًا.

## ما بعد الرئاسة (1993 - 2018)

### خلال رئاسة كلينتون
عند مغادرته منصبه تقاعد بوش مع زوجته باربارا وانتقل مؤقتاً إلى منزل صديق بالقرب من مجتمع تانغلوود في هيوستن حيث كانوا مستعدين لبناء دار تقاعد دائمة في مكان قريب. في النهاية قاموا ببناء بيت تقاعدهم في مجتمع ويست أوكس بالقرب من تانغلوود. كان لديهم مكتب رئاسي داخل مبنى بارك لوريت على ميموريال درايف. وكتبت ميمي سوارتز من ناشونال جيوغرافيك أن «الشجعان متعطشون للغاية للعيش في نهر أوكس». قضوا فصل الصيف في نقطة ووكر في كينبونكبورت بولاية مين.

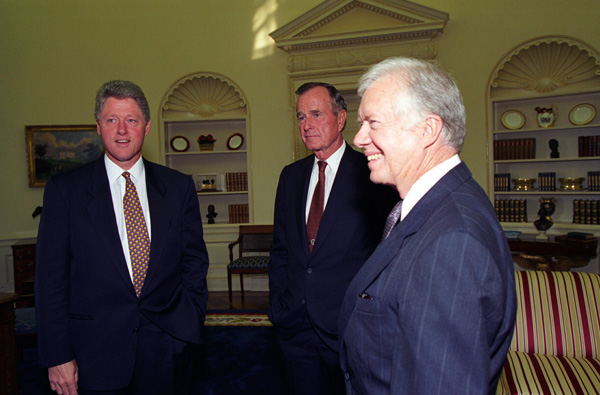
الرئيس بيل كلينتون يلتقي بالرؤساء السابقين جورج بوش الأب وجيمي كارتر في البيت الأبيض في سبتمبر 1993.

في عام 1993 اُسْتُهْدِفَ بوش في مؤامرة اغتيال عندما زار الكويت لاحياء ذكرى انتصار التحالف على العراق في حرب الخليج الثانية. اعتقلت السلطات الكويتية 17 شخصا زعم تورطهم في استخدام سيارة مفخخة في محاولة لقتل بوش. من خلال المقابلات مع المشتبه بهم وفحص دائرته وتوصيله أثبت مكتب التحقيقات الفيدرالي أن المؤامرة كانت موجهة من قبل جهاز المخابرات العامة العراقية. وأدانت محكمة كويتية في وقت لاحق جميع المتهمين باستثناء واحد. بعد شهرين انتقم كلينتون عندما أمر بإطلاق 23 صاروخ جوال على مقر المخابرات العراقية في بغداد. قبل يوم من الضربة ذهبت السفيرة الأمريكية لدى الأمم المتحدة مادلين أولبرايت أمام مجلس الأمن لتقديم أدلة على المؤامرة العراقية. بعد إطلاق الصواريخ قال نائب الرئيس آل جور أن الهجوم «كان يهدف إلى أن يكون ردا متناسبا في المكان الذي دبرت فيه هذه المؤامرة لاغتيال بوش».
في سبتمبر 1993 تمت دعوة بوش وغيره من الرؤساء السابقين الأحياء إلى البيت الأبيض للتوصل إلى اتفاق سلام عربي إسرائيلي. كما قدموا القضية إلى كلينتون لإلغاء اتفاق نافتا.
في أبريل 1994 حضر بوش جنازة ريتشارد نيكسون.
في انتخابات حكام الولايات المتحدة عام 1994 كان أبنائه جورج دبليو وجيب يتنافسان في الوقت نفسه على منصبي حاكم ولاية تكساس وحاكم فلوريدا. وكثيرا ما كان الرئيس بوش يتصل هاتفيا بمقر الحملة للحصول على آخر الأخبار عن الترشح. فاز جورج دبليو في سباقه ضد آن ريتشاردز في حين خسر جيب من لوتون شيليز. بعد ظهور النتائج قال بوش الأب لهيئة الإذاعة الأمريكية: «لدي مشاعر مختلطة للغاية. والد فخور وهي الطريقة التي سأجمع بها كل شيء». سيترشح جيب مرة أخرى لمنصب حاكم ولاية فلوريدا في عام 1998 ويفوز في نفس الوقت الذي فاز فيه أخاه جورج دبليو بإعادة الانتخاب في تكساس. كانت هذه هي المرة الثانية في تاريخ الولايات المتحدة التي يترشح فيها أخان في نفس الوقت كحكام ولاية.
من 1993 إلى 1999 شغل منصب رئيس مجلس الأمناء لزمالات أيزنهاور ومن 2007 إلى 2009 كان رئيسًا لمركز الدستور الوطني.
في 28 سبتمبر 1994 قال بوش أنه يعارض إرسال قوات أمريكية إلى هايتي مشيرا إلى فقدانه الثقة في رئيس هايتي جان برتران أريستيد أثناء حديثه مع رجال الأعمال والزعماء المدنيين في هيوستن.
ففي خطاب ألقاه في 22 أكتوبر 1994 في كانكون بالمكسيك قال بوش أن التاريخ سوف يبرر عدم محاولته إجبار صدام على الخروج من السلطة أثناء توليه منصبه: «إن محادثات السلام في الشرق الأوسط التي تقدم الأمل للعالم لم تكن لتكن لو بدأت فعل ذلك لما كان العرب يتكلمون معنا».

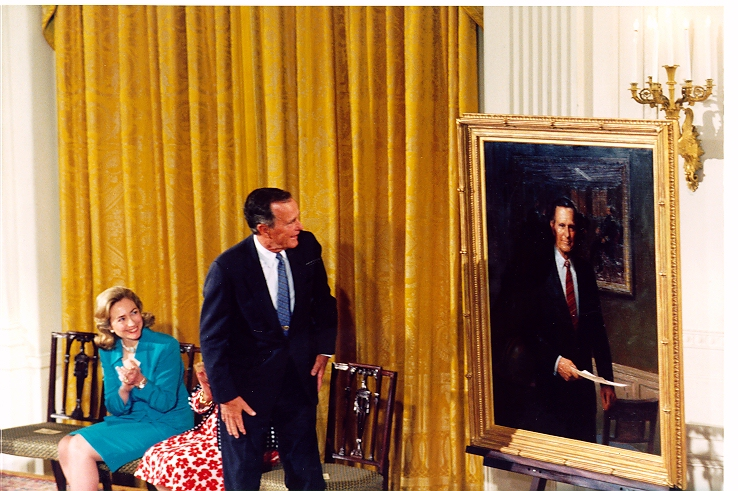
إزاحة الستار عن لوحة رسمية لجورج بوش في الغرفة الشرقية للبيت الأبيض في عام 1995.

في 17 يوليو 1995 عاد بوش إلى البيت الأبيض لإزاحة الستار عن صورته الرسمية في حفل الغرفة الشرقية حضره أعضاء سابقون في إدارته.
في سبتمبر 1995 التقى بوش مع رئيس فيتنام لو دوك آنه وسكرتير الحزب دو موي في فيتنام. في الثاني من سبتمبر شارك بوش وابنه جورج دبليو في موكب إحياء ذكرى الحرب العالمية الثانية في فريدريكسبورغ في تكساس حيث كان بوش الأب قد جعل الولايات المتحدة متحدة في أعقاب الهجوم على بيرل هاربر وشدد على أن أمريكا ستضطر إلى التدخل في الشؤون العالمية لمواصلة وحدته.
في 26 يوليو 1996 التقى بوش مع المرشح الجمهوري للرئاسة بوب دول وتعهد بأنه سيفعل كل ما بوسعه للمساعدة في ضمان فوز دول في الانتخابات الرئاسية المقبلة. التقى الاثنان مرة أخرى في أكتوبر في حين كان دول يستعد للمناقشات القادمة مع الرئيس كلينتون. تجربة بوش في مناقشة كلينتون دفعت دول إلى البحث عن نصيحته.
في فبراير 1997 أقر بوش السلاح الكيميائي الذي يحظر معاهدة بدعم من وزيرة الخارجية الأمريكية مادلين أولبرايت قائلا أن الولايات المتحدة ستحتاج إلى الموافقة على المعاهدة قبل الموعد النهائي في أبريل.
في أبريل 1997 ألقى بوش كلمة في مؤتمر لعقد مؤتمر في عطلة نهاية الأسبوع يحلل رئاسته وانضم إلى الرئيس بيل كلينتون والرئيس السابق فورد ونانسي ريغان في التوقيع على «إعلان قمة الالتزام» في الدعوة إلى مشاركة المواطنين العاديين في حل القضايا المحلية داخل الولايات المتحدة. أيضا في أبريل 1997 غُيِّرَ اسم مطار هيوستن الدولي إلى مطار جورج بوش الدولي بعد أن تلقى الاقتراح موافقة بالإجماع من مجلس مدينة هيوستن. دخلت عملية إعادة التسمية حيز التنفيذ في الثاني من مايو حيث كان بوش يترأس الاحتفالات بينما كان يقوم برحلة استغرقت 50 دقيقة أثناء التغيير الرسمي.

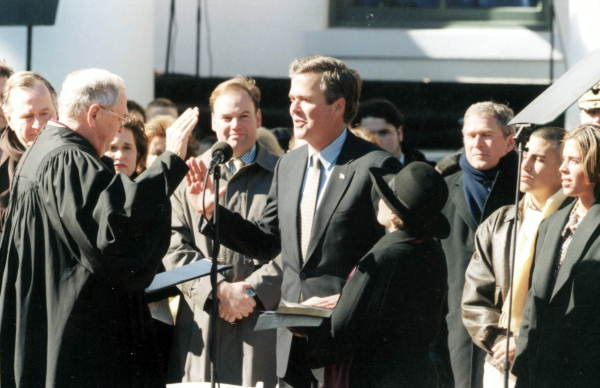
حفل تنصيب جيب بوش في يناير 1999.

في أغسطس 1997 وافق بوش على إجراء مقابلة مع صحيفة نيويورك تايمز طالما أنه لن يُصَوَّرْ على أنه يعطي الفضل لنفسه على صفقة الموازنة المتوازنة التي شكلها الرئيس كلينتون ورئيس مجلس النواب نيوت جينجريتش. خلال مقابلة عبر الهاتف أعلن اعتقاده بأن التاريخ سيوضح أن إدارته وضعت الأساس للاتفاق.
كان الرئيس بوش الرئيس الفخري لنقاط الضوء وهي منظمة دولية غير ربحية مكرسة لإشراك المزيد من الناس والموارد في حل المشاكل الاجتماعية الخطيرة من خلال الخدمة التطوعية.
في يناير 1999 تحدث بوش في قاعة مجلس الشيوخ القديمة كجزء من سلسلة محاضرات للشيوخ في خطاب تحذير ضد انهيار اللياقة السياسية والغزوات في خصوصية الأفراد.
في فبراير 1999 كان بوش جزءًا من الوفد الأمريكي إلى تشييع ملك الأردن الحسين بن طلال في عمان.
في أبريل 1999 دعا بوش إلى إطلاق سراح دكتاتور تشيلي السابق أوغستو بينوشيه عندما اعتقلته إسبانيا وسعت لمحاكمته بسبب انتهاكات حقوق الإنسان.
في مايو 1999 قام بوش وزوجته باربارا بتكريم ستة من كبار السن خلال التكريم السنوي لأبطال الشباب بلا حدود في شيكاغو في إلينوي.

### خلال رئاسة جورج بوش الابن

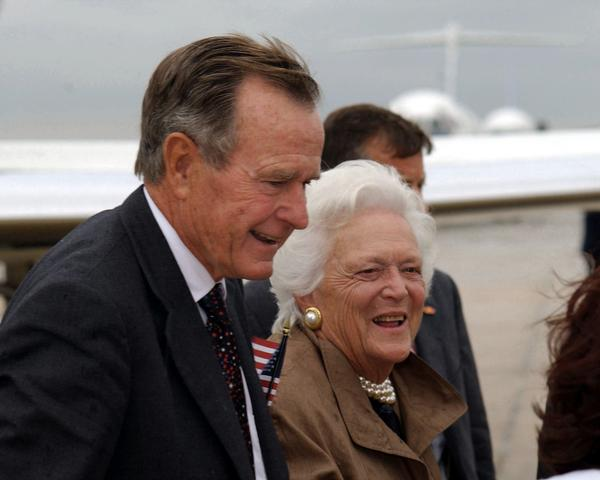
جورج وباربارا بوش في عام 2001.

نُصِّبَ ابنه البكر جورج دبليو بوش كرئيس للولايات المتحدة الثالث والأربعين في 20 يناير 2001 وأعيد انتخابه في عام 2004. من خلال الإدارات السابقة كان الرئيس بوش يعرف في كل مكان باسم «جورج بوش» أو «الرئيس بوش» ولكن بعد انتخاب ابنه فإن الحاجة للتمييز بينهما جعلت من أشكال الاسترجاع مثل «جورج إتش دبليو بوش» و «جورج بوش الأب» والعامية مثل «بوش 41» و «بوش الأكبر» أكثر شيوعا. كان بوش الأب مسافرا إلى ولاية مينيسوتا للمشاركة في إلقاء خطاب في يوم أحداث 11 سبتمبر 2001. قام جورج دبليو بمكالمات متعددة للتواصل مع والده قبل إعادة الاتصال بين الرجلين بعد أن ذهب بوش الأب إلى أحد فنادق بروكفيلد في ويسكنسون. وقد أخبر بوش كاتب السيرة الذاتية جون ميشام أن نائب رئيسه ديك تشيني خضع لتغيير في أعقاب أحداث 11 سبتمبر: «يبدو أنه يبدو مفصلاً إلى الرجال الحقيقيين الذين يقاتلون في كل شيء ويستخدمون القوة في شق طريقنا في الشرق الأوسط».
في ديسمبر 2002 سعى جورج دبليو إلى الحصول على مشورة من بوش الأب فيما يتعلق بالعراق وأبلغه «بجهودي لحشد السعوديين والأردنيين والأتراك وغيرهم في الشرق الأوسط».
بعد سقوط بغداد أشاد بوش الأب وجورج دبليو في رسالة بريد في أبريل 2003 إلى الرئيس الحالي. في مقابلة مع بي بي سي في 14 سبتمبر 2003 أعلن بوش دعمه لاستمرار حرب ابنه ضد الإرهاب وكانت الولايات المتحدة في حالة أفضل من حيث حماية نفسها من الإرهاب أكثر مما كان عليه قبل عامين. بينما كان يزور مركز هيوستن الطبي في 17 ديسمبر قال بوش للصحفيين عن ارتياحه للقبض على صدام حسين.
حضر الرئيس والسيدة بوش الجنازة الرسمية لرونالد ريغان في يونيو 2004 وجيرالد فورد في يناير 2007. بعد شهر واحد حصل على جائزة رونالد ريغان للحرية في بيفرلي هيلز في كاليفورنيا من قبل السيدة الأولى السابقة نانسي ريغان. على الرغم من اختلافات بوش السياسية مع بيل كلينتون إلا أن التقارير أقرت بأن الرئيسين السابقين أصبحا صديقين. ظهر هو وكلينتون معا في الإعلانات التلفزيونية في عام 2005 وتشجيع المساعدات لضحايا إعصار كاترينا وزلزال وتسونامي المحيط الهندي 2004.

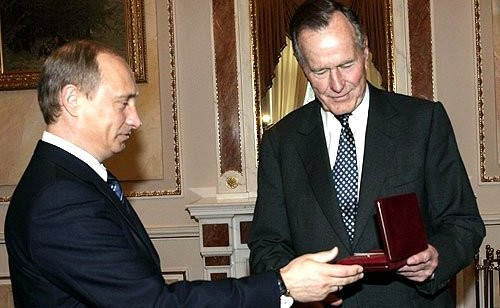
بوش (إلى اليمين) مع الرئيس الروسي فلاديمير بوتين عندما حصل على ميدالية اليوبيل "60 عامًا من النصر في الحرب الوطنية العظمى 1941-1945" من بوتين عام 2005.

في أكتوبر 2004 ساند بوش بيت سيزيس وتيد بو في انتخابات الكونغرس في تكساس.
في فبراير 2006 ألقى بوش خطاب خلال تأبين جنازة كوريتا سكوت كينغ.
في 2 مارس 2006 أعلن الرئيس بوش أن والده سيقود الوفد الأمريكي إلى تنصيب الرئيس المنتخب لجمهورية البرتغال أنيبال كافاكو سيلفا.
في سبتمبر 2006 قام بوش بحملة انتخابية لمرشح مجلس الشيوخ عن ولاية نيوجيرسي توماس كين الابن حيث أشاد به مشيراً إلى احترامه لكون مطالبه باستقالة وزير الدفاع الأمريكي رامسفيلد. خسر كين في الانتخابات. في الشهر التالي كُرِّمَ من قبل المؤسسة الوطنية الإيطالية الأمريكية مع جائزة أمريكا واحدة لجمع التبرعات مع بيل كلينتون لضحايا زلزال عام 2004 في المحيط الهندي وتسونامي وإعصار كاترينا.
في 18 فبراير 2008 أيد بوش رسمياً السناتور جون ماكين لرئاسة الولايات المتحدة. وقد أعطى هذا التأييد دفعة لحملة ماكين لأن عضو مجلس الشيوخ عن ولاية أريزونا كان يواجه انتقادات بين العديد من المحافظين. أثناء رحلته إلى طوكيو باليابان قال بوش أنه سيشن حملة قوية ضد السناتورة هيلاري كلينتون إذا كانت ستبدأ في الحصول على ترشح للرئاسة.
في مارس 2008 التقى بوش مع رئيس جمهورية الصين الشعبية هو جينتاو الذي أشاد بوش لمحاولاته الرامية إلى تنسيق العلاقات بين الولايات المتحدة والصين.

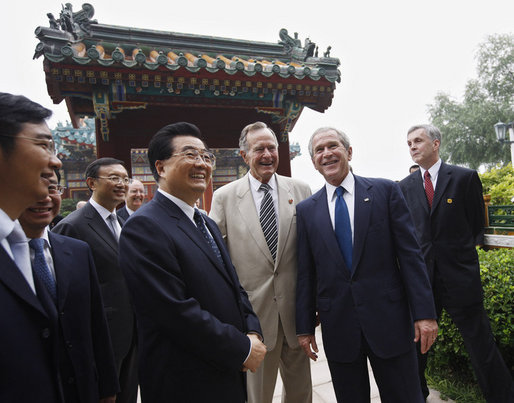
جورج بوش الأب مع جورج بوش الابن والرئيس الصيني هو جينتاو في بكين عاصمة جمهورية الصين الشعبية في 10 أغسطس 2008.

خلال خطاب ألقاه في جامعة كانساس في 16 نوفمبر 2008 قال بوش أن الرئيس المنتخب أوباما سيواجه قضايا متنوعة عند توليه منصبه وتجربة موجة من الحماس.
في 10 يناير 2009 كان كل من جورج بوش الأب وجورج بوش الابن حاضرين في بدء مهمة يو إس إس جورج بوش (CVN-77) حاملة طائرات العاشرة والأخيرة من طراز نيميتز في البحرية الأمريكية. قام بوش بزيارة حاملة الطائرات مرة أخرى في 26 مايو 2009.

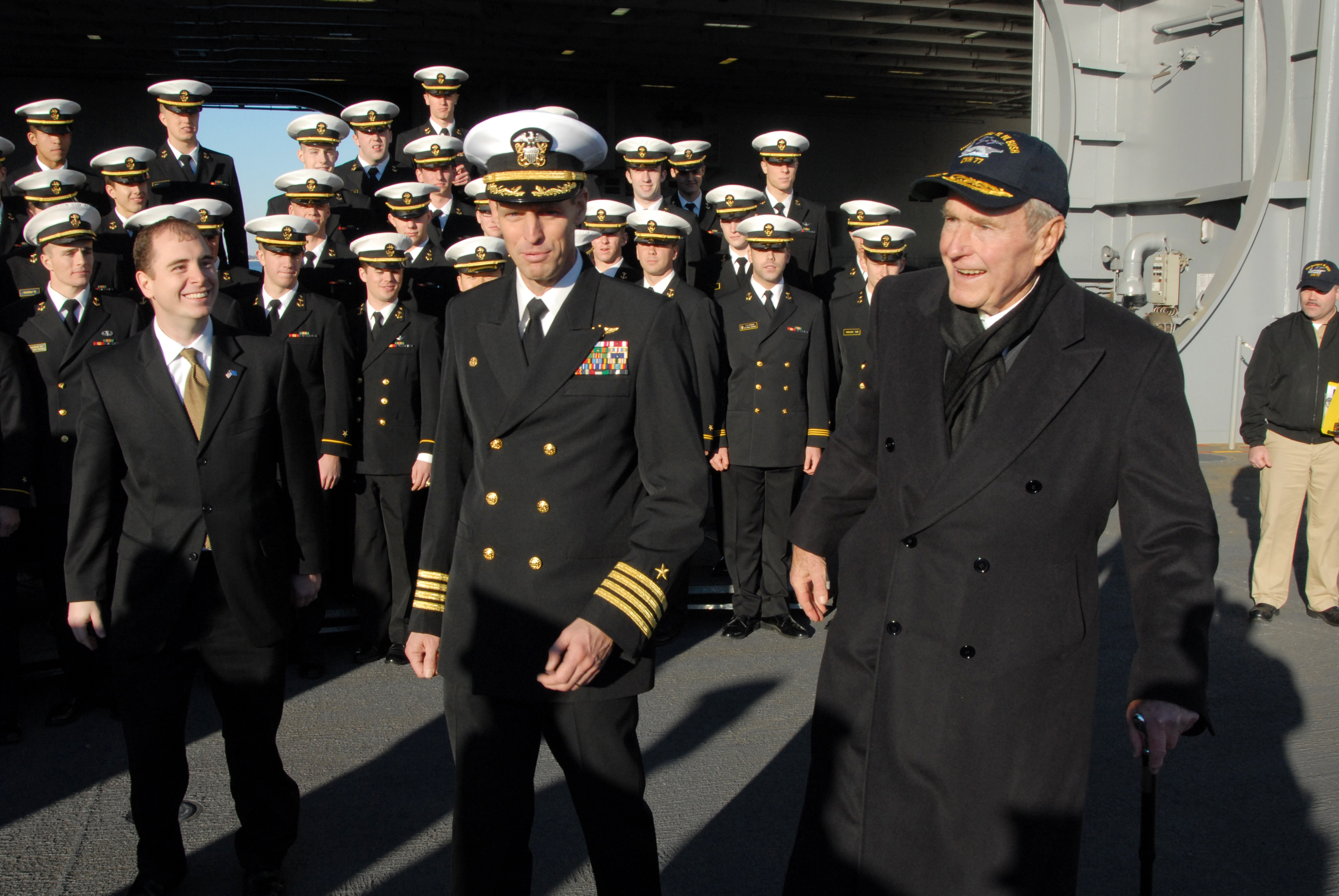
النقيب كيفن إي أوفلاهرتي ضابط حاملة الطائرات يو إس إس جورج بوش (CVN-77) يرافق الرئيس السابق جورج بوش الأب في عام 2009.

### خلال رئاسة أوباما
في يونيو 2009 خرج بوش لدعم سونيا سوتومايور لتلقي جلسات استماع عادلة في ترشيحها للعدالة القضائية للمحكمة العليا. «اُسْتُدْعِيَتْ من قبل شخص ما عنصري مرة واحدة. هذا ليس صحيحًا. أعني هذا ليس عدلاً. إنه لا يساعد العملية. أنت خارج اسم الاتصال. لذا دعهم يقرروا من يريدون التصويت والحصول على من».

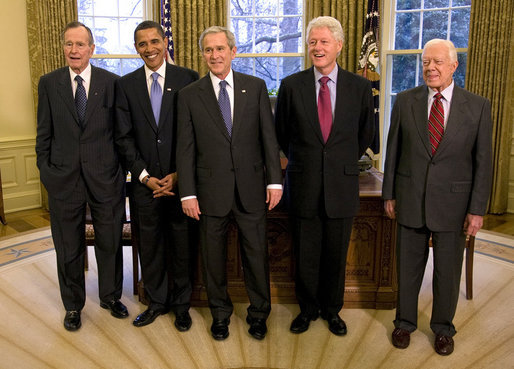
أربعة رؤساء ورئيس واحد منتخب آنذاك. من اليسار إلى اليمين: جورج بوش الأب وباراك أوباما وجورج دبليو بوش وبيل كلينتون وجيمي كارتر. صورة التقطت في المكتب البيضاوي في 7 يناير 2009. تولى أوباما منصبه رسميًا بعد ثلاثة عشر يومًا.

في أكتوبر 2009 انتقد بوش الانتقادات المتفشية للأزمنة الحالية مما يعكس أنه لم يحصل على مثل هذا «يوما بعد يوم» خلال فترة رئاسته واسمه كيث أولبرمان وراتشيل مادو من إم إس إن بي سي كأمثلة. وخلال هذا الشهر في 16 أكتوبر انضم بوش إلى الرئيس باراك أوباما على خشبة المسرح في جامعة تكساس إيه اند إم للترويج للتطوع.
على خطى والده وجده كان بوش لاعب غولف نهم. في عام 2011 أُدْرِجَ في قاعة مشاهير الجولف العالمية.
في 15 فبراير 2011 حصل على وسام الحرية الرئاسي - أعلى تكريم مدني في الولايات المتحدة - من قبل الرئيس باراك أوباما.
في 29 مارس 2012 ساند بوش ميت رومني لترشيح الحزب الجمهوري للرئاسة في انتخابات 2012 الرئاسية. وذكرت إن بي سي نيوز أن بوش اختار دعم رومني قبل ثلاثة أشهر.
في يوليو 2013 كان بوش يحلق رأسه في عرض دعم لابنه البالغ من العمر عامين لأحد أفراد أمنه الذي كان يعاني من اللوكيميا. في 7 يوليو التقى بوش مع غابرييل جيفوردز في جزء من جولتها حول الحقوق والمسؤوليات لمدة أسبوع والتي دعت إلى توسيع عمليات فحص الخلفية فيما يتعلق بمشتريات الأسلحة النارية.

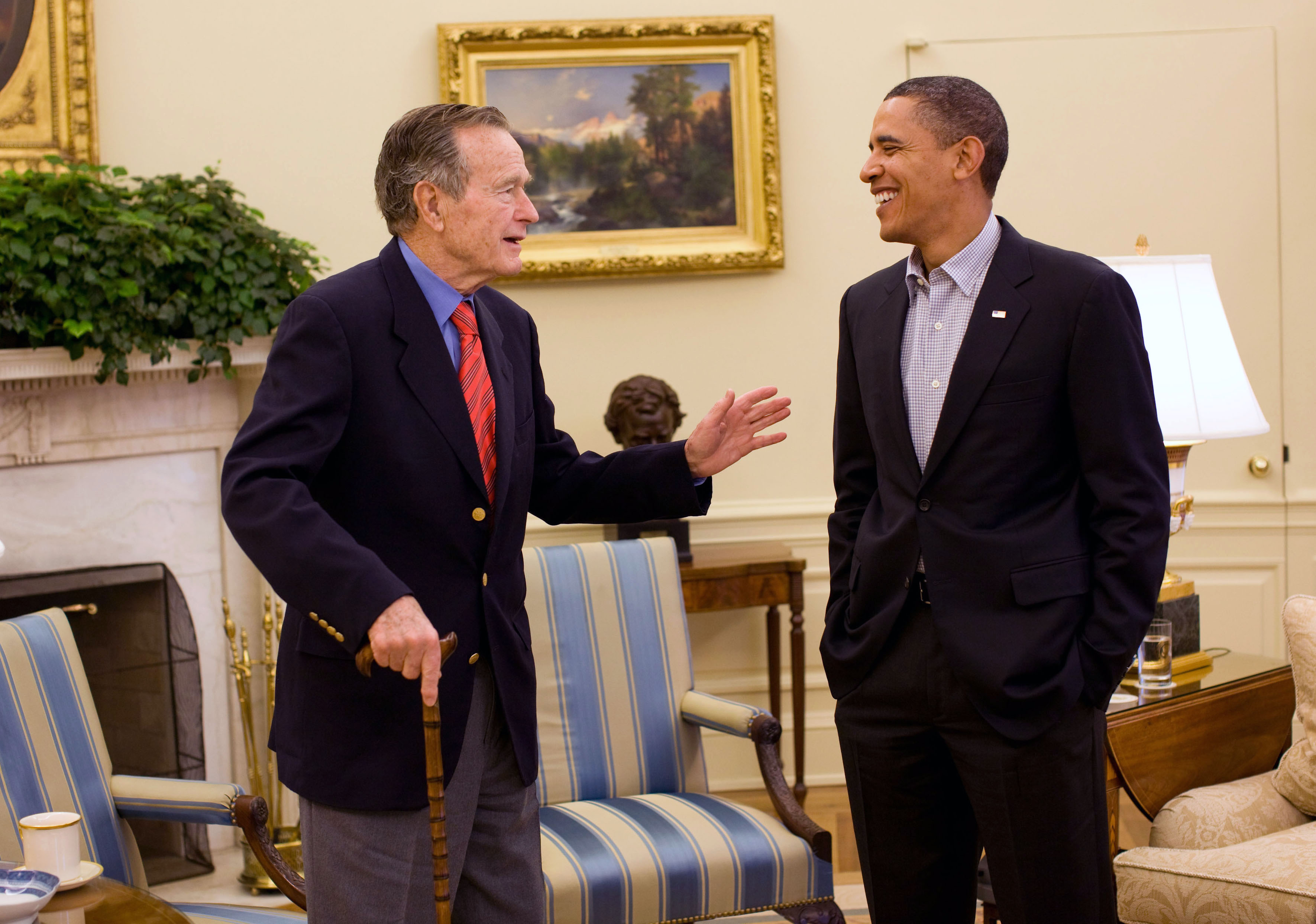
بوش يلتقي الرئيس باراك أوباما في المكتب البيضاوي في 30 يناير 2010.

في أبريل 2014 نظم فريدريك د. مكلور الرئيس التنفيذي لمؤسسة مكتبة بوش تجمعاً دام ثلاثة أيام في كوليدج بارك بولاية تكساس للاحتفال بالذكرى السنوية الخامسة والعشرين لإدارة بوش. أيضا في أوائل عام 2014 قدمت مؤسسة مكتبة جون كينيدي جائزة سيرة شجاعة لبوش وماونت فيرنون منحته جائزة سيروس أ. أنصاري الأولى. قُدِّمَتْ جائزة مؤسسة كينيدي من قبل جاك شلوسبيرغ حفيد الرئيس الراحل إلى لورين بوش التي استلمتها نيابة عن جدها. وقدمت جائزة أنصاري في هيوستن إلى أنصاري وباربرا لوكاس وريان كروكر وعميد مدرسة بوش منذ يناير 2010 وباربرا بوش وكيرت فيبرانز بحضور الرئيس السابق. ووجه بوش 50 ألف دولار من الجائزة إلى كلية بوش الحكومية في جامعة تكساس إيه اند إم و25 ألف دولار ستمول الرسوم المتحركة عن معركة يوركتاون لماونت فيرنون. فيبيرنز ولوكاس مثلوا ماونت فيرنون في العرض.
في 12 يونيو 2014 حقق بوش وعدًا طويلًا من خلال هبوط بالمظلات في عيد ميلاده التسعين. قام بالقفز بالمظلة من طائرة هليكوبتر بالقرب من منزله في الساعة 11:15 صباحا في كينيبانكبورت بولاية مين. كانت القفزة هي المرة الثامنة التي تغلب فيها الرئيس السابق بما في ذلك قفزات في عيد ميلاده ال80 وال85 على التوالي. كان قد قام بالتغريد عن الحادث قبل القفزة قائلا: «إنه يوم رائع في مين - في الواقع جميل بما فيه الكفاية لقفزة بالمظلة».

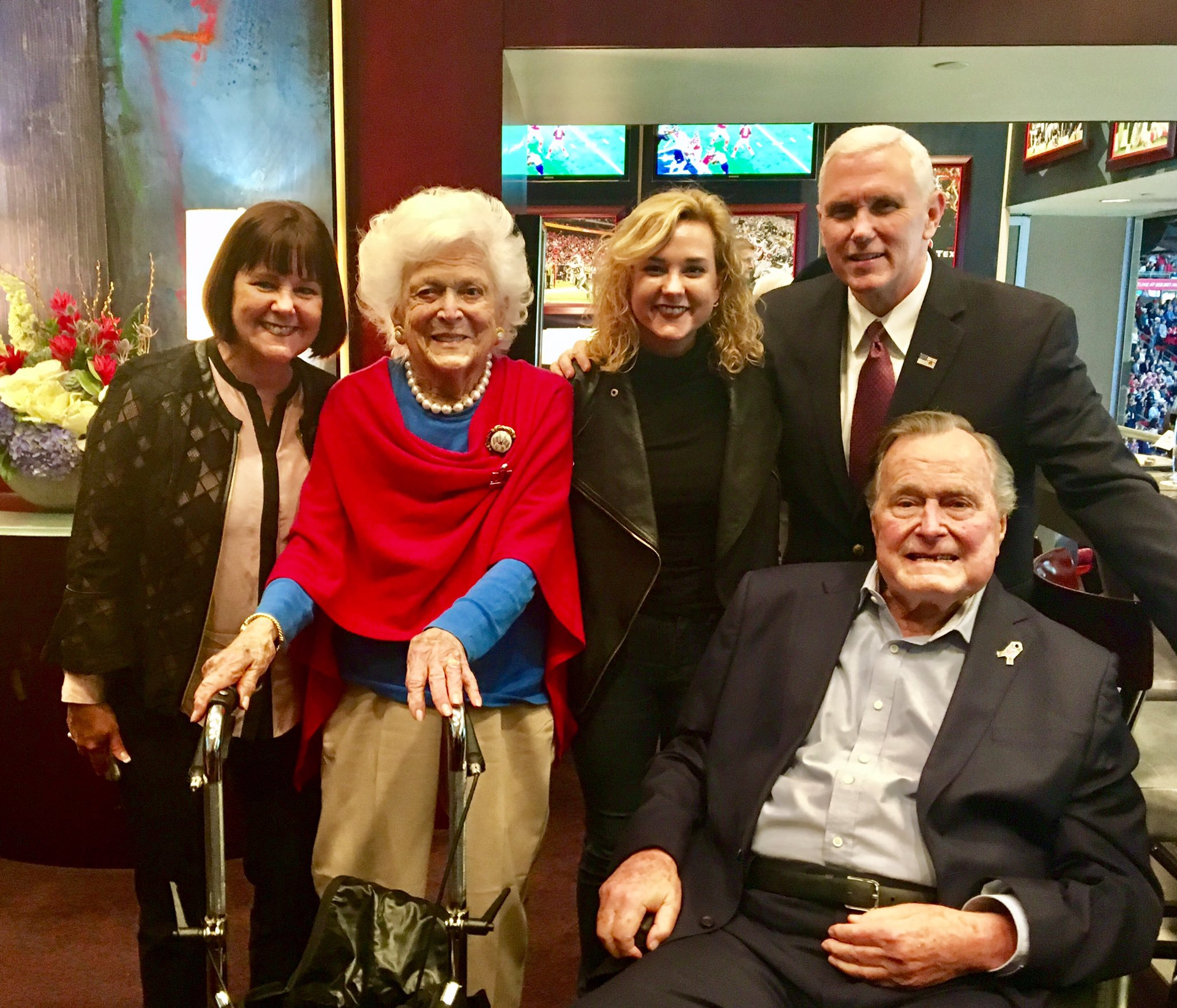
بوش مع نائب الرئيس مايك بنس والعائلة الزوجة كارين والابنة تشارلوت في سوبر باول في عام 2017.

في 7 ديسمبر 2016 احتفل بوش والسناتور السابق بوب دول بالذكرى 75 للهجوم على بيرل هاربر من خلال الظهور في كلية بوش للحكم والخدمة العامة في جامعة تكساس إيه آند إم.

#### انتخابات 2016
في نوفمبر 2014 أكد جورج دبليو أن والده أراد أن يُطلق جيب عرضًا رئاسيًا في عام 2016. قرر جيب الترشح للرئاسة لكنه كافح وانسحب من الانتخابات التمهيدية الجمهورية في موجة من المشاعر المناهضة للمؤسسة بقيادة دونالد ترامب. ظهر كل هؤلاء الثلاثة على أنهم منتقدون متكررون لسياسات ترامب وأسلوبه في الحديث في حين انتقد ترامب مرارا رئاسة جورج دبليو بوش. جورج بوش الأب قال في وقت لاحق أنه صوت لصالح المرشحة الديمقراطية هيلاري كلينتون في الانتخابات العامة بدلاً من ترامب. بعد فوز ترامب في الانتخابات أرسل بوش له رسالة تهنئة.

### خلال رئاسة ترامب
في 5 فبراير 2017 شارك جورج وباربارا بوش في رمي العملة في المباراة النهائية لبطولة كرة القدم الأمريكية.
في 16 أغسطس 2017 أصدر بوش وابنه جورج دبليو بيانًا مشتركًا أدانا فيه العنف في احتجاجات شارلوتسفيل 2017.
في 7 سبتمبر 2017 عقد بوش شراكة مع الرؤساء السابقين كارتر وكلينتون وجورج دبليو بوش وأوباما للعمل مع مناشدة أمريكا موحدة لمساعدة ضحايا إعصار هارفي وإعصار إيرما في مجتمعات ساحل الخليج وتكساس.

## الحياة الشخصية

### العقيدة
نشأ بوش في الكنيسة الأسقفية الأمريكية ولكن مع نهاية حياته اعتُبرت معتقداته الدينية الواضحة أكثر انسجاما مع العقيدة والممارسات المسيحية الإنجيلية. واستشهد بلحظات مختلفة في حياته التي عمقت إيمانه بما في ذلك هروبه من القوات اليابانية في عام 1944 ووفاة ابنته روبن البالغة من العمر ثلاث سنوات في عام 1953. وقد انعكس إيمانه في خطاب نقاط الضور الألف ودعمه للصلاة في المدارس ودعمه للحركة المؤيدة للحياة (بعد انتخابه نائبا للرئيس).
بعد وفاة زوجته في أبريل 2018 أصدر بوش بياناً من خلال المتحدث باسمه قائلاً في جزء منه: "لدينا إيمان أنها في السماء ونحن نعلم أن الحياة سوف تستمر - كما لو أنها ستحصل عليها. لذلك عبور شجيرات قبالة الخاص بك في يوم وفاته أخبر صديقه جيمس بيكر بوش أنه ذاهب إلى الجنة. أجاب بوش "جيد. هذا هو المكان الذي أريد أن أذهب إليه".

### الصحة وطول العمر
في عام 1991 كشفت صحيفة نيويورك تايمز أن بوش كان يعاني من داء غريفز وهي حالة غير درقية غير معدية أصيبت بها زوجته باربرا أيضا.
في 24 فبراير 2000 كان بوش يقف في حفل استقبال لمدة 90 دقيقة عندما شعر بالدوار. أُدْخِلَ إلى مستشفى يعاني من اضطراب نظم قلبي. عندما خرج بوش بعد ثلاثة أيام قال أطبائه أنه استعاد ضربات قلبه الطبيعية. في 11 مارس 2007 أغمي على بوش في ملعب للجولف وأُدْخِلَ إلى مركز أيزنهاور الطبي في رانشو ميراج في كاليفورنيا ولكنه خرج في صباح اليوم التالي.
في يوليو 2015 تعرض بوش لإصابة في الرقبة. في سن الـ 91 في أكتوبر من ذلك العام كان يرتدي دعامة عنق في أول مشاركة له منذ الحادث عندما ألقى أول احتفالية على هيوستن أستروس في مينيت ميد بارك. كتب بوش رسالة إلى الرئيس المنتخب دونالد ترامب في يناير 2017 لإبلاغه أنه بسبب سوء حالته الصحية لن يتمكن من حضور تنصيب دونالد ترامب في 20 يناير. قدم له أطيب تمنياته. في 18 يناير أُدْخِلَ إلى وحدة العناية المركزة في مستشفى هيوستن الميثوديست حيث خُدِّرَ لإجراء عملية لعلاج مشكلة تنفسية حادة نابعة من الالتهاب الرئوي. بعد ثلاثة أشهر تعرض لتكرار الالتهاب الرئوي وأُدْخِلَ إلى المستشفى.
في 25 نوفمبر 2017 أصبح بوش الرئيس الأمريكي الأطول عمراً عندما تجاوز عمر 93 عامًا و 165 يومًا عندما تخطى جيرالد فورد الذي توفي عام 2006. أصبح بوش أكبر رئيس على قيد الحياة في البلاد بالإضافة إلى أكبر نائب رئيس على قيد الحياة. كان أيضًا أول رئيس يصل عمره إلى 94 عامًا وذلك في 12 يونيو 2018. نائب الرئيس الأمريكي الأطول عمراً هو جون نانس غارنر الذي توفي في 7 نوفمبر 1967 أي بعد 15 يومًا من عيد ميلاده التاسع والتسعين.
في 22 أبريل 2018 في اليوم التالي لجنازة زوجته نُقِلَ الرئيس السابق إلى المستشفى مصابا بعدوى في الدم. أدت العدوى إلى الإنتان. بعد شهر واحد أُدْخِلَ مرة أخرى لفترة وجيزة مرة أخرى بعد أن عانى من التعب وانخفاض ضغط الدم.

### مزاعم سوء السلوك الجنسي
في أكتوبر 2017 خلال حركة أنا أيضا اتّهمت الممثلة هيذر ليند بوش بتلمسها وإخبارها بنكتة غير ملائمة. وفي وقت لاحق قدمت عدة نساء أخريات ادعاءات مماثلة بما في ذلك كريستينا بيكر كلاين وروزلين كوريغان (التي كان عمرها 16 سنة وقت وقوع الحادث المزعوم في عام 2003). اعتذر بوش عن هذه الحوادث من خلال المتحدث باسمه جيم ماكغراث. في ذلك الوقت أشار كاتب تحريري لصحيفة واشنطن بوست إلى أن البعض سيربط سلوكه بمرض باركنسون الخاص بالأوعية الدموية أو غيره من الشروط المرتبطة بالخرف.

## الوفاة والجنازة

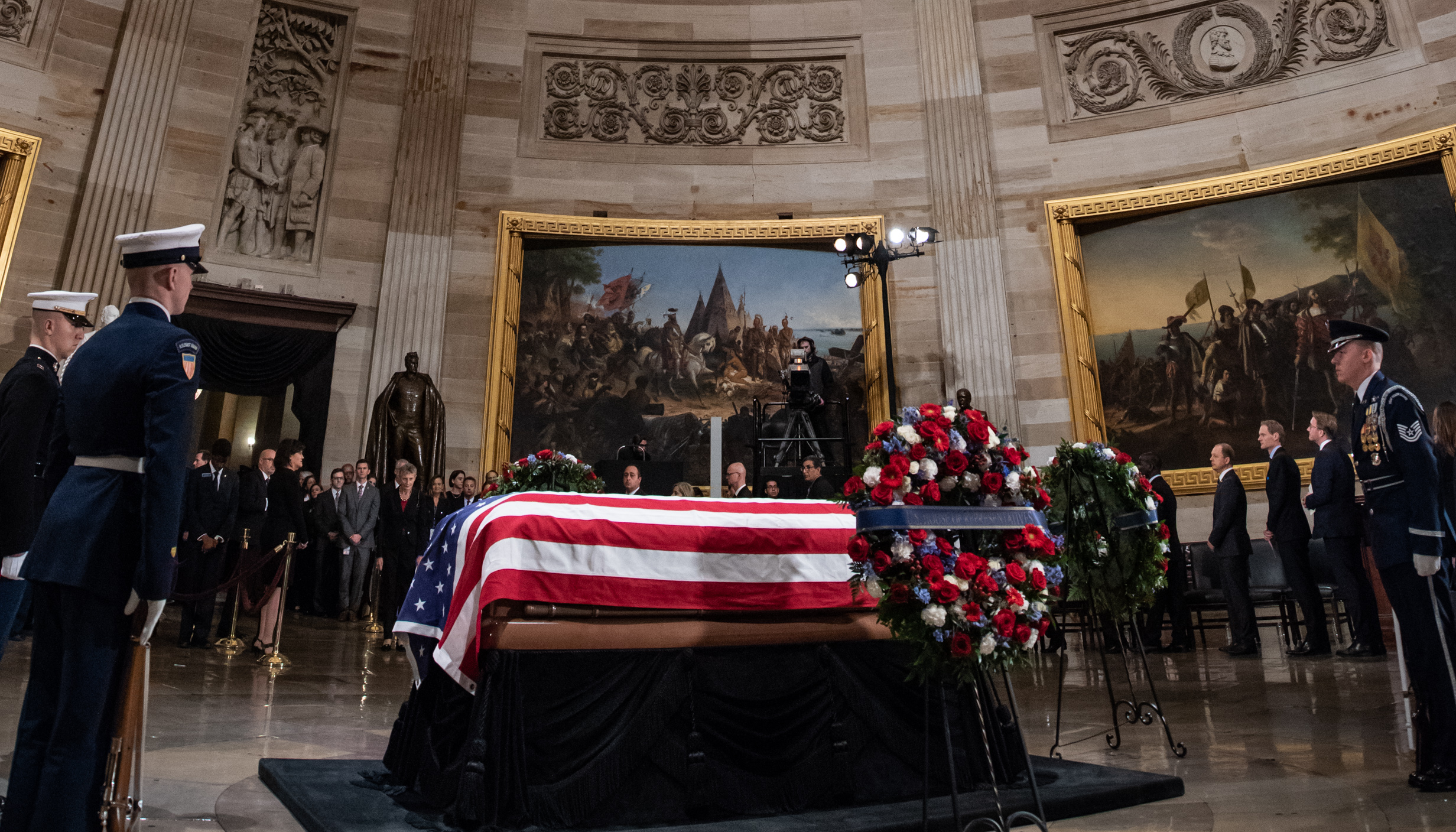
جثمان بوش مسجى في مبنى الكابيتول المستدير.

عانى بوش من مرض باركنسون الوعائي وهو شكل من أشكال مرض باركنسون الذي أجبره على استخدام سكوتر متحرك أو كرسي متحرك منذ عام 2012 على الأقل. توفي في 30 نوفمبر 2018 عن 94 عاما في منزله في هيوستن. وقد قدم الرؤساء السابقون جيمي كارتر وبيل كلينتون وجورج دبليو بوش وباراك أوباما والرئيس المباشر وقتها دونالد ترامب التعازي.
في 3 ديسمبر 2018 أصبح بوش الرئيس الأمريكي الثاني عشر الذي يسجى في القاعة المستديرة في كابيتول الولايات المتحدة. ستبقى آثار بوش في كنيسة سانت مارتن الأسقفية في المساء من الخامس من ديسمبر حتى الساعة 11:15 صباحاً في التوقيت الرسمي المركزي في 6 ديسمبر.

### حداد وطني
في 1 ديسمبر، أعلن دونالد ترامب أنّ يوم 5 ديسمبر سيكون يومَ حداد وطني، ثم حضر بنفسه مراسم الجنازة.

### الإرث
وفقاً لـ «يو إس إيه توداي» فقد حُدِّدَ ميراث رئاسة بوش بانتصاره على العراق بعد غزو الكويت وعلى ترؤسه انهيار الاتحاد السوفييتي وتوحيد ألمانيا. وقالت الصحيفة أن ميراثه السياسي «سيستمر بعد سنوات من خلال ابنه جورج دبليو بوش الذي أصبح الرئيس الثالث والأربعين للولايات المتحدة». قال مات بيشت من نيوزاي أنه في إرث بوش ذُكِرَ على أنه رئيس السياسة الخارجية لتزامن رئاسته انهيار الاتحاد السوفياتي بعد علاقات الحرب الباردة مع روسيا والتوقيع على معاهدة ستارت 1 بشأن الأسلحة النووية. كتب بيتت أن قراره بالقبض على دكتاتور بنما مانويل نورييغا وإعفائه كان مشهوراً في ذلك الوقت لكنه سيكون أقل ذكراً.
وفقا للمؤرخ الرئاسي مارك ك. أبديغروف فإن بوش «عزز» تقليد الرؤساء الذين يخلفون خطابات الدعم لخلفائهم في مكتب الحسم. في حين كان ريغان أول رئيس حديث يقوم بذلك في عام 1989 كان تحرك بوش مهمًا من حيث أن إيماءة حسن نيته تجاه كلينتون الرجل الذي خسر بوش أمامه في الانتخابات.

## المكتبة الرئاسية

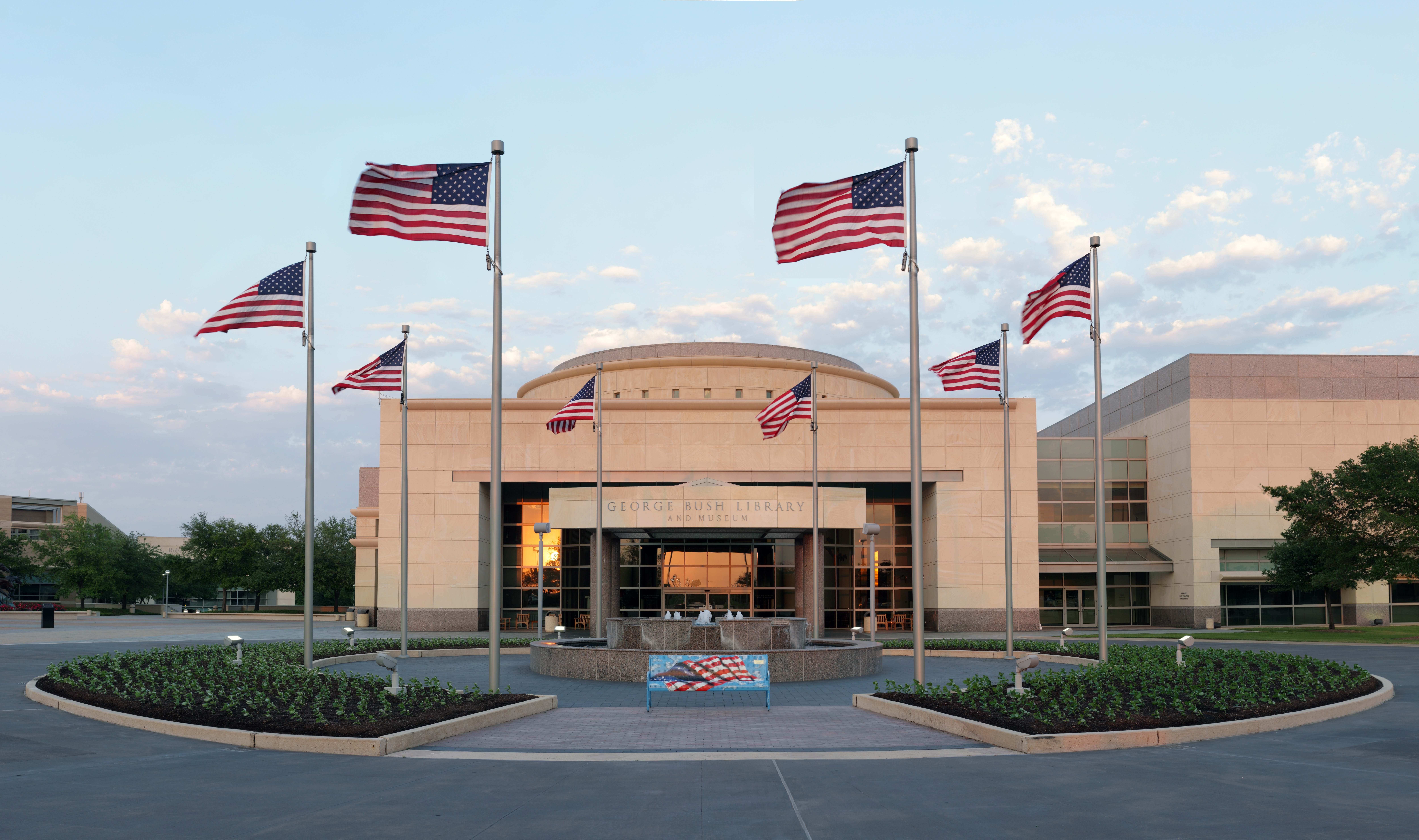
المكتبة الرئاسية ومتحف جورج بوش الأب في الحرم الغربي لجامعة تكساس إيه آند إم في كوليج ستيشن في تكساس.

مكتبة جورج بوش الرئاسية هي المكتبة الرئاسية العاشرة في البلاد وبُنِيَتْ بين عامي 1995 و 1997. تحتوي على أوراق الرئيس ونائب الرئيس لبوش ونائب الرئيس من دان كويل. كُرِّسَتْ في 6 نوفمبر 1997 وافتتحت للجمهور بعد ذلك بوقت قصير. شركة الهندسة المعمارية لهيلموث وأوباتا وكسابام صممت المجمع.
تقع مكتبة ومتحف جورج بوش الرئاسي على مساحة 90 فدانًا (36 هكتارًا) في الحرم الغربي لجامعة تكساس إيه اند إم في كوليج ستيشن في تكساس في ساحة مجاورة لمركز المؤتمرات الرئاسي ومركز تكساس إيه آند إم الأكاديمي. تعمل المكتبة تحت إدارة إدارة الأرشيف والوثائق الوطنية وأحكام قانون المكتبات الرئاسية لعام 1955.
كلية بوش للحكم والخدمة العامة هي مدرسة سياسات عامة في جامعة تكساس إيه آند إم في كوليج ستيشن في تكساس التي تأسست في عام 1995. تعد مدرسة الدراسات العليا جزءًا من مجمع المكتبة الرئاسية وتقدم أربعة برامج - برنامجان لدرجة الماجستير (الخدمة العامة والإدارة والشؤون الدولية) وثلاثة برامج شهادات لبرامج (الشؤون الدولية المتقدمة وإدارة المنظمات غير الربحية والأمن الداخلي).

## كتب عنه
- 41 صورة لابي (كتاب) كتبه عام 2014 جورج بوش الابن عن حياة والده.

## روابط خارجية
- جورج بوش الأب على موقع IMDb (الإنجليزية)
- جورج بوش الأب على موقع الموسوعة البريطانية (الإنجليزية)
- جورج بوش الأب على موقع روتن توميتوز (الإنجليزية)
- جورج بوش الأب على موقع مونزينجر (الألمانية)
- جورج بوش الأب على موقع ألو سيني (الفرنسية)
- جورج بوش الأب على موقع ميوزك برينز (الإنجليزية)
- جورج بوش الأب على موقع أول موفي (الإنجليزية)
- جورج بوش الأب على موقع إن إن دي بي (الإنجليزية)
- جورج بوش الأب على موقع ديسكوغز (الإنجليزية)
- جورج بوش الأب على موقع قاعدة بيانات الفيلم (الإنجليزية)